# Friedhof Ohlsdorf

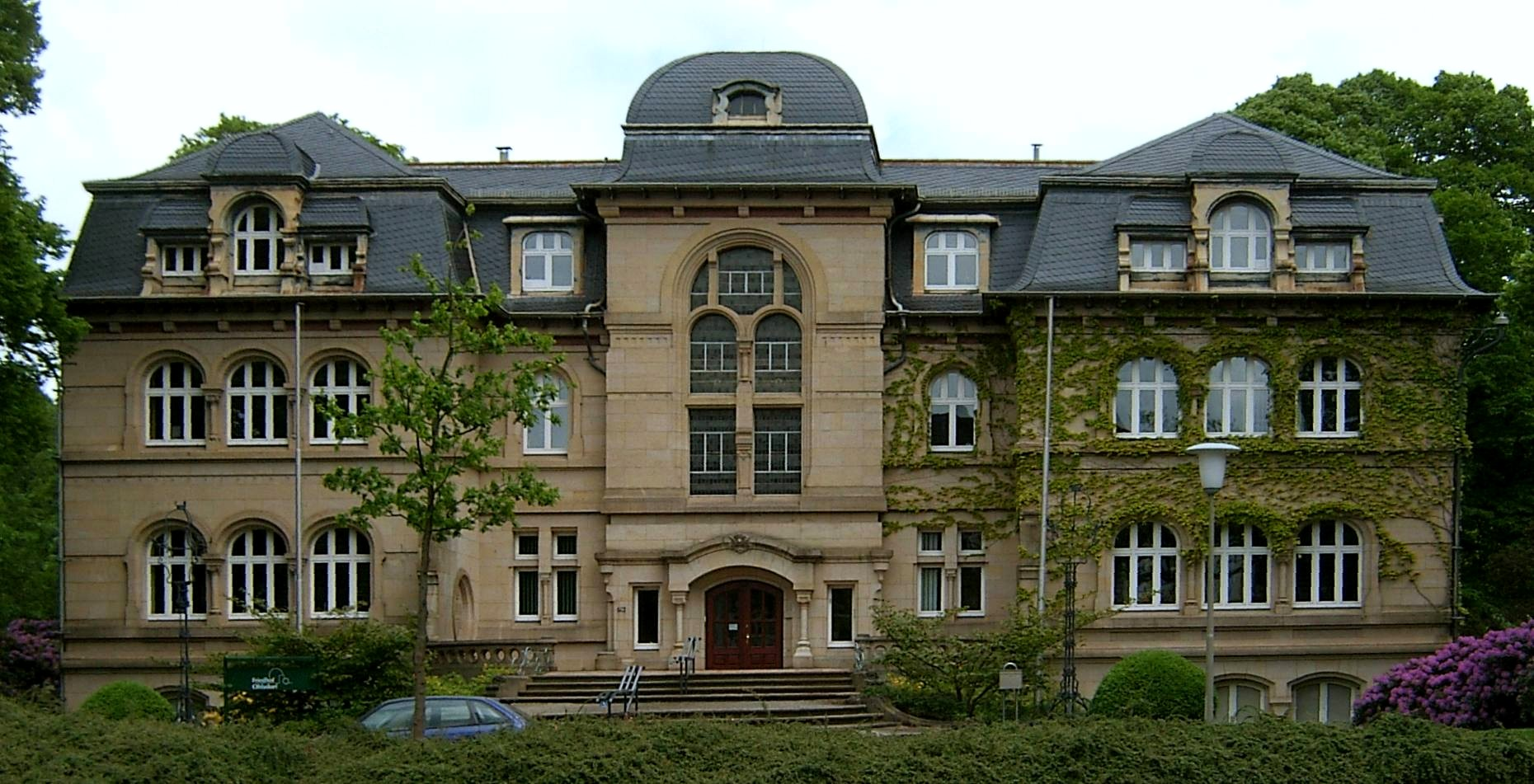
Die Friedhofsverwaltung (2006)

Der Friedhof Ohlsdorf (bis 1991 Hauptfriedhof Ohlsdorf) im Hamburger Stadtteil Ohlsdorf wurde am 1. Juli 1877 eingeweiht und ist mit 389 Hektar der größte Parkfriedhof der Welt. Über das gesamte Areal verteilen sich 202.000 Grabstätten. Auf dem Ohlsdorfer Friedhof haben seit seiner Gründung mehr als 1,4 Millionen Beisetzungen stattgefunden; jährlich kommen 4500 Beisetzungen hinzu. Zum Vergleich: Der Wiener Zentralfriedhof hat eine Größe von 250 Hektar mit 330.000 Grabstellen.
Als größter Parkfriedhof der Welt ist der Friedhof Ohlsdorf allerdings nicht der größte Friedhof der Welt. Als größter Friedhof der Welt wird der Wadi as-Salam in Nadschaf/Irak mit einer Größe von 917 Hektar geführt. Es folgt der Behescht-e Zahra in Teheran/Iran mit 424 Hektar. Platz 3 nimmt der Calverton National Cemetery auf Long Island/New York/USA mit 423 Hektar ein. Dann folgt, weltweit auf Platz 4, der Ohlsdorfer Friedhof mit seinen 389 Hektar.

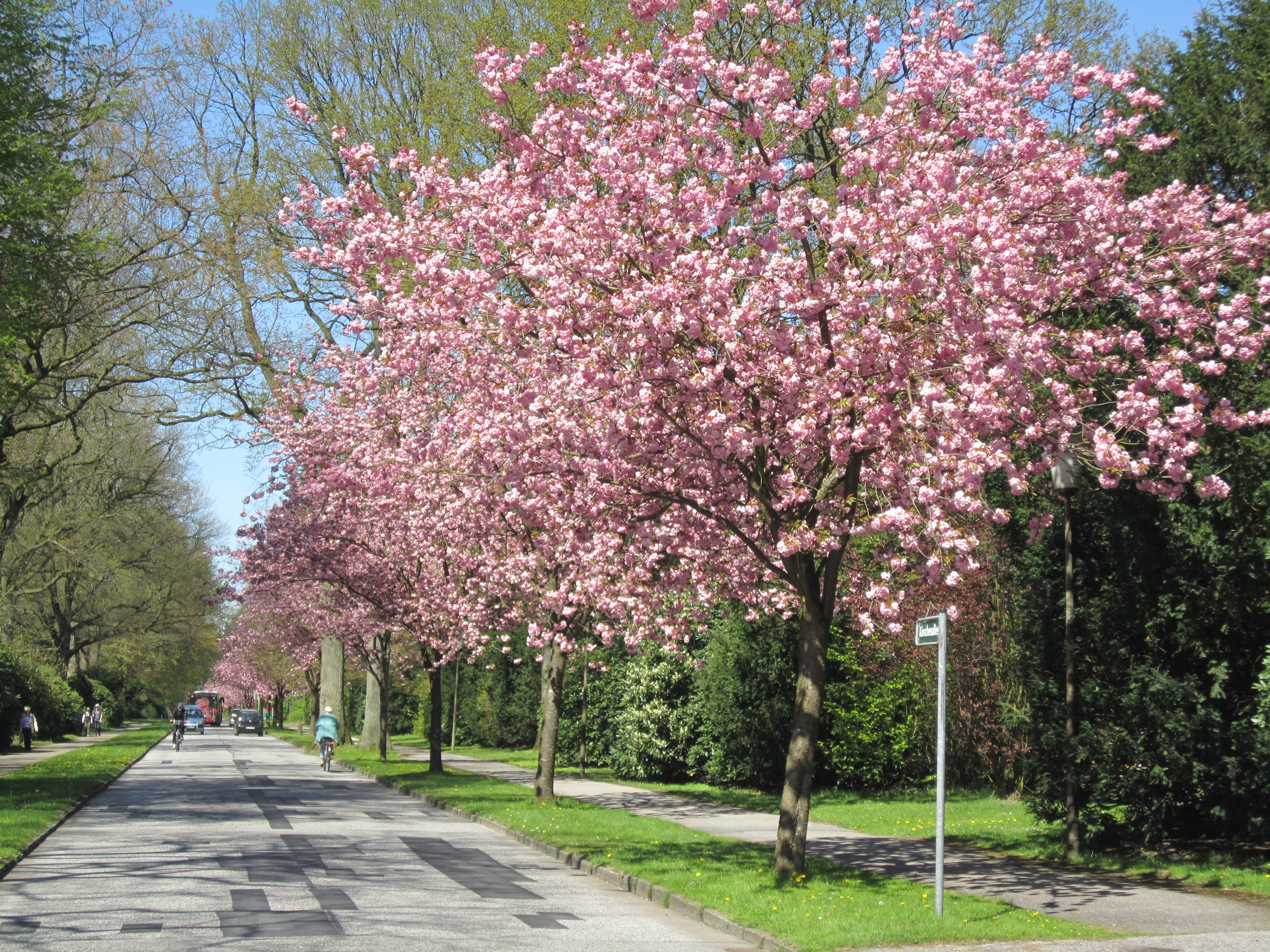
In Nord-Süd-Richtung verlaufende Kirschenallee im Ostteil des Friedhofs

Das Aussehen des Geländes ist bestimmt durch den Parkcharakter der Anlage mit einigen hundert Laub- und Nadelgehölzarten sowie Teichen und Wasserläufen und einer Landschaft, die sich durch eine Mischung aus historischen Bauten, Gartendenkmälern und modernen Themengrabstätten auszeichnet. Charakteristisch für die Struktur der Anlage sind schnurgerade, in exakter Ost-West- bzw. Nord-Süd-Richtung verlaufende sowie gleichmäßig sanft gebogene Straßen und Wege mit dazwischen liegenden schachbrettartig angelegten Parzellen. Das durchweg von Pflanzen gesäumte Straßensystem wird durch Kreisel aufgelockert. Neuere Anlagen sind unter anderem Schmetterlingsgräber, Kolumbarien und Paar-Anlagen. Der Friedhof wird vielfach von Touristen besucht, besonders zur Rhododendrenblüte Ende April bis Anfang Juni.

## Verkehrsanbindung
Der Friedhof Ohlsdorf verfügt über vier Einfahrten. Im Uhrzeigersinn sind dies die Haupteinfahrt Fuhlsbüttler Straße im Westen, Borstels Ende im Norden, Einfahrt Bramfeld im Osten und Seehof im Südosten. Zusätzlich gibt es sechs Eingänge für Fußgänger, den Eingang Bahnhof Ohlsdorf und den Nebeneingang am Forum Ohlsdorf, beide an der Fuhlsbüttler Straße, den Eingang Kleine Horst sowie den Eingang Hoheneichen im Norden und den Eingang Eichenlohweg im Süden sowie den Eingang Bramfelder See, ebenfalls im Süden, gegenüber dem Museum im Heckengarten.

### PKW

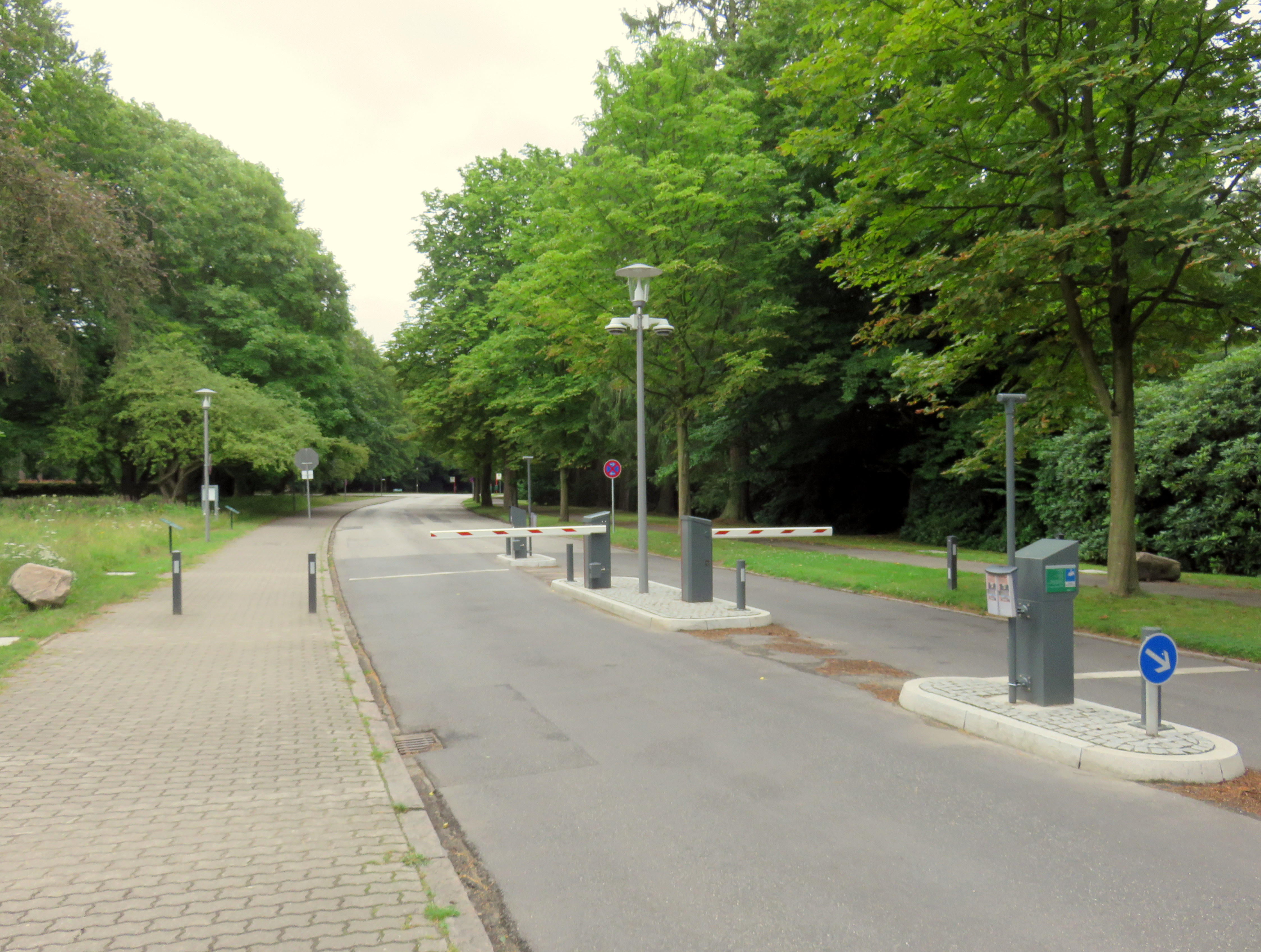
Schrankensystem seit 2020

Das Gelände ist durch ein für den Kraftfahrzeugverkehr zugelassenes Straßennetz von insgesamt 17 Kilometern erschlossen, die weiteren Erschließungswege haben eine Gesamtlänge von 80 Kilometern. Die Höchstgeschwindigkeit liegt bei 30 km/h. Durchgangsverkehr über den Friedhof ist nach § 7, Absatz 2 der Hamburger Bestattungsverordnung nicht erlaubt. Um den reinen Durchgangsverkehr zwischen Ost bzw. West zu unterbinden wurden am 9. Oktober 2020 in der Mitte des Friedhofs nahe der Kreuzung Mittelallee/Krieger-Ehrenallee bzw. /Linnestraße zwei Schranken installiert. Fußgänger und Fahrradfahrer können die Barrieren passieren. Mitarbeiter von Bestattungsinstituten, Verkehrsunternehmen, Einsatzkräfte von Polizei und Feuerwehr, Geistliche und Trauerredner, Gäste von Trauerfeiern dürfen passieren (Karte, Chip, Klingelknopf).

### Öffentlicher Nahverkehr
Durch den nahe gelegenen Bahnhof Hamburg-Ohlsdorf der S 1 und U 1, die nördlicher gelegenen S-Bahn-Stationen Kornweg und Hoheneichen der S 1 sowie die U-Bahn-Station Klein Borstel der U 1 ist der Friedhof an das öffentliche Verkehrsnetz angebunden. Zu den östlichen Eingängen verkehren Busse. Zudem verkehren die Buslinien 170 und 270 der Hamburger Hochbahn des Hamburger Verkehrsverbundes (HVV) innerhalb des Friedhofs und es existieren intern 22 Haltestellen. Die Buslinie 270 führt vom Haupteingang Ohlsdorf zum Eingang Seehof in Bramfeld. Die Buslinie 170 vom Haupteingang Ohlsdorf zum Eingang Bramfeld. Alle Kapellen liegen in der Nähe von Bushaltestellen.

## Struktur
Der Ohlsdorfer Friedhof hat eine Fläche von 389 Hektar, erstreckt sich in West-Ost-Richtung über eine Länge von 3,8 Kilometer und von Nord nach Süd mit durchschnittlich 1½ Kilometern bei einer längsten Ausdehnung von 2,2 Kilometern. Sein Umfang beträgt 11,5 Kilometer. Als Hauptfriedhof unterstand er zunächst der Baubehörde, später der Umweltbehörde, wurde dann zusammen mit dem Friedhof Öjendorf in den Landesbetrieb Friedhöfe ausgegliedert, der 1995 in die Hamburger Friedhöfe AöR umgewandelt wurde.
Bereits 1892 wurde der erste Friedhofsplan herausgegeben, um Besuchern eine Orientierungshilfe zu geben. Dabei legte man ein bis heute gültiges Koordinatennetz an. In der Anlage deutlich unterscheidbar sind der ältere Cordesteil mit dem geschwungenen Wegenetz eines Landschaftsgartens und die Linneteil genannte Erweiterung mit der klaren, geometrischen Wegführung. Die Hauptverkehrsachse von West nach Ost bildet vom Haupteingang bis zur Kapelle 10 die Cordesallee, sie führt von dort als Mittelallee zunächst in einem Bogen, dann weiter in gerader Linie nach Osten bis zur Kapelle 13. Die Benennung der Straßen im Cordesteil richtet sich in der Regel nach den topographischen Gegebenheiten, wie unter anderem Bergstraße, Talstraße, Teichstraße, aber auch Norderstraße, Westring oder Kapellenstraße. Im Linneteil sind die Wege meist nach den Baumarten benannt, mit denen sie am Rand bepflanzt sind, wie unter anderem Eichenallee, Eschenallee oder Kirschenallee. Auch die Sorbusallee ist entsprechend benannt, aber mit dem lateinischen Namen der Baumart. Im offiziellen Plan sind 22 Straßennamen verzeichnet, davon nur sechs im Linneteil, drei im Bereich der Grenze zwischen den beiden Teilen und 13 im Cordesteil. Die Straßennamen sind in üblichen Navigationssystemen nicht erfasst.
Die Parkpflege sowie die Grabanlagen sind Aufgaben von sieben Gärtnermeistereien, die über das Gelände verteilt jeweiligen Revieren zugeordnet sind. Sie haben ihre Standorte an den Kapellen 1, 4, 7, 9, 10, 12 und 13. An der Einfahrt Bramfeld ist zudem ein gärtnerischer Betriebshof eingerichtet. Die Wasserversorgung erfolgt über 120 Kilometer Wasserleitungen und 700 Schöpfbrunnen. Zudem stehen in der Gesamtanlage 2800 Sitzbänke.
Die Geschäftsberichte der Hamburger Friedhöfe AöR dokumentieren den stetig sinkenden Flächenbedarf für Grabstellen, durch den die Bewirtschaftung zunehmend erschwert wird. Besonders der Trend zu Urnengemeinschaftsanlagen sowie auch zunehmende See- und Waldbestattungen stellen besondere Herausforderungen zur Sicherung der Friedhofsunterhaltung dar.

## Geschichte

### Vorgeschichte

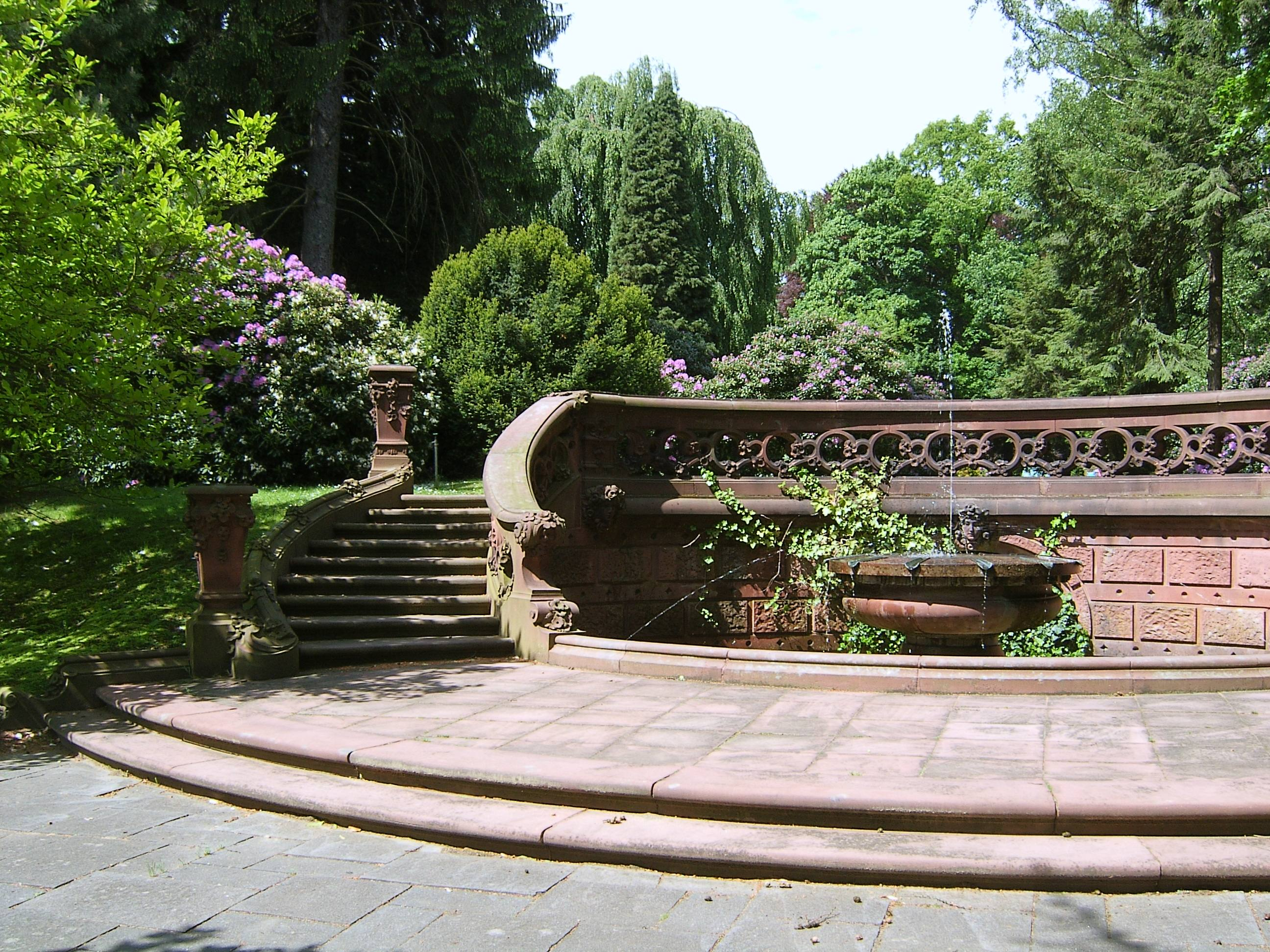
Der Cordesbrunnen

Bis zum Ende des 18. Jahrhunderts beerdigte man die Toten in Hamburg in der Regel auf Begräbnisplätzen und in Gruften bei den Kirchspielen. Aus Platz- und Hygienegründen wurden 1812 innerstädtische Beisetzungen generell verboten, zum Ersatz waren vor den Toren der Stadt ausgedehnte Friedhöfe angelegt worden. So ab 1789 der St.-Jacobi-Kirchhof vor dem Steintor, bei der heutigen Kirchenallee, und ab 1793 die Dammtorfriedhöfe auf dem Gelände vor dem Dammtor, bei dem heutigen Messegelände und Planten un Blomen bis hin zur Sternschanze. Aufgrund des enormen Bevölkerungswachstums und der geplanten Erweiterungen der Stadt erwiesen sich diese Anlagen schon kurze Zeit später als zu eng, so dass der Hamburger Senat ab 1854 Überlegungen zur weiteren Verlagerung und zur Schaffung eines neuen Großfriedhofs anstellte.
Konkrete Planungen wurden ab 1870 aufgenommen, sie waren geprägt von einem gravierenden Umbruch der Sitten und Traditionen im Beerdigungswesen. Dieses sollte aus der Hoheit der Kirchen genommen, unter kommunale Verwaltung gestellt und damit im Zeichen der Säkularisierung für die Toten aller Religionen und Konfessionen geöffnet werden. Einher ging diese Entwicklung mit einem Bedürfnis nach einer Ästhetisierung der Friedhöfe, die steinernen Kirchhöfe sollten abgelöst werden durch die Einbettung der Gräber in Grünanlagen. Humanistische Grundgedanken forderten eine Pietät für alle und damit auch für die armen Bevölkerungsschichten Einzelgräber statt Massengräber. Zudem war die Auflösung aller innerstädtischen Einzelfriedhöfe und damit die Schaffung eines Zentralfriedhofs vorgesehen.
1873 gründeten je drei Mitglieder des Senats und der Bürgerschaft die Commission für die Verlegung der Begräbnißplätze. Ein Jahr später kaufte die Stadt etwa 130 Hektar Wiesen- und Feldflächen zwischen der Fuhlsbüttler Straße und der preußischen Grenze Richtung Bramfeld, damals weit außerhalb der städtischen Wohnbereiche gelegen. Die Grundzüge der Friedhofsgestaltung gehen auf einen vorläufigen Generalplan des Oberingenieurs Franz Andreas Meyer aus dem Jahr 1875 zurück, mit dem festgelegt wurde, dass die „Gesamtanlage der Umgebung entsprechend parkartig und landschaftlich gehalten werden müsse, wobei jedoch eine beschränkte architektonische Ausschmückung keineswegs ausgeschlossen sein solle“.

### Anlage des Friedhofs

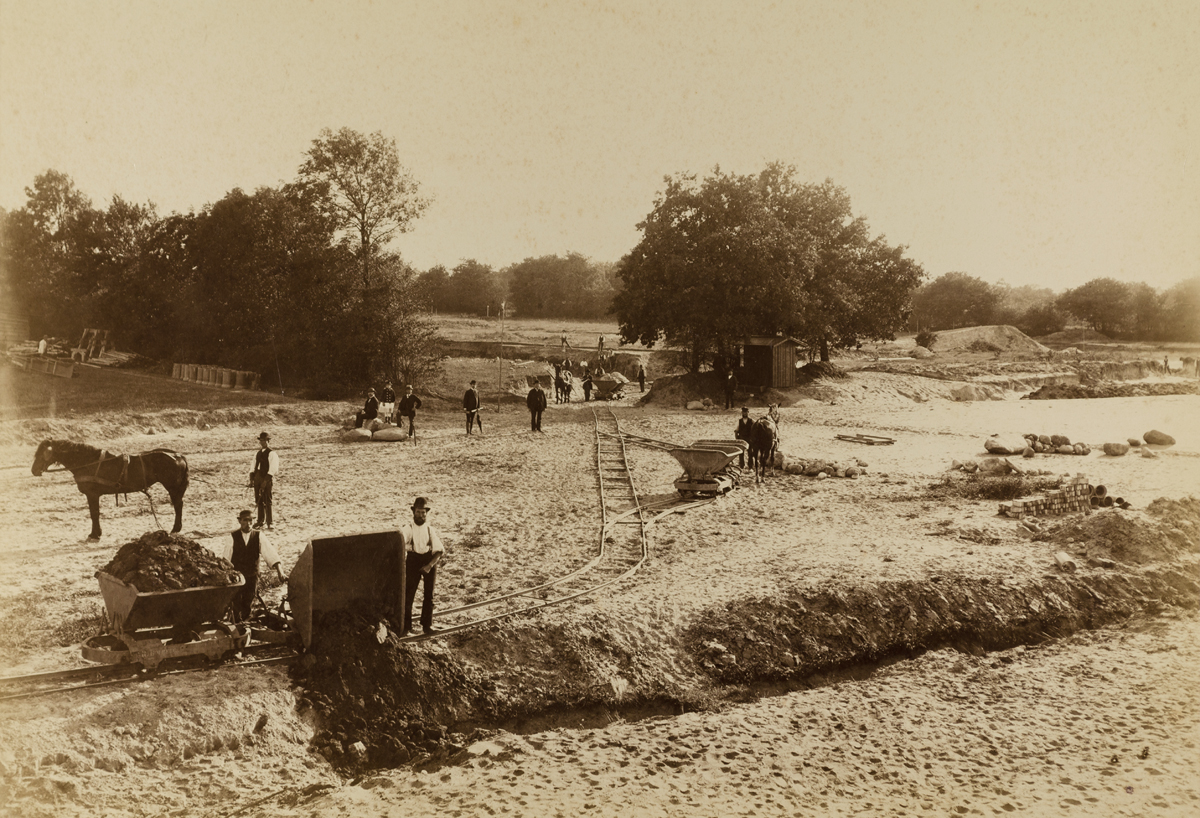
Feldbahn bei Ausschachtungs- und Planier-Arbeiten, 1. September 1887

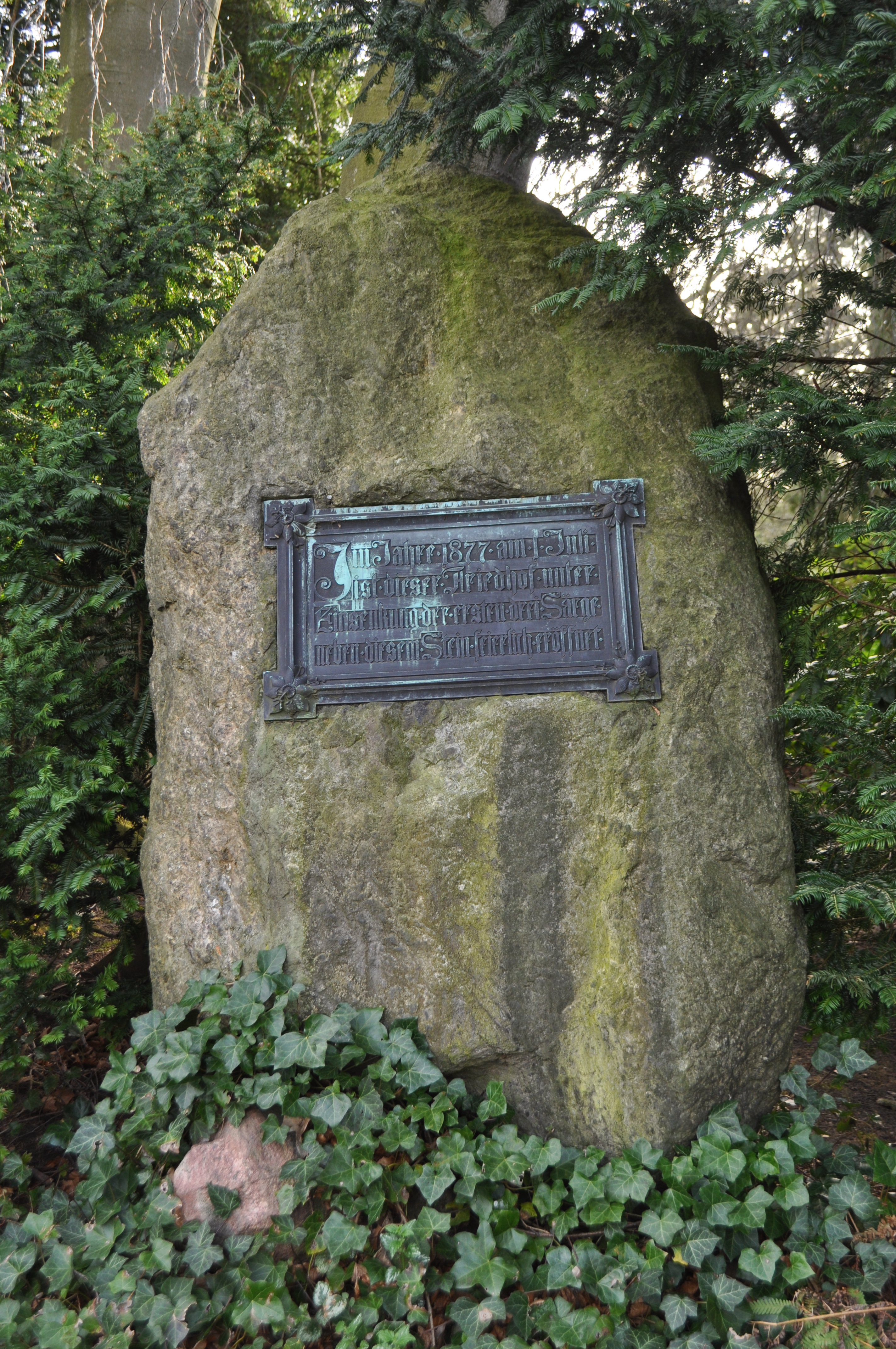
Denkmal für die Zuerstbeerdigten

Mit der konkreten Ausarbeitung des Generalplans und der Umsetzung beauftragte die Stadt 1876 den Architekten Wilhelm Cordes. 1879 wurde er zum Friedhofsverwalter, 1898 zum Friedhofsdirektor ernannt, er hatte dieses Amt bis zu seinem Tod 1917 inne. Gleich zu Beginn seiner Amtszeit, schon vor der Erstellung des endgültigen Konzepts, wurde die Belegung eines „aptirten Theil“ notwendig. Diese provisorische Beerdigungsfläche umfasste zunächst ein Gebiet von sechs Hektar nördlich der heutigen Kapelle 1.
Am 1. Juli 1877 erfolgte in einem feierlichen Akt die Friedhofseröffnung, in die die ersten drei Beisetzungen eingebunden waren. Es handelte sich dabei um Verstorbene aus dem Allgemeinen Krankenhaus St. Georg, die aus einer Bevölkerungsschicht kamen, deren Angehörige sich bis dato keine individuellen Grabstätten leisten konnten. So wurden diese ersten Beerdigungen dem Anspruch gerecht, dass auf dem neuen Friedhof durch günstige Preise die Anlagen von wiederauffindbaren Einzelgräbern für jedermann ermöglicht werden sollten. 1902 wurde an diesem Platz das Denkmal für die Zuerstbeerdigten aufgestellt, es ist ein Findling mit eingelassener Bronzetafel. (→Lage: U 9)
Mit dem Ankauf der Ohlsdorfer Ländereien hatte die Stadt auch das Bauernhaus des Vorbesitzers Hein Hinrich Schwen erworben, das zu einer provisorischen Kapelle umgebaut wurde. Es enthielt zudem ein Büro und eine Wohnung für den Friedhofsaufseher, die ehemalige Diele diente als Feierraum und eine abseits gelegene Scheune wurde zur Leichenaufbewahrung genutzt. Das ehemalige Schwen’sche Bauernhaus wurde 1896 für die Anlage des bis heute bestehenden Haupteingangs abgebrochen.
Auf der Pariser Weltausstellung von 1900 wurden Friedhofsdirektor Cordes und der Hamburger Senat mit einem Grand Prix ausgezeichnet in Anerkennung der weltweiten Vorbildfunktion der präsentierten Friedhofsanlage: Exponate waren ein Reliefplan sowie 32 Aufnahmen des Hamburger Fotografen Georg Koppmann und 14 Aquarelle des Malers Friedrich Schwinge (1852–1913).
Im Verlauf seiner fast 40 Jahre dauernden Amtszeit gestaltete Wilhelm Cordes maßgeblich den westlichen, nach ihm so benannten Cordesteil des Friedhofs. Seine Vorbilder waren amerikanische Parkfriedhöfe und englische Landschaftsgärten mit der Natur nachempfundenen Hügel- und Gewässerformen, Wegführungen und Pflanzungen. Auch ein großer Teil der Bauten gehen auf Cordes zurück, so stammen von ihm die ersten acht zwischen 1880 und 1912 erbauten Kapellen, von denen sechs erhalten sind. Ebenso wurde das Verwaltungsgebäude 1909/1910 nach seinen Plänen errichtet, es bildet gemeinsam mit dem Pförtnerhäuschen und zwei Retiradengebäuden am Haupteingang ein repräsentatives neobarockes Ensemble.

### Erweiterungen
Durch weitere Ankäufe wurde der Friedhof beständig erweitert, so kamen um 1900 die Ohlsdorfer und die Borsteler Feldmark hinzu, eine Fläche von gut 60 Hektar, heute durch den West-, Nord- und Ostring erschlossen, und ab 1913 Flächen der Bramfelder Feldmark im Osten von 156 Hektar. Bis 1919 erfolgte die Erweiterung in mehreren Schritten bis zur Bramfelder Chaussee, damit wurden Gelände über das Hamburger Staatsgebiet hinaus einbezogen, die auf vormals preußischem Gebiet lagen.
1919 übernahm der Gartenbaudirektor Otto Linne das Amt des Friedhofsdirektors. Er änderte die Planung für das östliche Erweiterungsgelände grundlegend und orientierte sich an den Ideen der Friedhofsreformbewegung. Deutlich sichtbar ist die Abkehr von dem landschaftlichen Gestaltungsprinzip zugunsten einer sachlichen und geometrischen Anlage mit klarer Linienführung des heute so genannten Linneteils. 1928 kam als letzte Erweiterung die Anlage des Prökelmoorteichs östlich des Eingangs Kornweg hinzu. 1930 war das Gelände mit seiner größten Ausdehnung von etwa 400 Hektar, die in etwa noch der heutigen Größe entspricht, erschlossen.
Bereits 1929 wurde erwartet, dass sich die Kapazität des Friedhofes in den 1940er Jahren erschöpfen würde, da keine Erweiterung mehr möglich war. Die Stadt kaufte Flächen in Öjendorf für die Anlage eines weiteren Zentralfriedhofs, doch aufgrund der Veränderungen durch den Zweiten Weltkrieg wurde der Friedhof Öjendorf erst 1966 eröffnet.

### Friedhofskultur
Nach 1930 fanden Veränderungen nur noch innerhalb des Friedhofsgeländes durch Aufhebung und Ersetzung alter Gräberfelder statt. Die Entwicklung der ästhetischen Friedhofsgestaltung vom bürgerlichen Grabmalkult zur strengen Standardisierung wurde in der Zeit des Nationalsozialismus fortgesetzt. Mit dem Erlass neuer Bestimmungen für die Schmückung der Gräber und Ascheplätze und der Ersetzung der Grabmalgenehmigungs- und -beratungsstelle durch den Friedhofskulturdienst, die unter Einfluss der Reichskulturkammer stand, wurden die individuellen Gestaltungsmöglichkeiten weiter eingeschränkt. Auch das Friedhofsgesetz von 1948 ließ wenig Spielräume, wenngleich in den 1950er und 1960er Jahren neue Impulse für die Grabmalgestaltung gesetzt wurden.

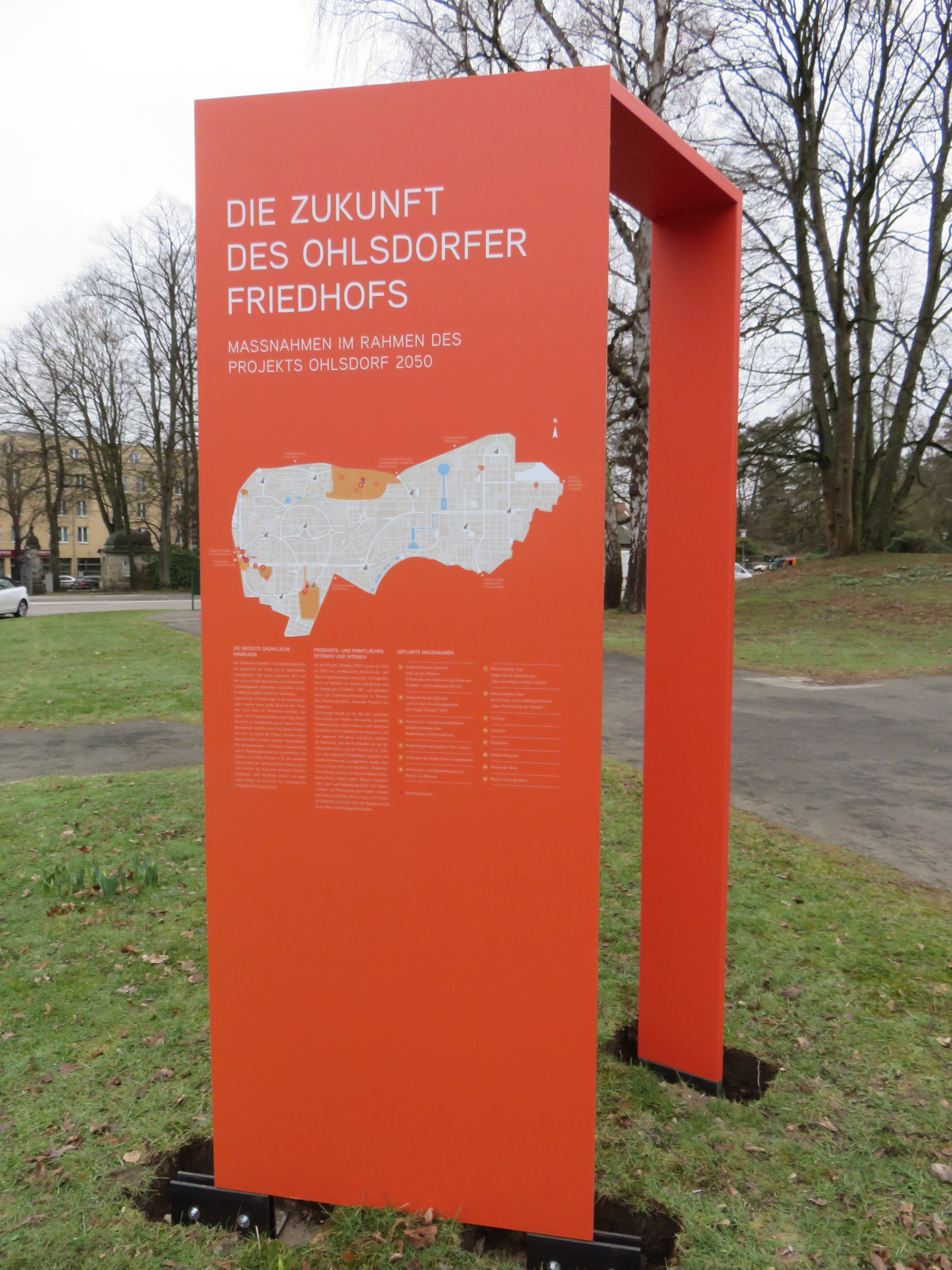
Projekt Ohlsdorf 2050

Erst mit den Veränderungen in der Trauerkultur ab den 1970er Jahren setzte eine Entwicklung zur „friedhofskulturellen Diversifikation“ ein, d. h. neben den Feldern für herkömmliche Sarg- und Urnengräber entstanden Bereiche für Rasengräber, Paargrabstätten, Gemeinschaftsgrabanlagen und anonyme Urnenhaine. Eine deutliche Abkehr vom standardisierten Gräberfeld ist der im Jahr 2006 nördlich der Kapelle 11 angelegte Ohlsdorfer Ruhewald, in dem in einer naturbelassenen Fläche Urnen unter Bäumen beigesetzt werden (→Lage: Bx 64/Bw 64).

### Verkleinerung der Bestattungsfläche
Die 400 Hektar große Friedhofsfläche wurde im Jahr 2015 mit 200 Hektar nur noch zur Hälfte für Beisetzungen genutzt. Die andere Hälfte wird von der Bestattungsfläche in eine Parklandschaft umgewandelt. 2017 wurde mit der Umsetzung des Projektes „Ohlsdorf 2050“ begonnen.
Wegen der rückläufigen Sterbefälle, geringerem Platzbedarf durch Urnen- statt Sargbeisetzungen, anderen Beisetzungsformen (Seebestattung, Friedwälder) wird die Bestattungsfläche weiter verkleinert und die übrige Fläche auf 237 Hektar erweitert. Das Konzept wurde unter Bürgerbeteiligung von der Umweltbehörde, dem Friedhof und dem Bezirksamt Hamburg-Nord entwickelt und kostet fast 100 Millionen Euro.

## Gesamtanlage

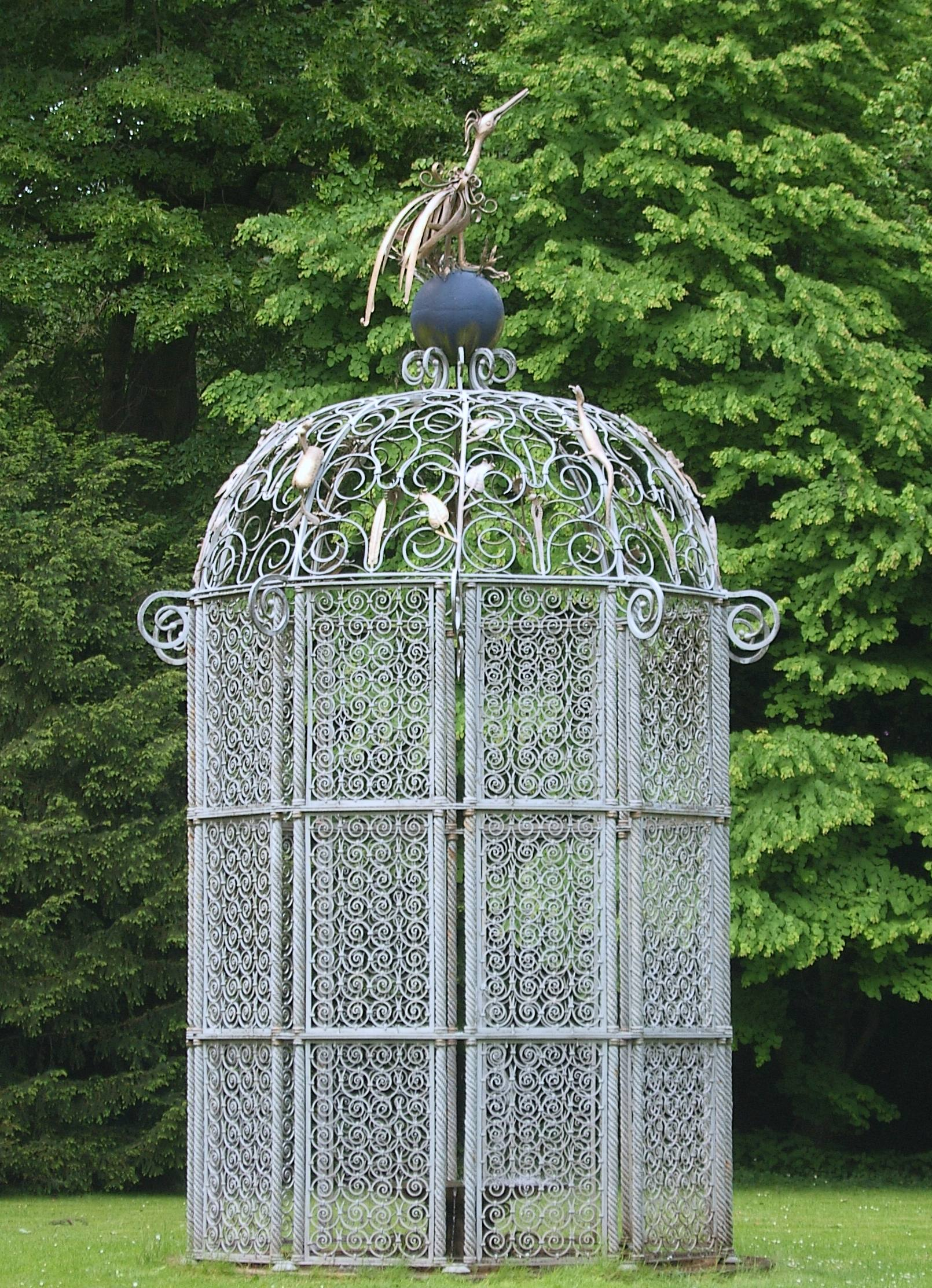
Margarethenbrunnen, geschaffen anlässlich der Bundesgartenschau 1953

Konkretisiert wurde die Gesamtanlage 1881 durch einen von Wilhelm Cordes erarbeiteten Generalplan, der bis 1919 Gültigkeit hatte und im heute so genannten Cordesteil umgesetzt wurde. Für die Erweiterungen im östlichen Teil wurden die Planungen, nach den Vorstellungen von Otto Linne, grundlegend geändert und fanden bis 1930 ihre Realisierung in dem heute so genannten Linneteil.
Cordes- und Linneteil grenzen sich etwa an folgender Linie voneinander ab: Westlich der Einfahrt Borstels Ende entlang der langen Reihen der Soldatengräber des Ersten Weltkriegs, dann bei der Bushaltestelle Abknicken in östliche Richtung. Die Übergangslinie folgt dann dem das Quartier zwischen Kapellenstraße und Mittelallee teilenden Fußweg bis zum Eingang Eichenlohweg.

### Cordesteil
Vorbild für die Neuanlage des Ohlsdorfer Friedhofs waren die während des frühen 19. Jahrhunderts in den USA entstandenen rural cemetries, wie der 1831 entstandene Mount Auburn Cemetery bei Boston, die sich wiederum in der Gestaltung am Konzept des englischen Landschaftsgartens orientierten. Elemente darin sind eine unregelmäßige Wegführung, gestaltete Hügel- und Teichanlagen und waldartige Bereiche. Wilhelm Cordes sah in den Ausführungen allerdings die Schwierigkeit, dass bei derartigen Neuanlagen auf den eigentlichen Zweck, die Beerdigungen, zunächst keine Rücksicht genommen und so die schönen Parkanlagen durch die Belegung mit Gräbern wieder zerstört wurden. Dieses Problem verstärkte sich durch den damals neu aufkommenden Anspruch, für jedermann ein Einzelgrab zu schaffen, so dass von vornherein etwa 70 Prozent der Fläche für eng in Reihen angeordnete Allgemeine Gräber vorgesehen war. Cordes formulierte für seine Planungen die Vorgabe, dass die Eigenart des Friedhofswesens in die Gestaltung einbezogen, die verschiedenen Ansprüche gegeneinander abgemessen und in künstlerischer Form wiedergegeben werden müssen, „nur dann wird die Anlage praktisch und zugleich schön sein.“
Den Ausgleich zwischen Park und Friedhof schuf Cordes durch die Begrenzung der Reihengräber mit dichter Randbepflanzung und vorgesetzten kleineren Familiengräbern, die von den ringartig angelegten Umfahrungsstraßen nicht einsehbar sind und in Landschaftsszenerien eingebettet wurden. Auch die künstlerischen Ausgestaltungen wurden von Zweckmäßigkeiten bestimmt, Teiche wurden an Stellen angelegt, die durch lehmige Bodenschichten für Beerdigungen ungeeignet waren, zusammen mit künstlichen Bachläufen bilden sie zugleich ein ausgeklügeltes Drainagesystem. Die in der Geestlandschaft vorhandenen Hügel bezog Cordes in die Gestaltung ein und ließ sie teilweise mit Alpenflora bepflanzen.

#### Familiengrabanlagen

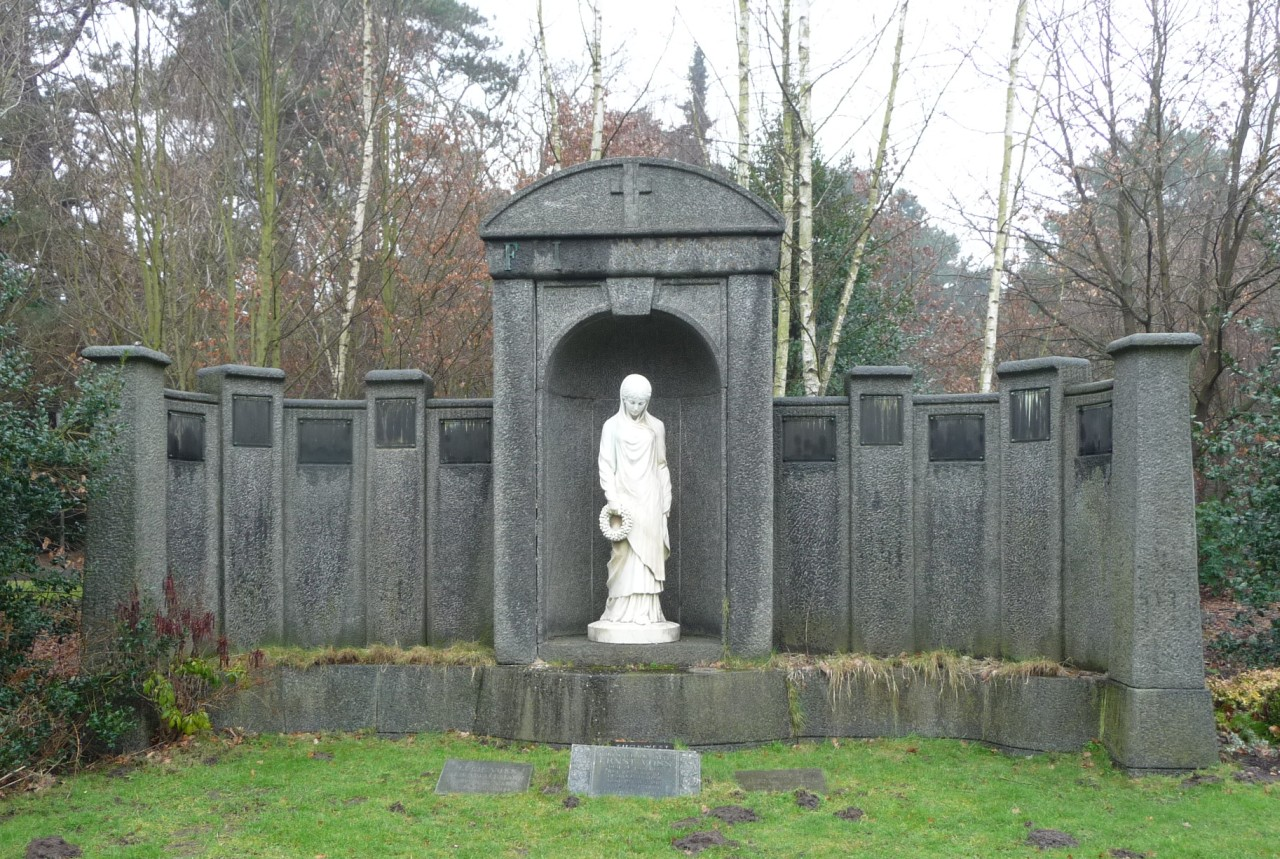
Grab von Ernst Voss
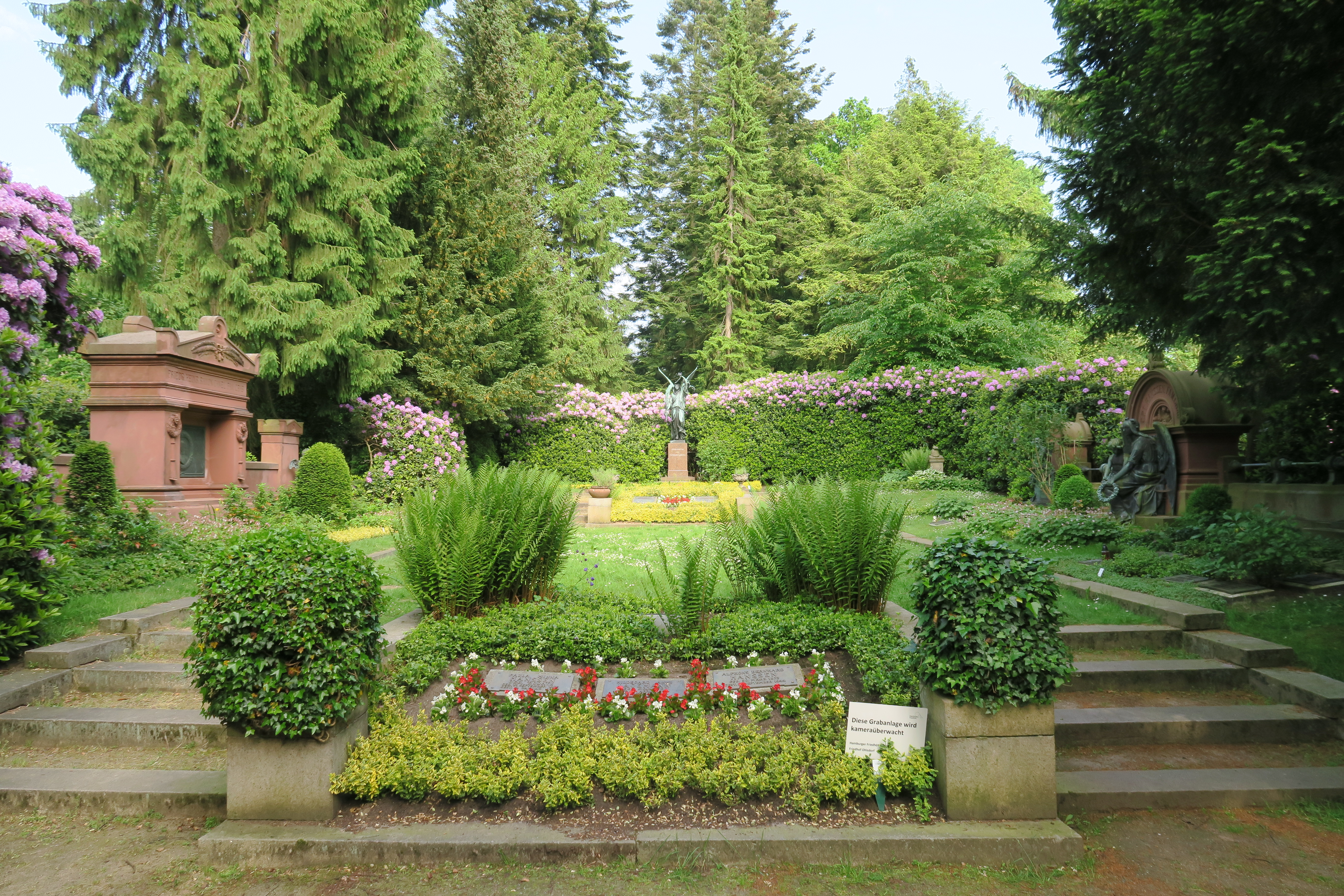
Gemeinschaftsgrabfeld Laeisz/Hanssen/ Canel/Meerwein (1886–1917)
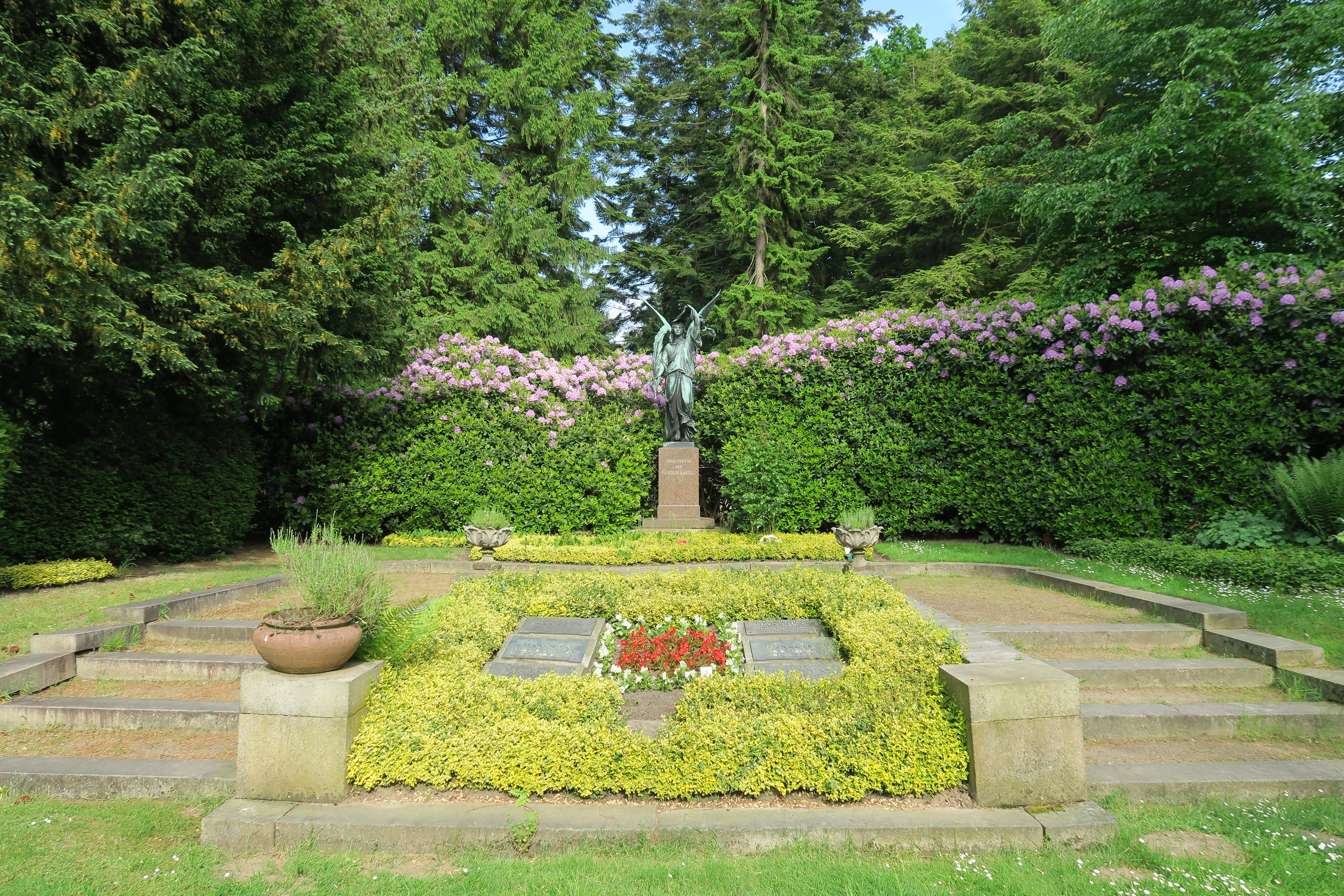
Grabstätte der Familie Laeisz
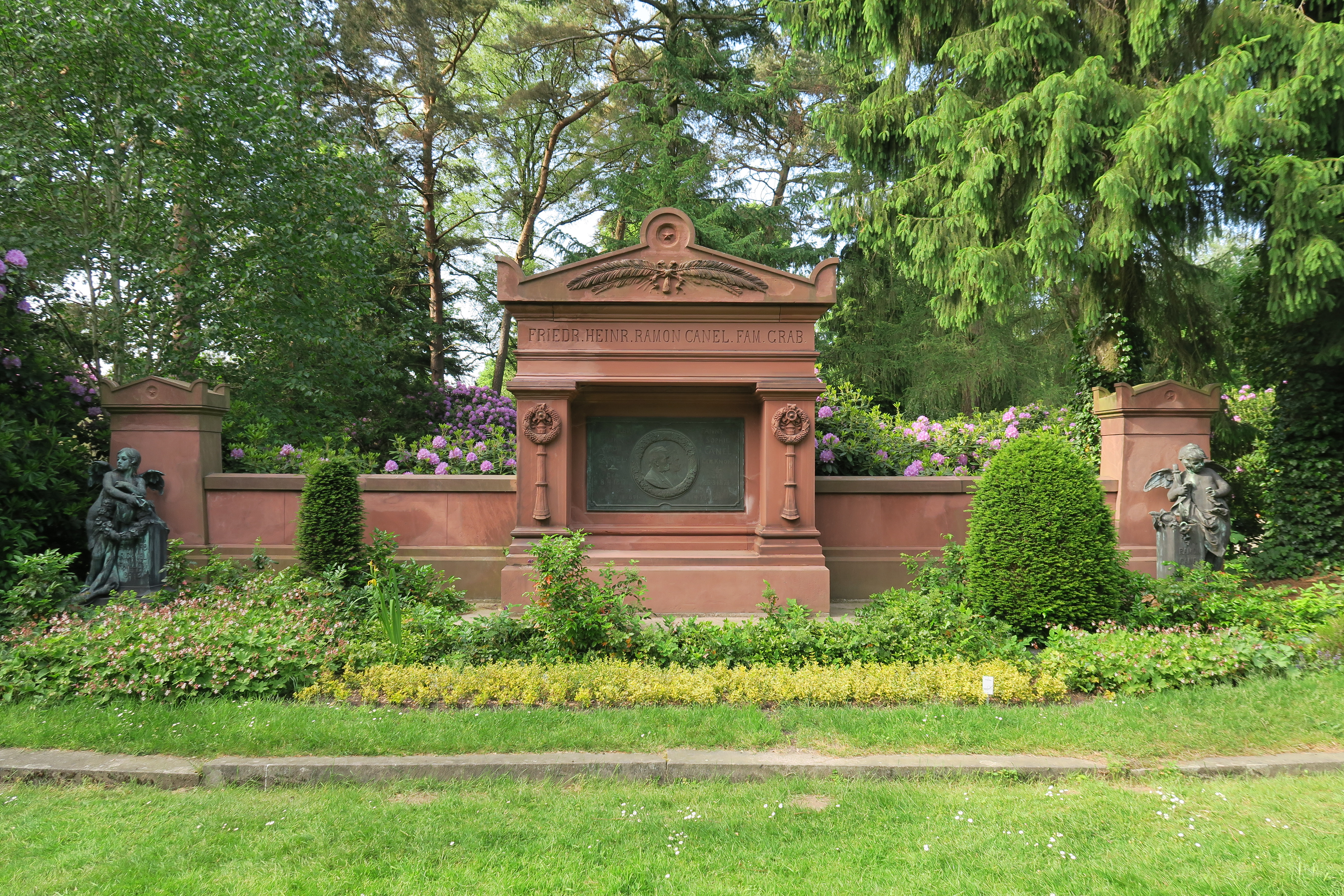
Grabstätte der Familie Canel

Kurz nach der Eröffnung wurden zunächst nur Menschen aus den armen Bevölkerungsschichten in Ohlsdorf, damals weit draußen vor der Stadt, beerdigt. Doch der Plan von Cordes bot den reichen Hamburger Familien die Möglichkeit, große abgeschirmte Grabflächen zu belegen und als Ort der Erinnerung über mehrere Generationen zu schaffen. Sie konnten individuell angelegt, durch Pflanzungen von Nachbargräbern abgeschirmt und über eigene Wege zugänglich gemacht werden. Die Gestaltung unterlag dabei nur wenigen Regelungen und ließ viel künstlerische Freiheit. Die erste derartige landschaftliche Familiengrabanlage nahm 1881 die Familie Laeisz mit ihren Verwandten Canel, Hanssen und Meerwein in Besitz. (→Lage: V 8) und löste unter den Hanseaten einen regelrechten Trend der Abkehr von der herkömmlichen steinernen Gruft aus.
Es entwickelte sich ein Grabkult, der im Kontext stand mit der zeitgenössischen Denkmalbegeisterung, Architekten wurden mit der Schaffung exklusiver Grabbauten beauftragt, repräsentative Grabkapellen, Mausoleen und Säulenhallen geschaffen. Insbesondere das Gelände am Nordteich und der waldartig bepflanzte nördliche Bereich wurden mit teilweise großflächigen Familienanlagen oder imposanten Bauwerken belegt und ausgeschmückt mit Statuen, Plastiken, Grabmalwänden, Pflanzenarrangements, Mauern und Treppchen. Unter den namhaften Künstlern, die diese Werke schufen, befanden sich unter anderem Xaver Arnold, Ernst Barlach, Arthur Bock, Hans Dammann, Martin Haller, Richard Kuöhl, Hugo Lederer, Albert Leistner, Richard Luksch, Gerhard Marcks, Hermann Perl, Heinrich Pohlmann, Hans Martin Ruwoldt, Fritz Schumacher, Stephan Sinding, Oskar Ulmer, Heinrich Wefing, Oskar Witt. Mit dieser Grabart „wurde das neue Ideal der Bestattung an einem lieblichen Ort inmitten der Natur umgesetzt, auf dem zudem noch die bürgerliche Privatsphäre gewahrt blieb.“

#### Althamburgischer Gedächtnisfriedhof

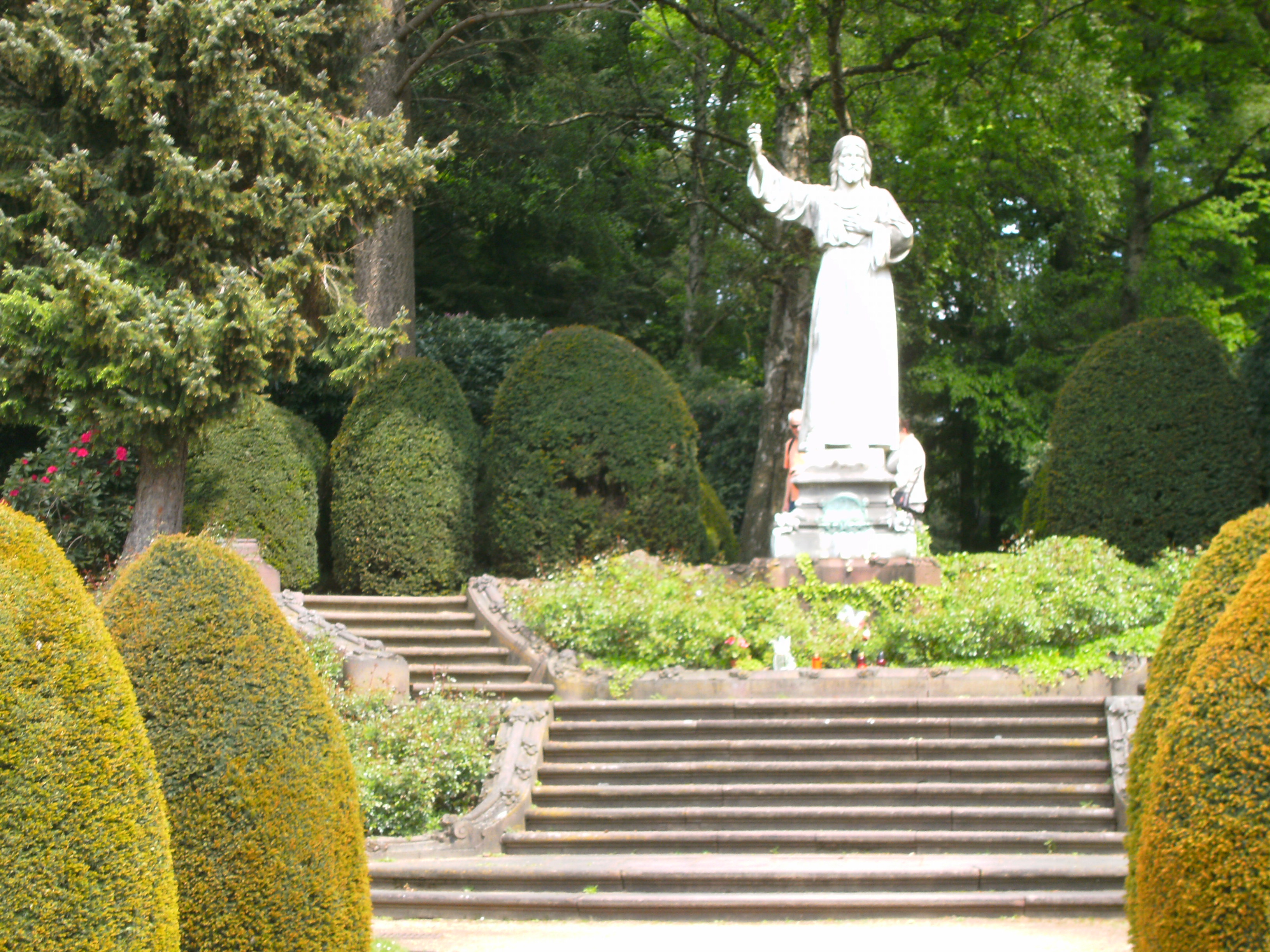
Althamburgischer Gedächtnisfriedhof: Christusstatue von 1904 aus weißem Marmor von Xaver Arnold am Ende der Sichtachse

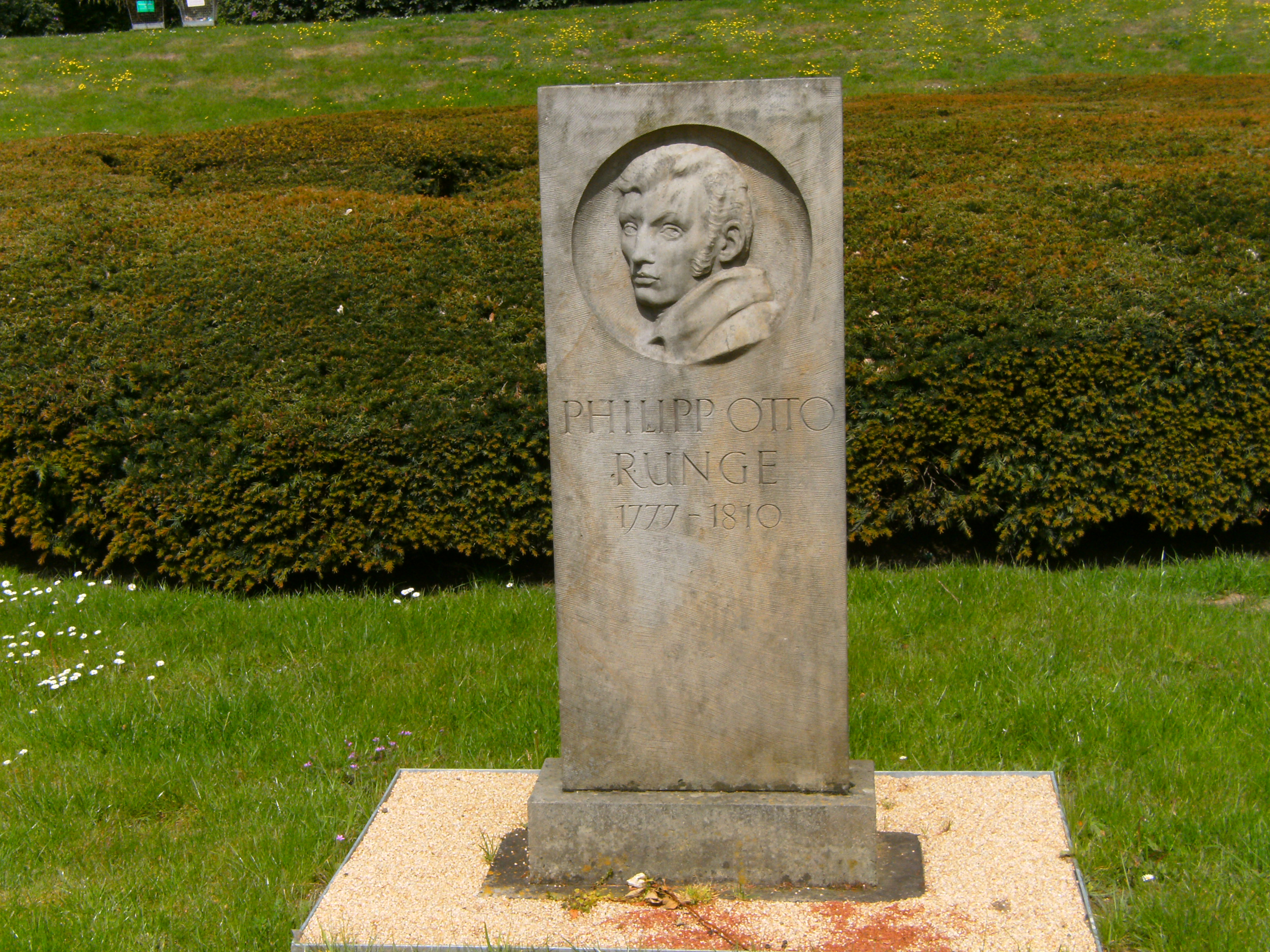
Grab des Malers Philipp Otto Runge auf dem Althamburgischen Gedächtnisfriedhof

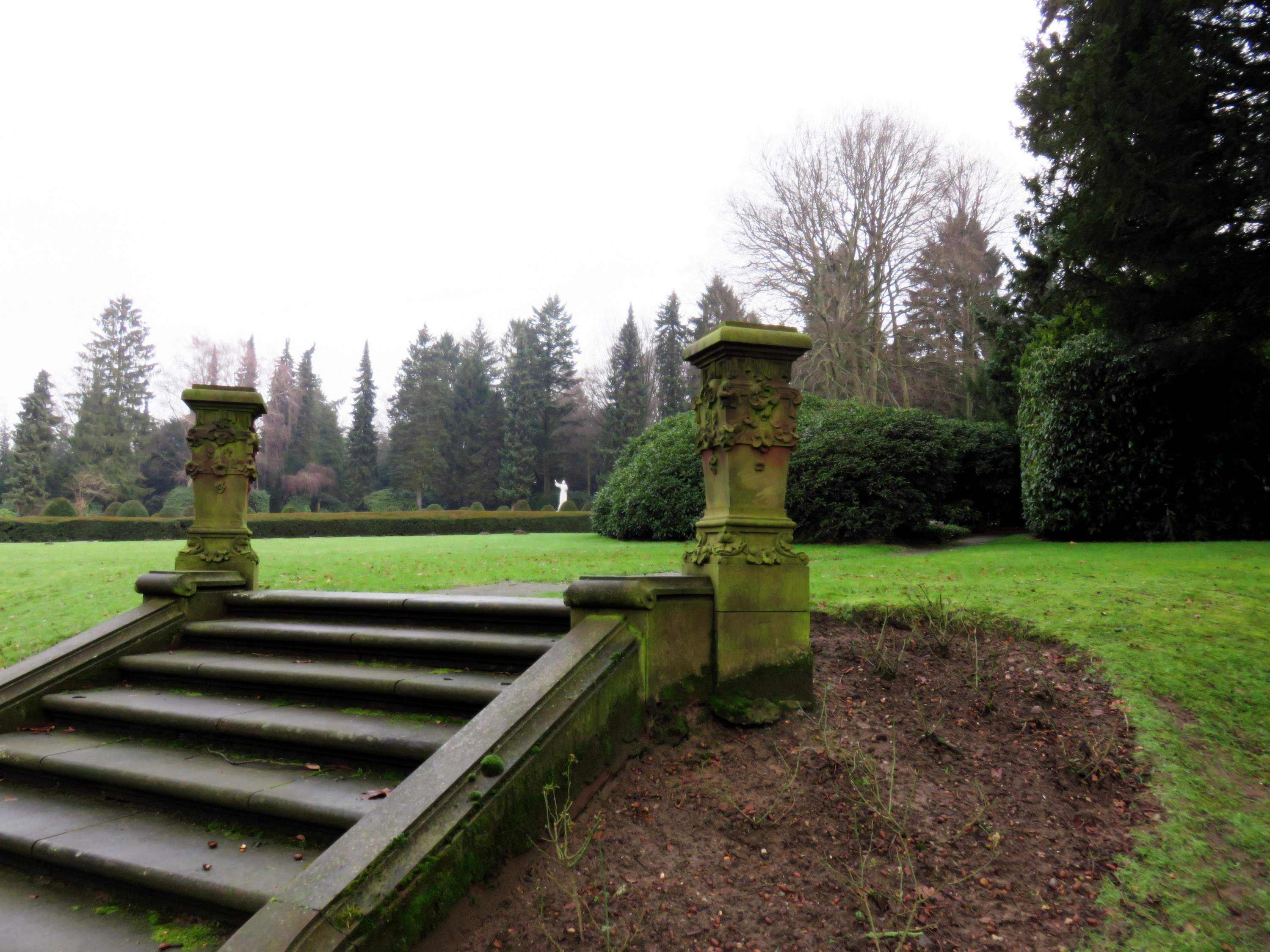
Perspektive bei den Gräbern Gründgens / Ehre

Zwischen 1896 und 1905 wurde gegenüber dem Haupteingang der Althamburgische Gedächtnisfriedhof, damals unter dem Namen Ehrenfriedhof, angelegt.(→Lage: P 6) Seine Struktur ist die des Parterres eines Barockgartens mit symmetrisch angeordneter Wegführung und säulenförmig geschnittenen Eiben. Oberhalb des Gartens an einer Treppenanlage ist eine überlebensgroße, weithin sichtbare Christusstatue aus weißem Marmor aufgestellt. Sie ist ein Werk des Bildhauers Xaver Arnold und wurde 1905 von dem Reeder Friedrich Wencke (1842–1905) gestiftet. Der Ehrenfriedhof gilt als „stadtgeschichtliches Gedächtnis Hamburgs“, da hier Menschen beerdigt wurden, „deren Wirken für Hamburg bedeutsam war“. Insbesondere in den ersten Jahren seines Bestehens sowie ab 1926 wurden bedeutende Persönlichkeiten von den aufgelösten alten Friedhöfen (Steintor- und Dammtorfriedhöfe) hierher umgebettet, in den 1950er Jahren kamen die Gebeine von den Friedhöfen in Hamm, Eilbek und Wandsbek hinzu. Seit 1998 bettete man weitere Personen hierher um, nachdem deren Ruhezeit in ihren ursprünglichen Grabstätten abgelaufen war. Die Ruhezeit für diese Gräber im öffentlichen Interesse ist unbeschränkt.
Die Grabmale sind entlang der Wegachsen nach Berufs- und Bedeutungsgruppen angeordnet. Dabei handelt es sich um 74 Sammelgräber, zum Beispiel für Bürgermeister, Senatoren, Kaufleute, Juristen, die Pastoren der Hauptkirchen, Dichter und Schriftsteller, Musiker, Schauspieler, Lehrer verschiedener Schulen oder Architekten, und sechs Familiengräber, so für die Familie Anderson und Rodenborg, die Familie des Malers Philipp Otto Runge, Familie von Struve, Familie Anckelmann, Kellinghusen, Overdiek und Rodriga, Familie Merck und für die Familie Gossler. Im Bereich Domkapitel und Adel liegen die ehemals im Hamburger Dom beigesetzten Mitglieder der Familie von Kielmansegg, darunter Friedrich Christian Kielman von Kielmansegg. Außerdem befinden sich zehn Einzelgräber in dieser Anlage, 1905 vom Friedhof St. Georg umgebettet wurden der Gelehrte und Lehrer am Akademischen Gymnasium Vincent Placcius (1642–1699) und der Archivar Johann Martin Lappenberg (1794–1865). Ebenfalls hierher verlegt wurden der Baumeister Alexis de Chateauneuf (1799–1853), der Theaterdirektor Friedrich Ludwig Schröder (1744–1816) und der Übersetzer Johann Diederich Gries (1775–1842), direkt beerdigt wurden der Direktor der Kunsthalle Alfred Lichtwark (1852–1914), die Malerin Anita Rée (1885–1933), der Schauspieler Robert Nhil (1858–1938), die Architekten Fritz Schumacher (1869–1947) und Gustav Oelsner (1879–1956). Am östlichen Rand finden sich zudem die Gräber von Ida Ehre (1900–1989) und Gustaf Gründgens (1899–1963).
Die Gartenanlage war ab den 1950er Jahren verfallen und wurde 1998 mit Hilfe von Spenden teilrekonstruiert, doch die ehemaligen Rosenpflanzungen konnten nicht erhalten oder wiederaufgenommen werden. Einzig am Grabmal von Alfred Lichtwark wächst ein Rosenstock der Sorte Rosa venusta pendula.

#### Garten der Frauen
Der Garten der Frauen ist ein im Cordesteil des Friedhofs angelegtes Gräberfeld und eine Gedenkstätte, in der an Frauen, die in der Hamburger Geschichte bedeutend waren, erinnert wird. Es handelt sich um ein gut tausend Quadratmeter großes Gelände nordöstlich des Wasserturms (→Lage: O–P. 27), das im Juli 2001 eröffnet wurde und auf dem sich etwa hundert Gräber, Grabsteine und Gedenksteine befinden. Betreut wird das Areal von dem im Jahr 2000 auf Initiative der Historikerinnen Rita Bake, Helga Diercks-Norden und Silke Urbanski gegründeten Verein Garten der Frauen e. V. In diesem Garten können sich Frauen auch bestatten lassen.

#### Rosengarten

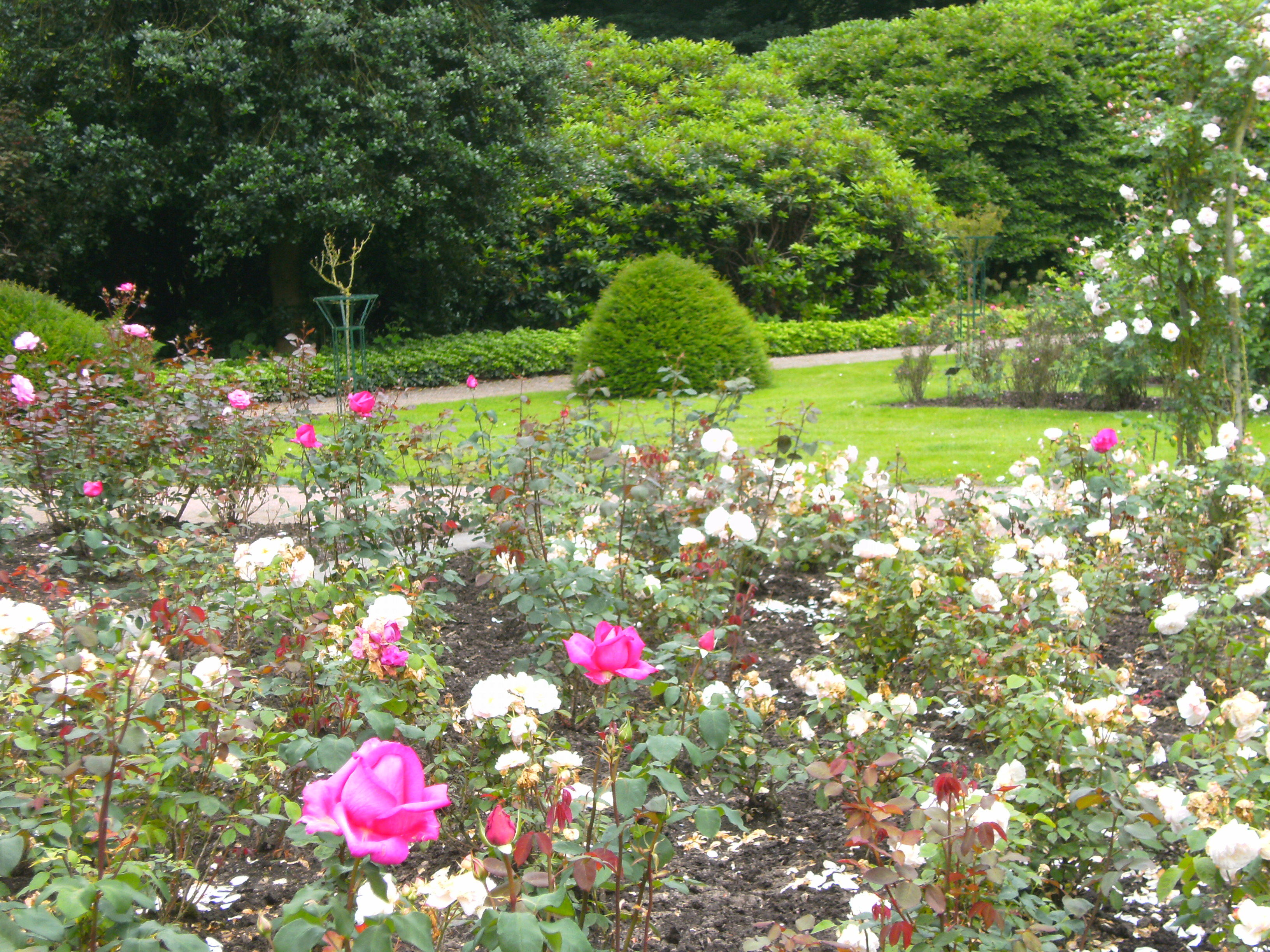
Rosengarten im Planquadrat K 9

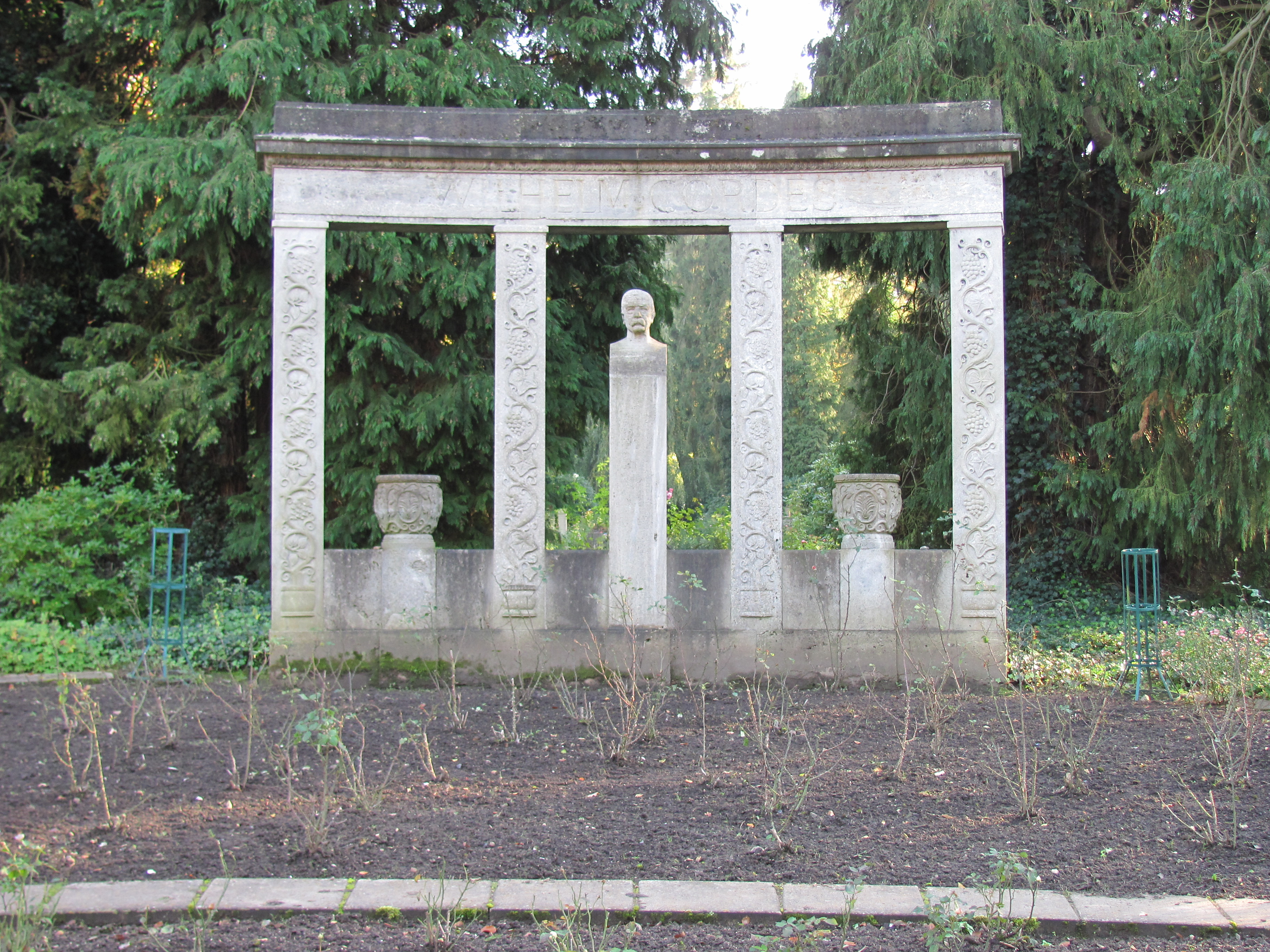
Cordesdenkmal auf dem Friedhof Ohlsdorf

Südlich des Südteichs befindet sich der Rosengarten mit 2 700 Rosen. Er wurde 1997 restauriert. Teil des Rosengartens ist das Denkmal an den ersten Friedhofsdirektor Wilhelm Cordes.

### Jüdischer Friedhof Ilandkoppel
Bereits während der Planungsphase zum zentralen Begräbnisplatz bat der Vorstand der hamburgischen deutsch-israelitischen Gemeinde den Senat um Teilhabe an dem Gelände für die ebenfalls zentrale Anlage eines jüdischen Friedhofs. Nach einigen Verhandlungen fand sich ein Kompromiss zwischen dem Anliegen aus der jüdischen Religion auf ewige Totenruhe und der von der Stadt zugesagten Überlassung auf Zeit. So wurde der Friedhof Ilandkoppel auf einem zehn Hektar großen Gelände in direkter Nachbarschaft und ebenfalls nach Plänen des Architekten Johann Wilhelm Cordes gestaltet und 1883 eingeweiht. Er löste den Grindelfriedhof, auf dem 1909 die letzte Beerdigung stattfand, als vornehmlichen Bestattungsplatz ab. Die Aussegnungshalle, entworfen durch den Architekten August Pieper, wurde ebenfalls im Jahr 1883 erbaut.

### Linneteil
Die ab 1920 angelegte östliche Erweiterung unter dem Friedhofsdirektor Otto Linne stellt eine deutliche Abkehr von den vorherigen Gestaltungsprinzipien dar. Die gesellschaftlichen Umbrüche nach dem Ersten Weltkrieg wirkten sich auch auf das Friedhofs- und Bestattungswesen aus. Ein Grundgedanke der Friedhofsreformbewegung, entstanden aus der Kritik an der großbürgerlichen Grabmalkultur, war, den Gemeinschaftsbezug der Gesellschaft im Gesamtbild sichtbar werden zu lassen. Diesem entsprechend ist die Anlage des Linneteils an einem sachlichen und funktionalistischen Grundriss orientiert.

#### Abgrenzung zum Cordesteil
Die Linie der Übergänge vom Cordesteil zieht sich westlich der Einfahrt Borstels Ende entlang der langen Reihen der Soldatengräber des Ersten Weltkriegs und knickt dann bei der Bushaltestelle Mittelallee in östliche Richtung ab. Die Gesamtfläche von etwa 200 Hektar ist in gartenartige Grabquartiere unterteilt, abgetrennt durch Hecken- und Baumreihen. Die Wege, Gartenelemente aber auch Teiche sind mit klarer Linienführung angelegt und bilden geometrische Grundformen. Auch die Grabgestaltung wurde angepasst, Art und Gestaltung von Grabmalen unterlagen einschränkenden Vorschriften, so dass die repräsentativen Familiengrabanlagen, wie sie im Cordesteil zu finden sind, in diesem Teil des Friedhofs nicht vorkommen.

#### Kapellen
Die Kapelle 9 und 10 entstanden 1918 als provisorische Notkapellen im Rahmen der Friedhofserweiterung, die Nr. 9 ist bis heute erhalten geblieben, Nr. 10 brannte 1980 ab und wurde durch einen Neubau ersetzt. Der Standort der Kapelle 11 war ebenfalls für die Errichtung einer Notkapelle reserviert, der heutige Bau stammt jedoch aus den Jahren 1950/1951. Kapelle 12 konnte 1923 eingeweiht werden, sie geht auf Planungen der Architekten Zauleck und Hormann zurück und ist ein mit Ziermauerwerk ausgefachter Holzständerbau im Heimatstil. Die Kapelle 13 ist ein Entwurf Fritz Schumachers und korrespondiert mit seiner strengen Backsteinausführung und den hohen, kleinteiligen Buntglasfenstern mit der geometrischen Friedhofsanlage des Linneteils. Sie wurde 1929 als östlicher Abschluss der Mittelallee fertiggestellt.

#### Grabstätten verschiedener Religionen
Der Friedhof ist offen für alle Nationen und alle Religionen. Es gibt Grabstätten des chinesischen Vereins, der Japanischen Kolonie, des Deutsch-Baltischen Friedhofvereins und der iranisch-moslemischen Gemeinde.

### Grabmal-Freilichtmuseen
Als die Friedhöfe vor den Stadttoren aufgelöst wurden, kamen erhaltenswerte Grabmale in den sogenannten Denkmalhof des Ohlsdorfer Friedhofs. 1935 wurde zwei getrennte Bereiche eingerichtet:
Grabmal-Freilichtmuseum Heckengarten (Lage: Bh 54-55) östlich Kapelle 10/südlich „T“-Teich. Insgesamt wurden dort etwa 159 Familien-Grabsteine und 39 -Gruftplatten aufgestellt.

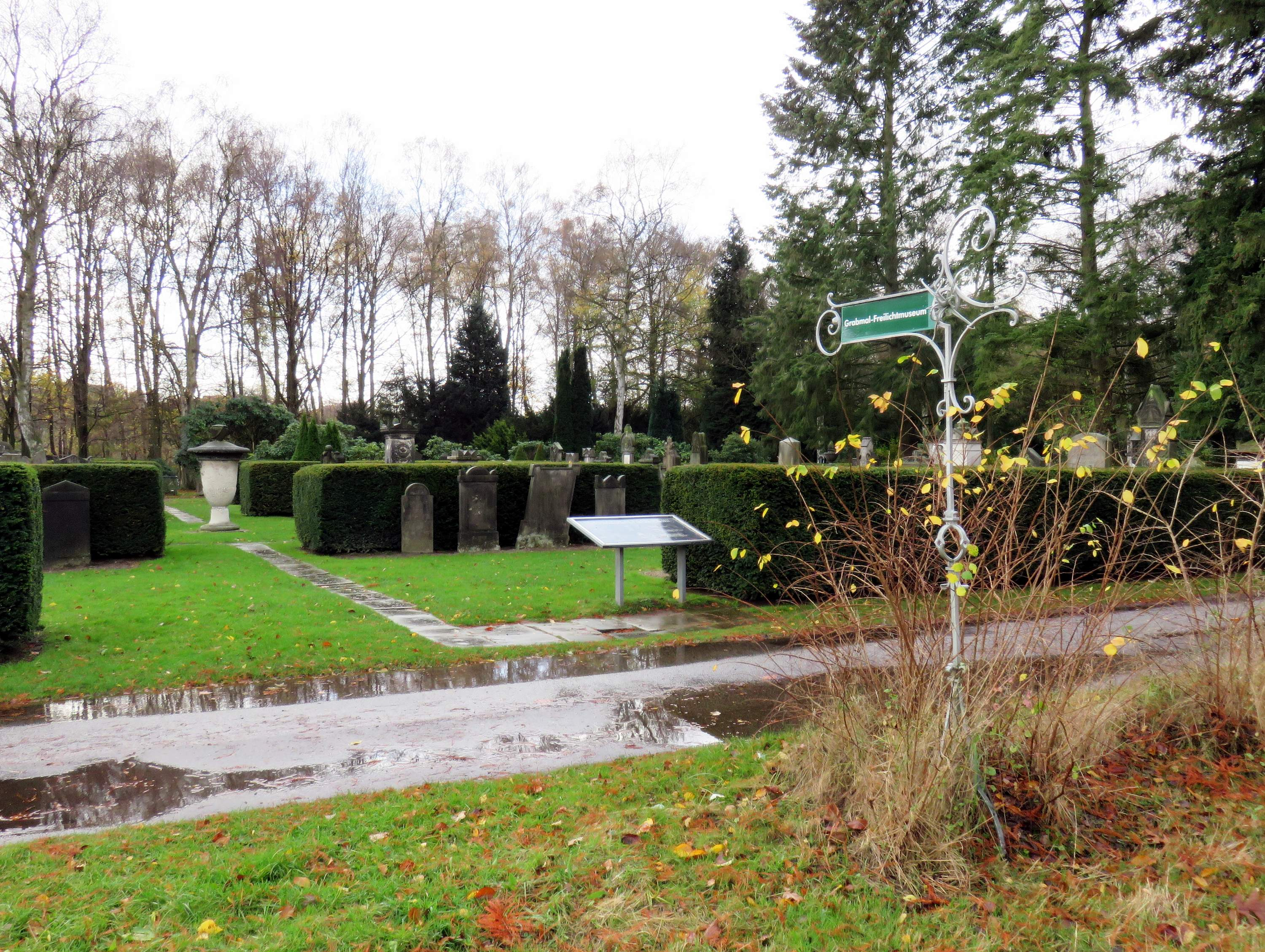
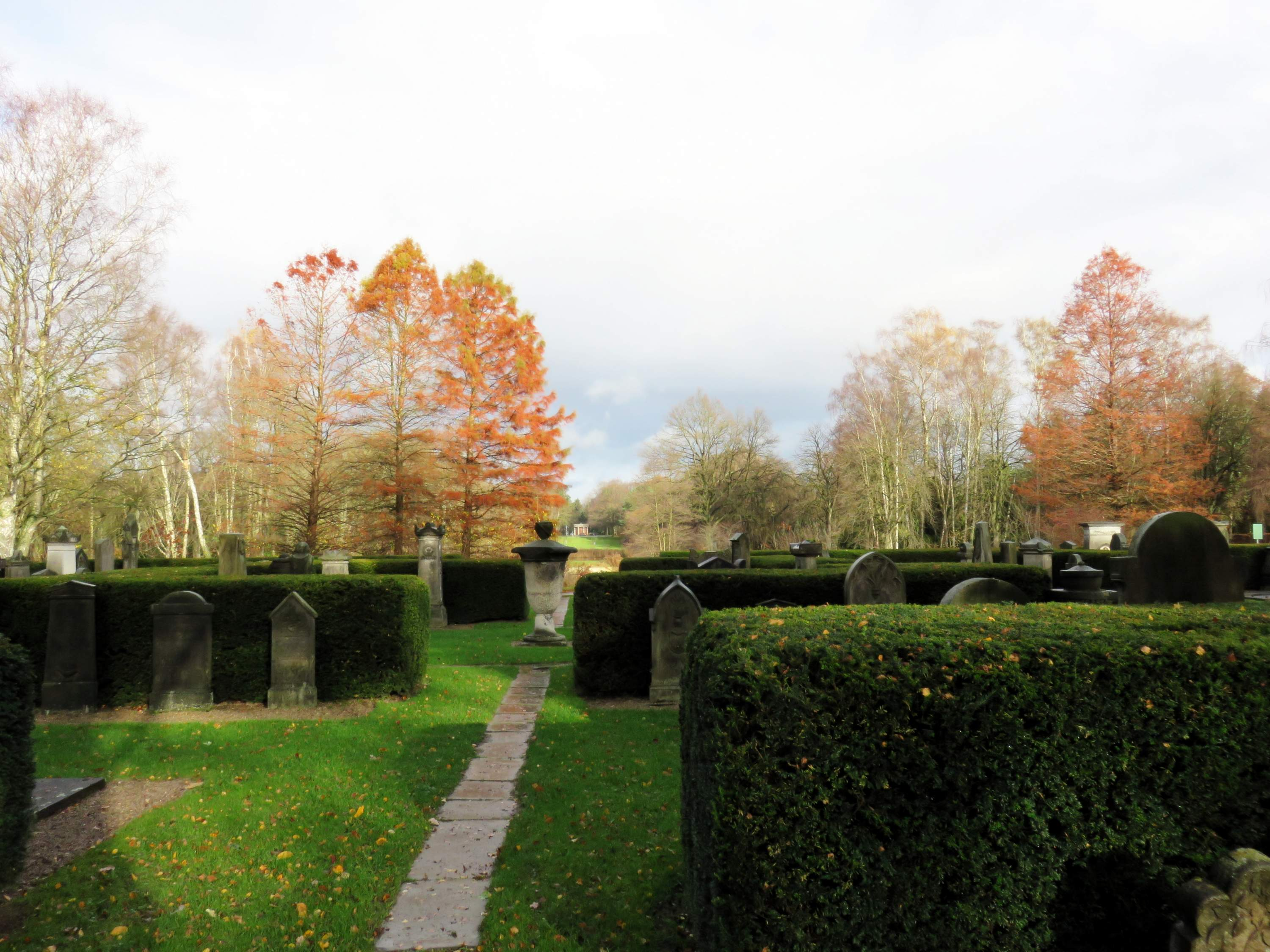
Heckengarten
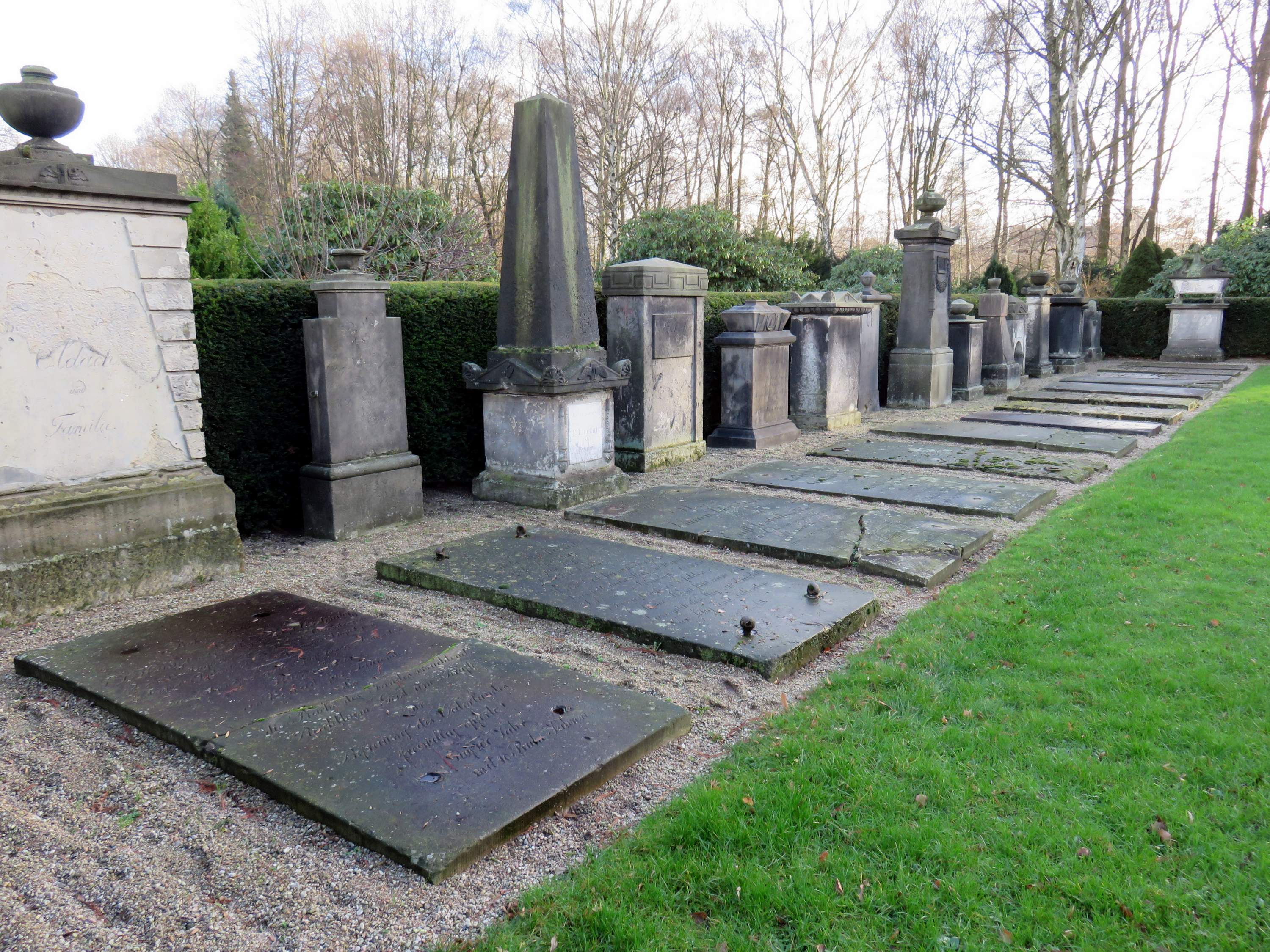
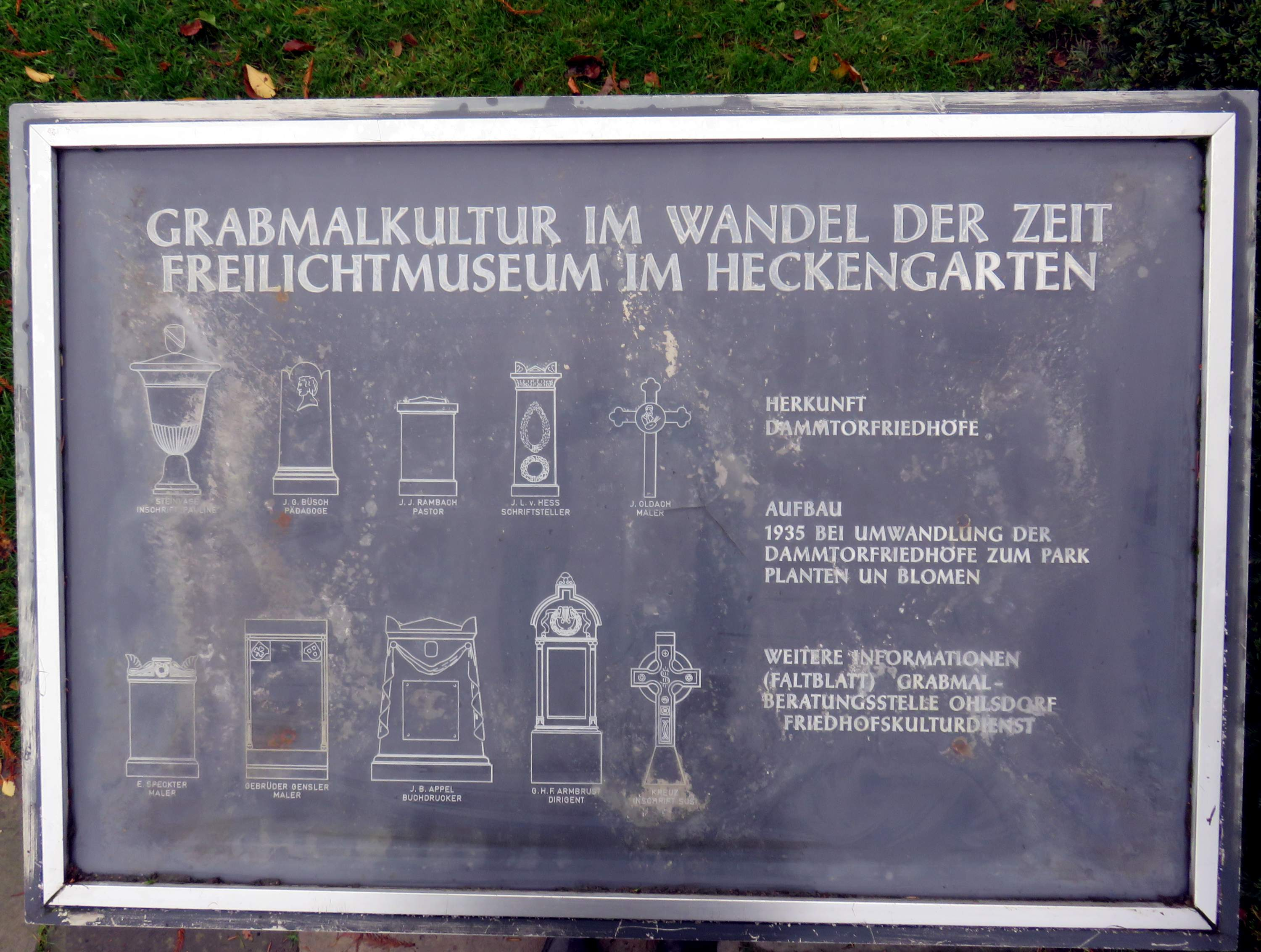

Grabmal-Freilichtmuseum der Ämtersteine (Lage: T 27-28) südlich Kapellenstraße (Lage). Die Grabmale stammen von den Friedhöfen vor den Stadttoren. Sie wurden 1935 bei der Umwandlung der Dammtorfriedhöfe zum Park Planten un Blomen hierher versetzt. Auf dem umgestalteten Denkmalhof auf dem Friedhof Ohlsdorf verblieben die Grabmale der Ämter (= Handwerker-Zunftvereinigungen) und Brüderschaften (= freie Sterbekassen-Vereinigungen).

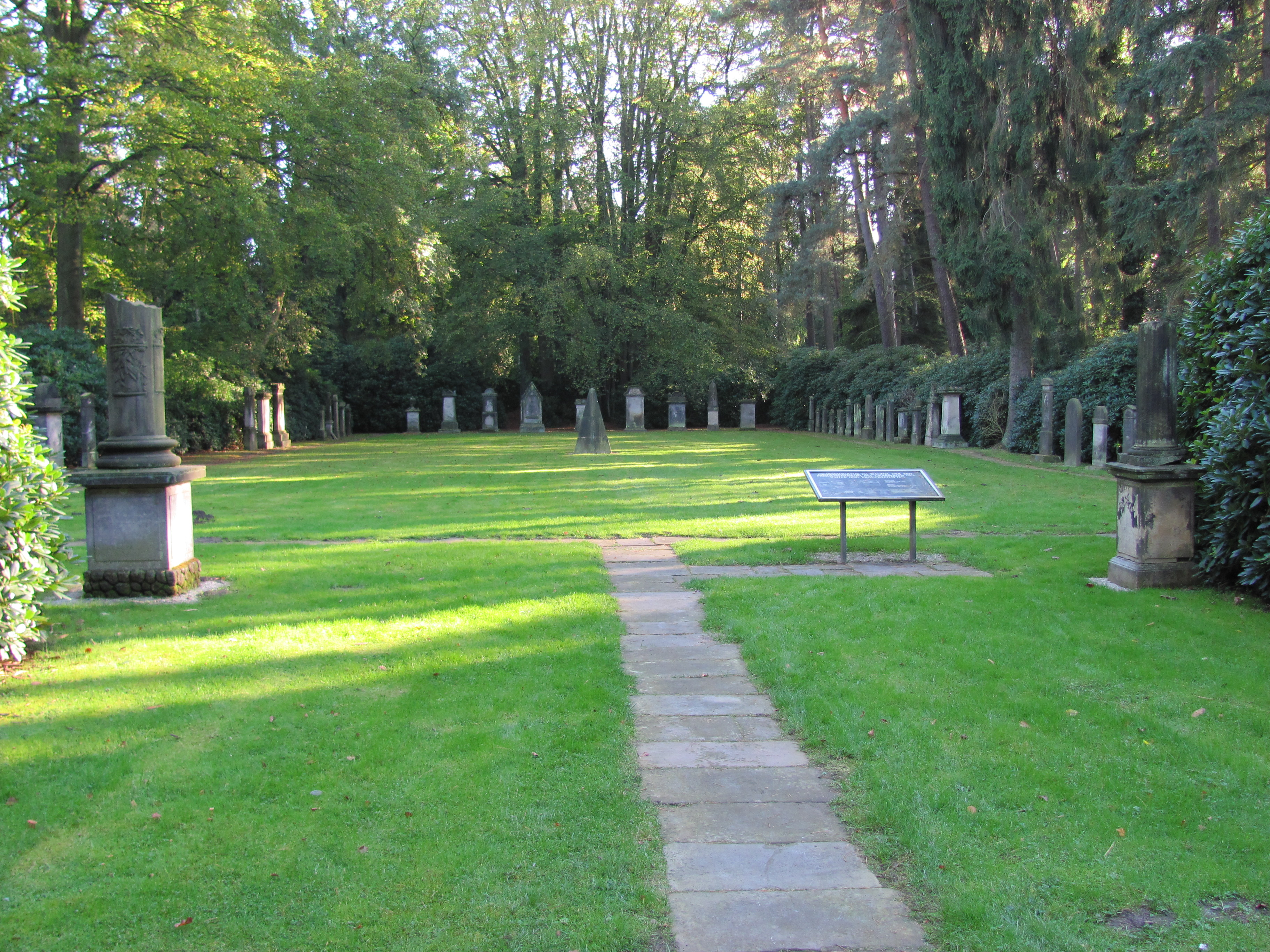
Ämtersteine
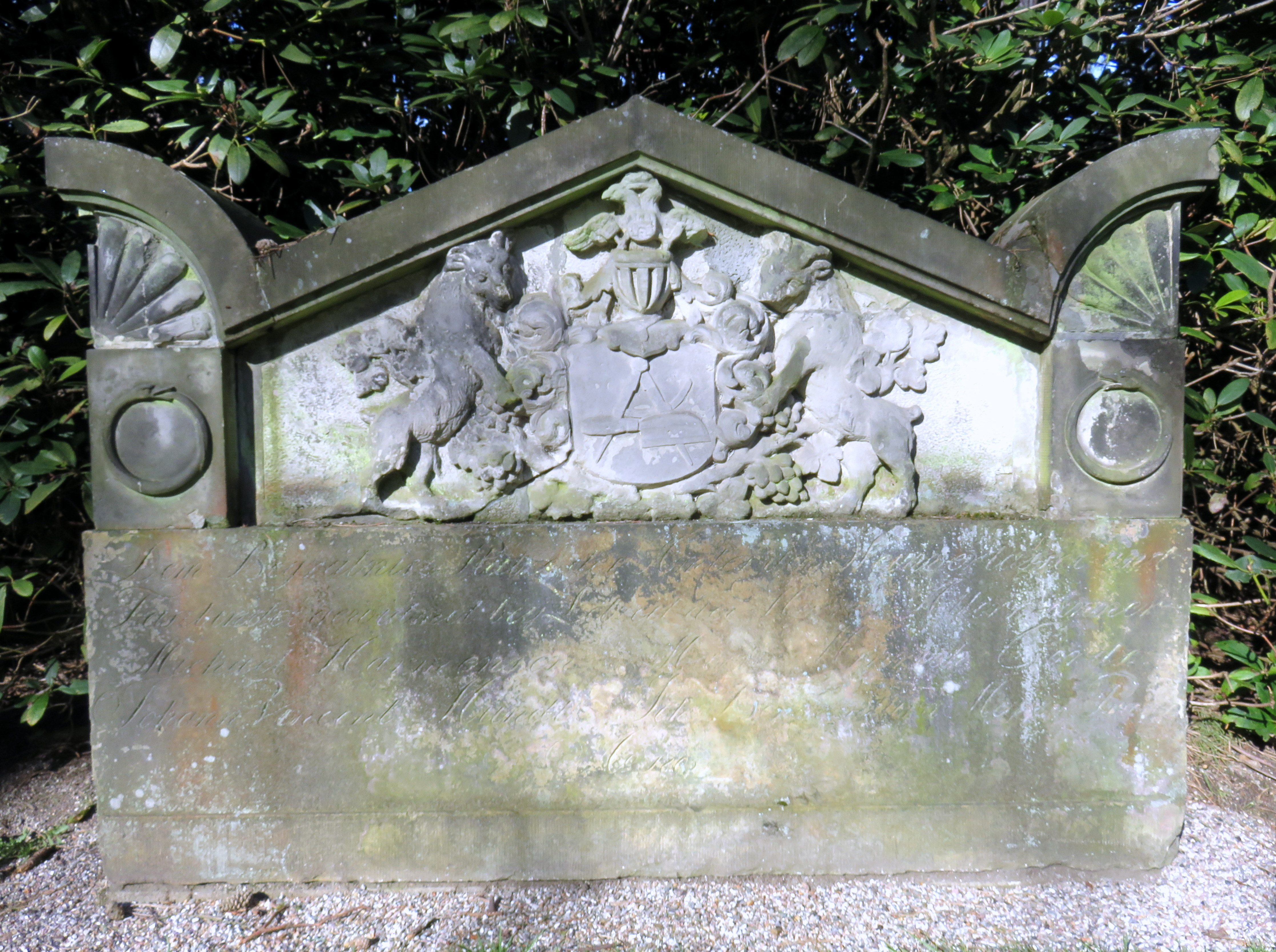
Weinverlasser und Fassbinder (1805)
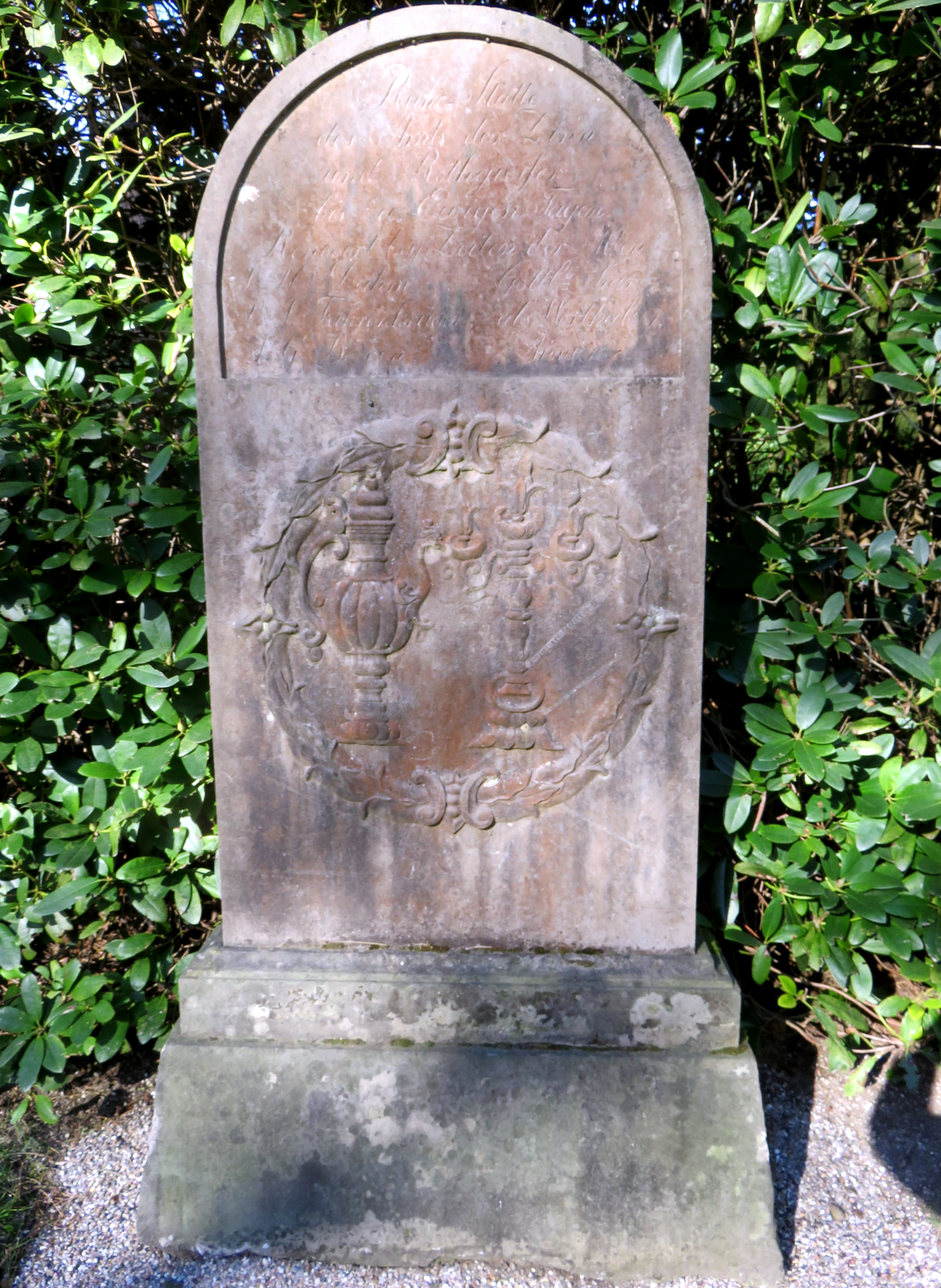
Zinn-, Kannen- und Rothgießer (1822)
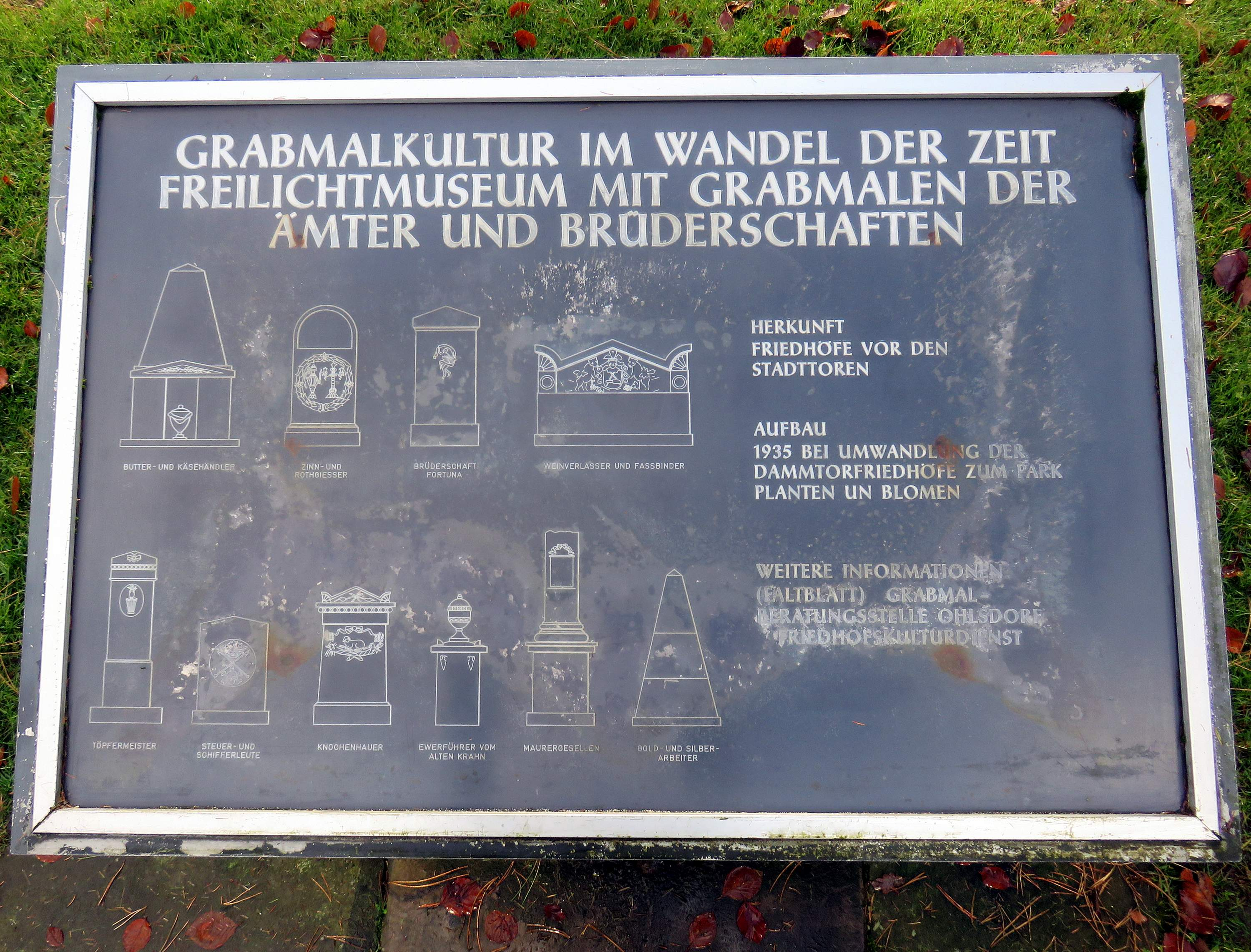

In unmittelbarer Umgebung des Museums befinden sich darüber hinaus zwei Areale mit beispielhaften Grabmalen aus der ersten Hälfte des 20. Jahrhunderts (links) sowie aus der Anfangszeit des Friedhofs (rechts).

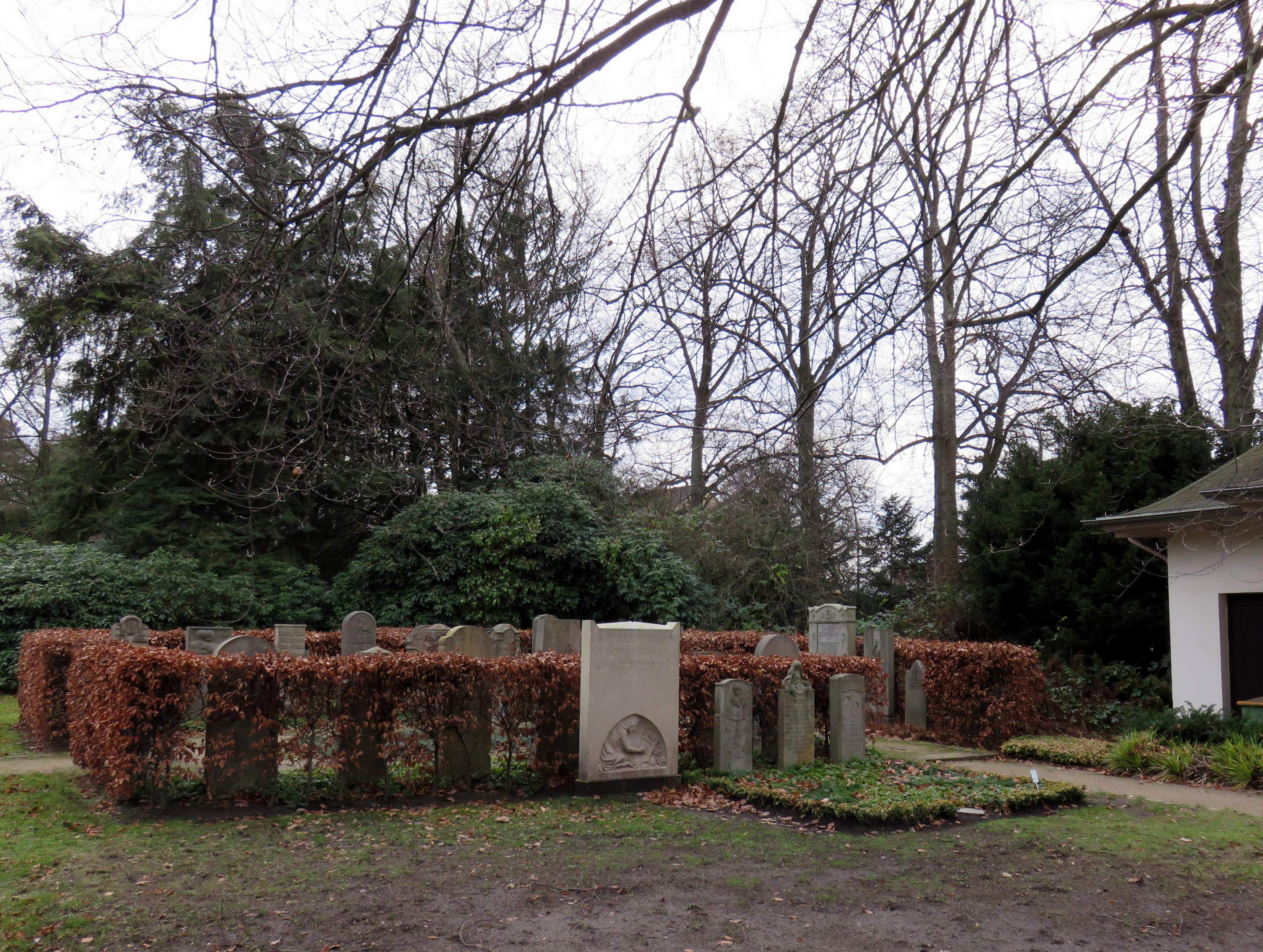
Museumsbereich Grabmale 1920/1930er Jahre
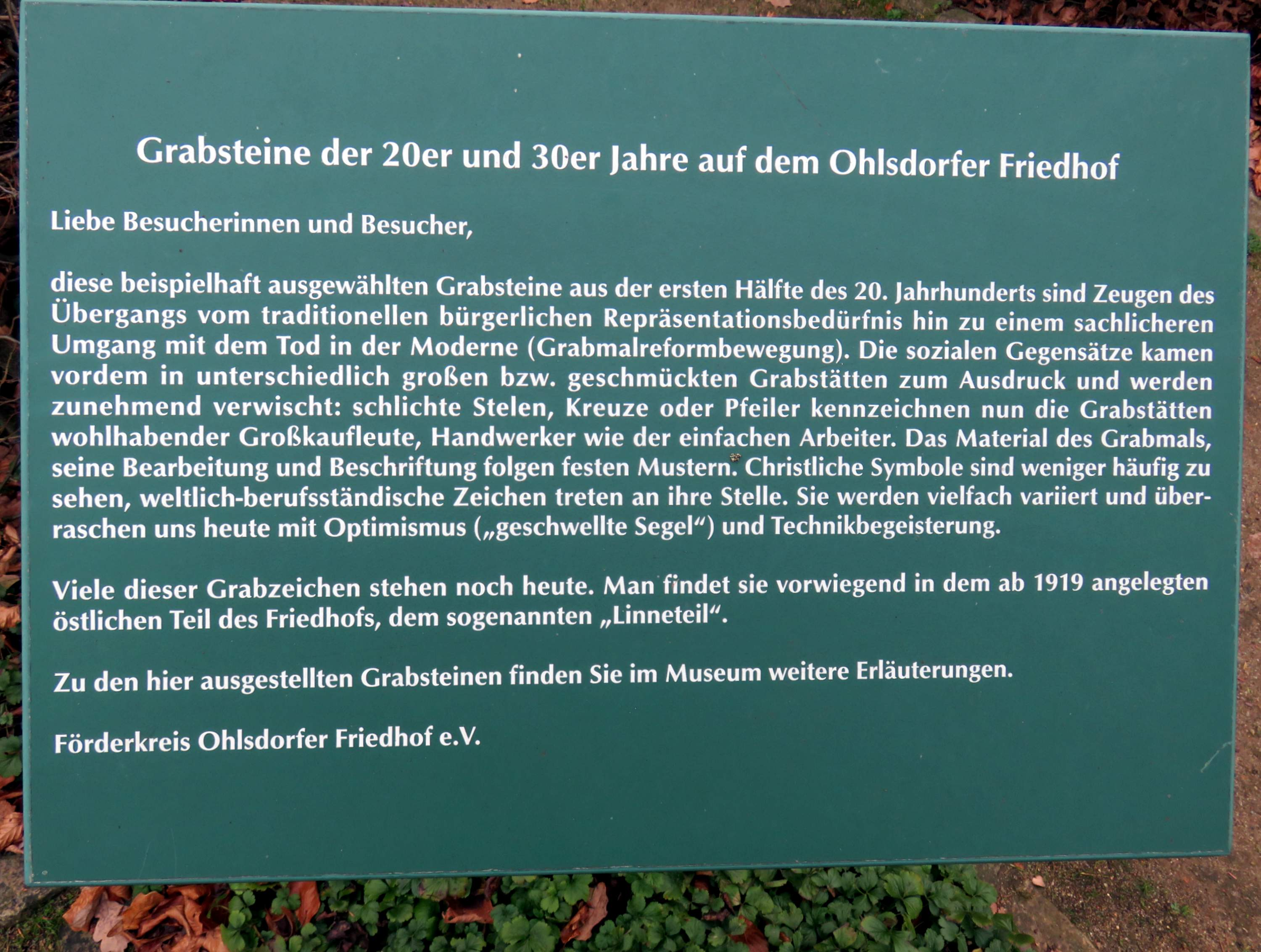
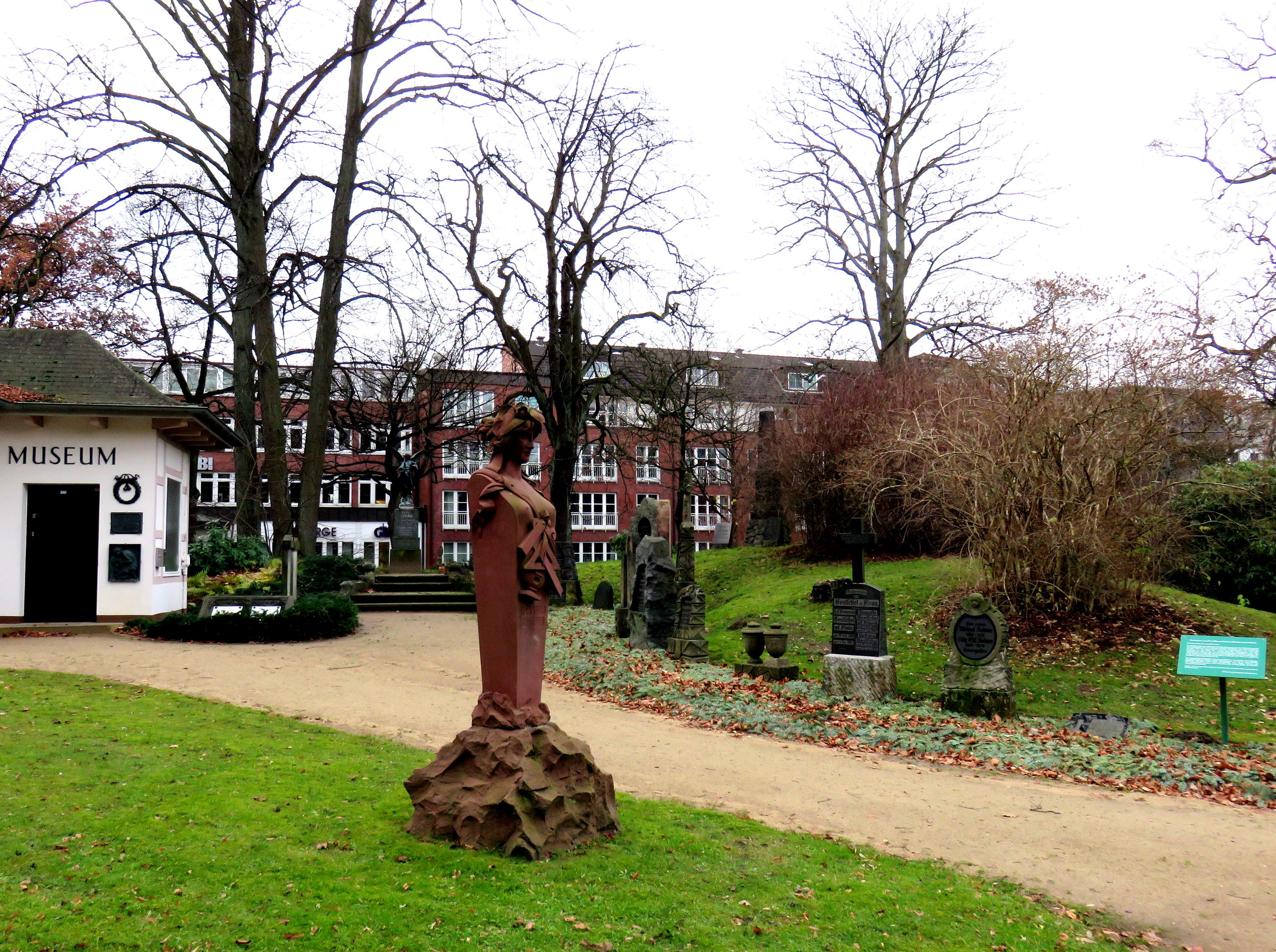
Museumsbereich Grabmale Anfangszeit
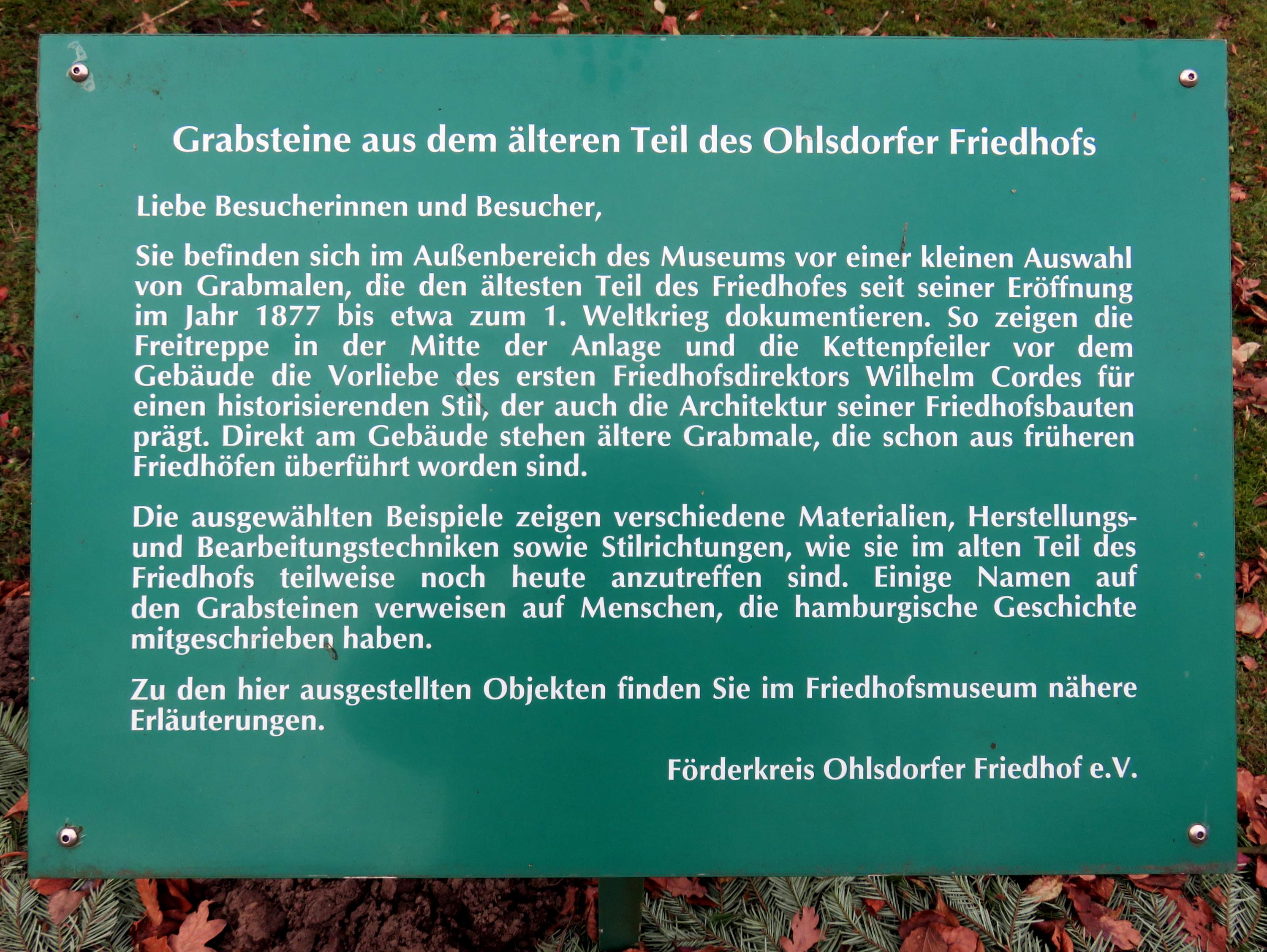

## Bauwerke

### Kapellen
Für Trauerfeiern stehen auf dem Friedhofsgelände zwölf von Grabfeldern umgebene Kapellen, die fortlaufend durchnummeriert sind und auch mit den Nummern genannt werden. Diese Nummern verdeutlichen annähernd die Reihenfolge, in der sie erbaut und die zu ihnen gehörenden Grabfelder bei den Friedhofserweiterungen erschlossen wurden. Die Kapellen 1 bis 8 liegen im alten, dem westlichen Teil (Cordes-Teil), die Kapellen 9 bis 13 im neuen, dem östlichen Teil (Linne-Teil). Die Kapellen 1 bis 4 stehen dabei im älteren Friedhofsteil. Die Kapelle 5 brannte 1940 wegen Überhitzung eines Ofens ab und wurde nicht mehr ersetzt. Sie war den heutigen Kapellen 3, 4 und 6 bis 8 ähnlich und stand auf dem sogenannten Kreisel, wo heute der Ostring, die Kapellenstraße und die Ida-Ehre-Allee zusammentreffen (→Lage: W–X. 30).
Die Kapellen 6 bis 8 befinden sich im nördlichen Waldbereich, die Kapelle 10 am Ende der Cordesallee und die Kapellen 9 sowie 11 bis 13 im östlichen Teil. Die Nummer 11 war für eine dritte Notkapelle freigehalten worden und wurde erst 1950 erbaut, die 1 und die 10 haben Vorgänger, und die allererste Kapelle stand auf dem Gebiet des Verwaltungsgebäudes und wurde vor dem Bau von Kapelle 4 abgerissen.
| Kapelle    | Lage                                      | Anmerkung | Abbildung |
| ---------- | ----------------------------------------- | --- | --------- |
| Kapelle 1  | Kapellenstraße Lage: T 9 (→Lage)          | Ursprünglich 1880 als provisorische Holzkapelle aus einem ehemaligen Bauernhaus errichtet; 1965 durch einen Neubau, entworfen von Ursula Suhr, ersetzt, 1995 saniert, 2019 erfolgte eine denkmalgerechte Innensanierung, Sie umfasst 30 Sitzplätze.                                                           |           |
| Kapelle 2  | Nebenallee Lage: V 18 (→Lage)             | Ältestes steinernes Gebäude des Friedhofs; 1886 nach Plänen von Wilhelm Cordes im Stil Neugotik der Hannoverschen Schule errichtet, im Jahr 2000 saniert, im Jahr 2017 erfolgte eine denkmalgerechte Sanierung und Restaurierung. Sie umfasst 52 Sitzplätze.                                                  |           |
| Kapelle 3  | Oberstraße Lage: H–J 19–20 (→Lage)        | Mit 53 Sitzplätzen die kleinste Kapelle; 1894 nach Plänen von Wilhelm Cordes errichtet. Sie wird nicht mehr für Trauerfeiern genutzt. |           |
| Kapelle 4  | Bergstraße Lage: F 12 (→Lage)             | 1898 nach Plänen von Wilhelm Cordes errichtet; aus baulichen Gründen wurde 1996 der Dachreiter entfernt. Sie umfasst 70 Sitzplätze. |           |
| Kapelle 6  | Nordring / Ostring Lage: AD–AE 30 (→Lage) | 1905 nach Plänen von Wilhelm Cordes und Albert Erbe im Heimatstil errichtet. Sie umfasst 60 Sitzplätze. Heute finden dort keine Beisetzungen mehr statt. Die Kapelle wird genutzt vom Verein KulturKleinBorstel für Lesungen, Konzerte, philosophische Gesprächsrunden und andere kulturelle Veranstaltungen. |           |
| Kapelle 7  | Westring Lage: AE–AF 20 (→Lage)           | 1907/08 nach Plänen von Wilhelm Cordes errichtet. Wie bei Kapelle 4 wurde auch hier der Dachreiter entfernt. Sie umfasst 60 Sitzplätze. |           |
| Kapelle 8  | Westring Lage: AE 8–9 (→Lage)             | Erstes Kolumbarium Letztes geplantes Gebäude von Wilhelm Cordes und größte seiner sechs Kapellen im ähnlichen Stil (Kapellen 3, 4, 5, 6, 7 und 8); 1998 saniert und zu einem Kolumbarium umgebaut und täglich geöffnet. Sie umfasst 70 Sitzplätze.                                                            |           |
| Kapelle 9  | Friedhofsweg Lage: AB–AC 40 (→Lage)       | 1918 als Notkapelle in Holzbauweise errichtet und 1997 grundlegend saniert. Sie umfasst 40 Sitzplätze. |           |
| Kapelle 10 | Südallee Lage: M–N. 30–31 (→Lage)         | Wie Kapelle 9 als Notkapelle in Holzbauweise errichtet; 1980 brannte diese ab und wurde 1983 durch den heutigen Bau ersetzt. Sie umfasst 151 Sitzplätze. |           |
| Kapelle 11 | Eschenallee Lage: Bw 66–67 (→Lage)        | Zweites Kolumbarium 1950/51 vom Hochbauamt geplant und als roter Klinkerbau mit Glasfront ausgeführt. Die Belichtung erfolgt durch einen Innenhof, dessen östlicher Teil 2004 zu einem Kolumbarium umgebaut wurde. Sie umfasst 80 Sitzplätze.                                                                 |           |
| Kapelle 12 | Lärchenallee Lage: Bk 62–63 (→Lage)       | Von den Architekten Zauleck und Hormann geplant im Vierländer Heimatstil mit Ziermauerwerk und 1923 eingeweiht. 1985/86 grundlegend saniert und dafür 1990 mit einem Preis für vorbildliche Denkmalpflege ausgezeichnet. Sie umfasst 48 Sitzplätze.                                                           |           |
| Kapelle 13 | Mittelallee Lage: Bm 69 (→Lage)           | Entworfen von Fritz Schumacher und 1929 als monumentaler Rundbau in Norddeutscher Backsteinarchitektur fertiggestellt. Sie enthält viele kleinteilige Buntglasfenster, entworfen von Fritz Hussmann. 1996 wurde der Bau saniert. Sie umfasst 151 Sitzplätze.                                                  |           |

### Mausoleen
Auf dem Friedhof, ausschließlich im Cordesteil, stehen insgesamt 21 Mausoleen in Form von Grabkapellen, Gruftbauten und Säulenhallen, von denen 16 in der Zeit zwischen 1887 und 1926 entstanden sind. Seit 2005 folgten neun moderne Mausoleumsbauten. Da nach 1900 ein ausgewählter Bereich am Nordrand des Friedhofs für die Errichtung zugewiesen wurden, finden sich am Westring, in der Umgebung der Kapelle 7, zehn dieser Grabanlagen. Weitere Grabbauten befinden sich östlich und südöstlich der Kapelle 8 im Bereich der Norderstraße und Waldstraße und östlich der Kapelle 2 an der Kapellenstraße. Bei vielen der alten Mausoleen sind die Nutzungsrechte der Familien der Bauherren abgelaufen; seit etwa 2000 wurden diese in Patenschaften von neuen Nutzern übernommen.
| Mausoleum                                                                                 | Lage                                                                                             | Anmerkung | Abbildung |
| ----------------------------------------------------------------------------------------- | ------------------------------------------------------------------------------------------------ | --- | --------- |
| Mausoleum Braun                                                                           | Östlich der Waldstraße, südlich der Kapellenstraße (Grablage S 25) →Lage                         | Im Jahr 2007 nach Plänen des Architekten Jürgen Quast errichteter rechteckiger Bau aus rötlichem Granit mit antikisierenden Elementen. |           |
| Mausoleum Campe                                                                           | Westlich der Teichstraße am Einmündungsbereich Norderstraße / Waldstraße (Grablage Y 13) →Lage   | 1915 nach Plänen des Architekten Alexander Rudeloff für die Familie des Verlegers Julius Campe errichtet. Ein hoher schmaler Zentralbau aus Muschelkalk bildet Eingang zu vier unterirdischen Grüften. 1997 durch die Campe'sche Kulturstiftung restauriert. |           |
| Gruftbau Cazalli                                                                          | Südlich der Norderstraße am Einmündungsbereich Teichstraße / Waldstraße (Grablage Z 12, am Weg)  | 1921 errichteter Gruftbau, sichtbar ist nur die Grabstätte mit einem hohlen Grabstein und einer sarkophagähnlichen Gruftplatte. Sie ist der Eingang zu einer gemauerten Gruft mit Platz für vier Särge, die als eine abgewandelte Form eines Mausoleums gilt. |           |
| Grabkapelle Friedrich                                                                     | Am östlichen Ende der Nebenallee (Grablage V 25-26) →Lage                                        | 1908 nach Plänen der Architekten Wünsche und Würdemann für die Familie von Louis Christfried Friedrich errichtet, neogotischer Bau mit einem Andachtsraum, in dem vier Urnen untergebracht sind. |           |
| Mausoleum Gundlach                                                                        | nordwestlich von Kapelle 7 (Grablage AH 18) →Lage                                                | Im Jahr 2008 errichteter Betonkubus in der Größe 3×3×3 Meter mit zwei sich gegenüberliegenden offenen Seiten, nach dem Entwurf des Architekten Roland Poppensieker für den Fotografen F. C. Gundlach. |           |
| Mausoleum Hoefele                                                                         | nördlich von Kapelle 7, am Friedhofszaun (Grablage AH 20) →Lage                                  | 1911 für den Kaufmann Johann Josef Hoefele errichteter Kuppelbau in geschlossener Bauweise, mit zwei Anbauten. Im Innern sitzt auf einem Postament die Marmorskulptur Weinendes Mädchen des Bildhauers Hans Dammann. 2001 übernahm die Familie Carsten die Patenschaft. |           |
| Mausoleum Höpfner                                                                         | nordwestlich von Kapelle 7 (Grablage AH 16-17) →Lage                                             | Von 1909 bis 1910 nach Plänen von Edmund Gevert in geschlossener Bauweise errichteter Zentralbau mit aufwändiger Bauplastik; seit 1989 Patenschaft Loncar. |           |
| Mausoleum Jenisch                                                                         | nordwestlich von Kapelle 7 (Grablage AH 17) →Lage                                                | 1908 von Gustav Berger errichteter Nachbau des Mausoleums der Familie Jenisch auf dem Katharinen-Begräbnisplatz der alten Hamburger Friedhöfe. Jenes stammte aus dem Jahr 1828 und wurde 1910 abgebrochen. Der Thanatos vor dem Bau wurde von dem alten Platz hierher versetzt. |           |
| Mausoleum Nugent                                                                          | in der Nähe von Kapelle 1 (Grablage T 12) →Lage                                                  | 1890 für die Familie Rolfing in offener Bauweise mit Zentralfigur errichtet und 2002 durch Familie Nugent übernommen. |           |
| Mausoleum August Freiherr von Ohlendorff                                                  | Südlich der Kapelle 7 (Grablage AA-AB 22, nördlich des Erdwalls) →Lage                           | 1911 nach Friedrich J. Schünemann errichteter neoklassischer Gruftbau mit geschlossener Front und sechs Gruftzellen, wird auch der kleine Ohlendorff genannt. |           |
| Mausoleum Heinrich Freiherr von Ohlendorff                                                | südwestlich von Kapelle 7, nördlich der Waldstraße (Grablage AA 21-22) →Lage                     | monumentale Grabanlage, von 1899 bis 1900 mit einer architektonisch-landschaftlichen Raumkonzeption von Martin Haller errichtet. Am Ende einer von bewachsenen Erdwällen mit Gruftzellen umgebenen Absenkung ist eine tempelartige Säulenhalle in offene Bauweise errichtet, hinter deren Gittern zwei Granitsärge stehen. Beigesetzt sind hier Heinrich Ohlendorff und seine Frau Elisabeth. |           |
| Mausoleum Ortlepp/Froböse                                                                 | nördlich von Kapelle 7, am Friedhofszaun (Grablage AJ 19-20) →Lage                               | 1912 errichtetes sechs Meter hohes Bauwerk mit zwei übereinander liegenden Gruftzellen; seit 2001 Patenschaft Strial. |           |
| Mausoleum Peper/Hegel                                                                     | nördlich von Kapelle 7 (Grablage AH 19) →Lage                                                    | über drei Grüfte aus dem Jahr 1925 wurde 1929 eine tempelartige Halle errichtet; seit 2001 Patenschaft Uhlig. |           |
| Grabkapelle Philipp                                                                       | Westlich der Teichstraße im Einmündungsbereich Norderstraße (Grablage Y 13, direkt am Weg) →Lage | Dieser 1887 von Martin Haller errichtete Bau war das erste Mausoleum auf Ohlsdorf und bildet einen auf drei Seiten mit Mauern umgebenen Grabbezirk in klassizistischer Form. Seit 2000 besteht die Patenschaft Dantzer. |           |
| Mausoleum von Puttkamer/Heymann                                                           | nördlich der Kapelle 7 (Grablage AH-AJ 19) →Lage                                                 | 1913/1914 nach Entwürfen der Architekten Ludwig Raabe und Otto Wöhlecke errichteter Kuppelbau mit vorgelagerter Pfeilerhalle, seit 2000 Patenschaft Baumann. |           |
| Mausoleum Riedemann                                                                       | östlich der Kapelle 8, oberhalb des anonymen Urnenhains (Grablage AD 11) →Lage                   | 1905/1906 nach Entwürfen von Martin Haller und Hermann Geißler für Wilhelm Anton Riedemann in geschlossener Bauweise errichtet. Die Anlage besteht aus einem künstlich aufgeworfenem Hügel mit eingelassener Krypta und einer aufgesetzten Grabkapelle mit dem Zugang über ein Stufenportal.                                                                                                  |           |
| Mausoleum Ritterbusch                                                                     | südöstlich der Kapelle 2, südlich der Kapellenstraße (Grablage S 22) →Lage                       | 2005 nach Plänen des Architekten Axel Mikolajek für die Familie Ritterbusch errichtet, angelehnt an das Prinzip eine antiken Antentempels in moderner Bauweise. Im Dreiecksgiebel ist die Inschrift hora ventura est (die Stunde wird kommen) eingelassen. |           |
| Mausoleum Sanne                                                                           | östlich des Nordteichs, nördlich der Waldstraße (Grablage AA 18) →Lage                           | 2007 nach Plänen des Ingenieurs Axel Bobis errichtet, zweifach gestufter Bau aus bossierten hellen Steinquadern und abgesetzten Dreiecksgiebeln mit dunklen Quadern. |           |
| Mausoleum Schacht                                                                         | südöstlich Kapelle 10 bei den Perlenteichen (Grablage K 33, 101-102) →Lage                       | Architekt Jürgen Quast, fertiggestellt Oktober 2017 |           |
| Mausoleum Schreiter                                                                       | südlich Südallee, bei den Perlenteichen (Grablage M 35) →Lage                                    | Architekt unbekannt, fertiggestellt Frühjahr 2016 |           |
| Mausoleum von Schröder                                                                    | nordwestlich der Kapelle 7, am Westring (Grablage AG-A 19) →Lage                                 | 1906/07 erbaut von Edmund Gevert auf einem achteckigen Grundriss im neoromanischen Stil für Johann Heinrich Schröder. Der geschlossene Monumentalbau aus rotem Mainsandstein mit Säulenportal und reicher Ausstattung ist das größte Mausoleum des Friedhofs. Nach Ablauf des Nutzungsrecht der Familie von Schröder übernahm Klausmartin Kretschmer die Patenschaft.                         |           |
| Grabkapelle Schütt                                                                        | nördlich der Waldstraße, südöstlich des Norderteichs (Grablage Z-AA 18, an der Straße) →Lage     | 1892 im klassizistischen Stil errichtet, offener Innenraum mit seitlichen Holzbänken, rosettengeschmückter Decke und gemustertem Kachelfußboden. Die zugehörigen Gräber befinden sich vor der Kapelle. Seit 2002 hat die Familie Rohlfs die Patenschaft übernommen. |           |
| Mausoleum Stupakoff                                                                       | an der Kapellenstraße östlich von Kapelle 2 (Grablage T 23) →Lage                                | 1916 errichteter tempelartiger Bau im neoklassizistischen Stil. |           |
| Mausoleum Trumm                                                                           | Östlich der Waldstraße, südlich der Kapellenstraße (Grablage R 25) →Lage                         | 2007 durch den Architekten Jürgen Quast aus hellem Sandsteinquadern errichteter Bau mit unauffälligem Vorbau auf schmalen Säulen. |           |
| Mausoleum auf dem Lippertplatz, baulich fertiggestellt, Inhaber möchten ungenannt bleiben | Lippertplatz, Kreisel Kapellenstraße/Waldstraße (Grablage U 24) →Lage                            | Architekt Ulrich Garbe. |           |
| Mausoleum „de Libero“, fertiggestellt Frühjahr 2018                                       | beim Rosengarten/Südteich (Grablage L 11) →Lage                                                  | Architekt unbekannt |           |

### Krematorien

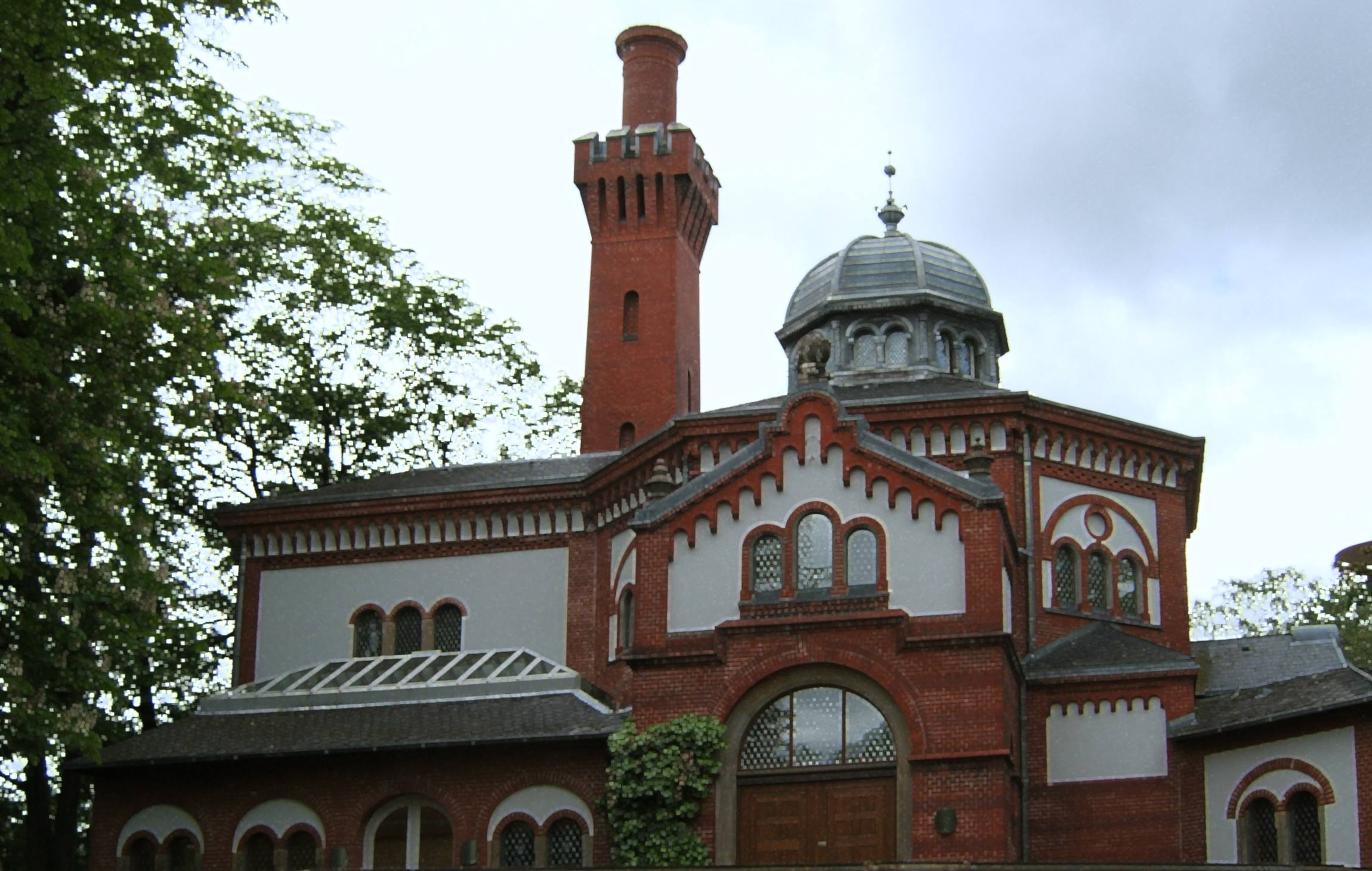
„Altes Krematorium“
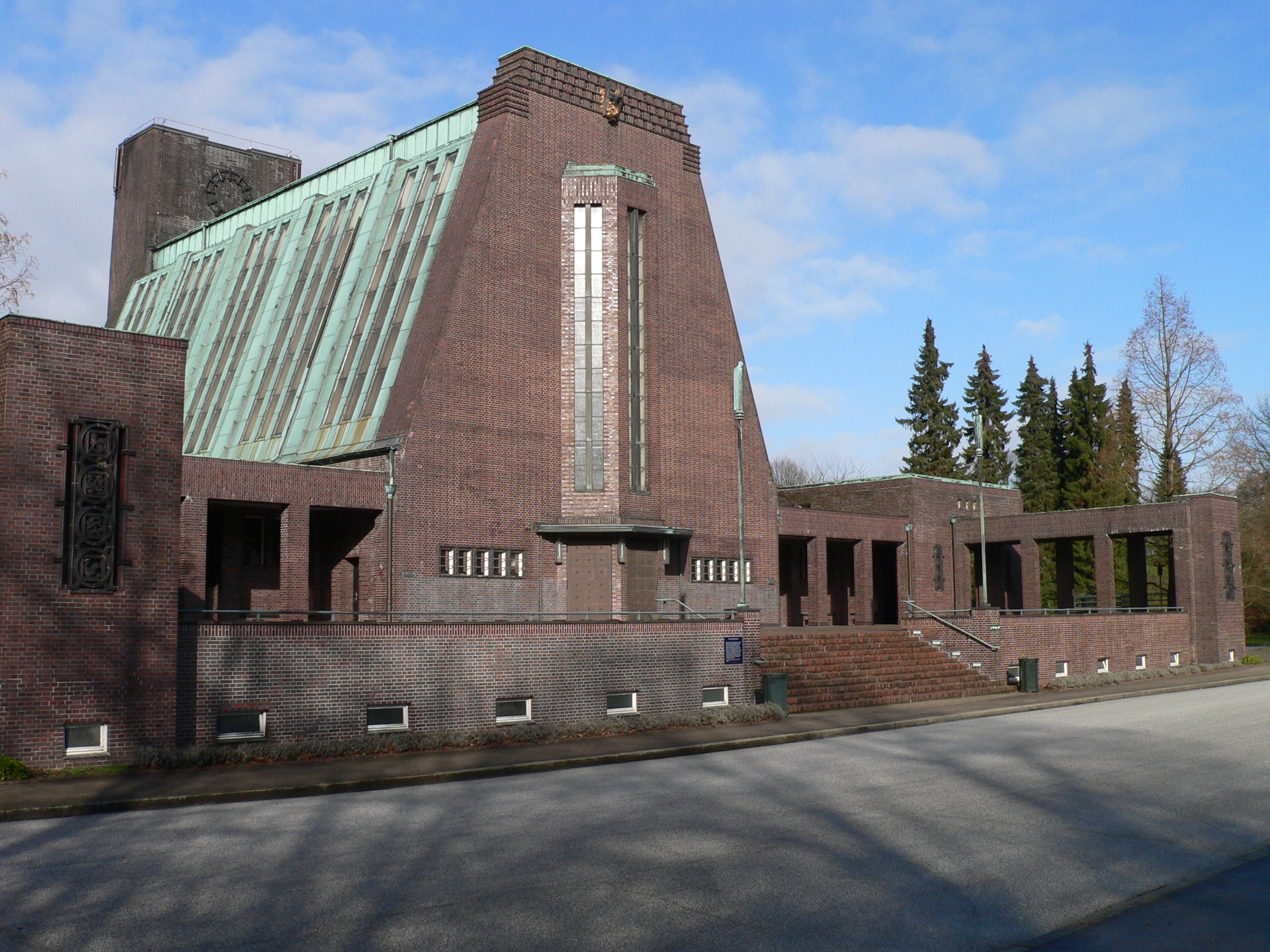
„Neues Krematorium“

Als letztes Projekt realisierte Fritz Schumacher das „Neue Krematorium“ und zwei Feierhallen im Klinkerstil am Haupteingang Ohlsdorf, bevor er 1933 von den Nationalsozialisten abgelöst wurde. Die 30 Seitenfenster und vorderen und hinteren Fensterbänder aus farbigem Glas in der großen Feierhalle (bisher „Halle B“, seit November 2011 „Fritz-Schumacher-Halle“) schuf der in Ungarn geborene Ervin Bossányi. Die dritte Feierhalle »C« und die Verstorbenenhalle wurden Anfang der 1950er Jahre ergänzt.
Schumachers Neubau ersetzte das „Alte Krematorium“, das 1892 von Ernst Paul Dorn im Auftrag des Feuerbestattungsverein zu Hamburg e. V. errichtet wurde. Es ist eines der ältesten erhaltenen Krematoriumsgebäude Deutschlands, umfasste zunächst auch ein Kolumbarium, ab 1901 und 1904 auch zwei Urnenfriedhöfe (→Lage). Es liegt etwas abseits des Friedhofsgeländes in der Alsterdorfer Straße. 1997 wurde das Gebäude umfassend saniert. 1998 bis 2003 wurde es unter dem Namen „Alsterpalais“ und ab 2003 unter anderem Namen als Gourmet-Restaurant genutzt. Am Tag des offenen Denkmals 2008 war es vollständig ausgeräumt zu besichtigen und seit 2009 wird es als Schule genutzt.
Die Einäscherungen der Verstorbenen für die gesamte Metropolregion Hamburg fanden seit 1996 im „Krematorium Hamburg“ auf dem Friedhof Öjendorf statt, weil das Neue Krematorium die Grenzwerte der 27. BImSchV nicht einhalten konnte und ein Umbau des denkmalgeschützten Schumacher-Gebäudes damals wegen der hohen Kosten nicht sinnvoll erschien. Die Kapazität des nicht denkmalgeschützten Krematoriums in Öjendorf, das bereits die Grenzwerte erfüllte, wurde daher erweitert. Die Trauerhallen in Ohlsdorf wurden aber weiter genutzt.
Da diese Situation schon länger als unbefriedigend angesehen wurde, weil Zeremonien in Ohlsdorf nach der Trauerfeier mit dem Sarg vor der Beisetzung der Urne für die Einäscherung in Öjendorf unterbrochen werden mussten, wurde am 24. März 2010 der Grundstein für das Forum Ohlsdorf gelegt. Im Zusammenhang mit dessen Eröffnung im November 2011 wurde das Krematorium Ohlsdorf wieder in Betrieb genommen. Die Urne wird dann etwa 1½ Stunden nach der Trauerfeier zur Beisetzung zur Verfügung stehen, sodass Trauerfeier und Beisetzung, wie vor 1996, am selben Tag stattfinden können.

### Ehemaliger Wasserturm
Der im historistischen Baustil 1898 errichtete ehemalige Wasserturm bildet einen beeindruckenden Orientierungspunkt an der Cordes-Allee.

## Kriegsgräber und Gedenkstätten

### Gräber der Opfer von Krieg und Gewaltherrschaft
Unter dem Titel Gräber der Opfer von Krieg und Gewaltherrschaft werden verschiedene Grabfelder und Gedenkorte zusammengefasst, die den Menschen gewidmet sind, die durch Kriegseinwirkungen zu Tode kamen oder Opfer nationalsozialistischer Gewaltmaßnahmen, Verschleppung und Vertreibung wurden. Nach dem Gesetz über die Erhaltung dieser Gräber, haben sie ein dauerhaftes Ruherecht und dienen dazu, „der Opfer von Krieg und Gewaltherrschaft in besonderer Weise zu gedenken und für zukünftige Generationen die Erinnerung daran wach zu halten, welche schrecklichen Folgen Krieg und Gewaltherrschaft haben.“ Es befinden sich über 52.000 Grabstätten von Kriegsopfern auf dem Friedhof.
Zu ihnen zählen die deutschen Soldatengräber beider Weltkriege, die Gräber und Ehrenanlagen der verschiedenen Nationen, die Bombenopfer-Gräber, die Gräber jüdischer Opfer, die Holocaust-Gedenkstätte und die Gedenkstätten für die Widerstandskämpfer.
Darunter befinden sich insgesamt sechs Gedenkstätten für die Opfer aus der Zeit des Nationalsozialismus:
- die Gedenkstätte für die Opfer nationalsozialistischer Verfolgung
- das Mahnmal Fahrt über den Styx für die Opfer des Feuersturms als Folge der Operation Gomorrha
- der Ehrenhain für die Hamburger Widerstandskämpfer
- das 1961 auf Veranlassung der Sophie-Scholl-Stiftung eingerichtete Ehrenfeld Hamburger Widerstandskämpfer
- das Gräberfeld für die ausländischen Opfer, 1977 für das Gedenken an die KZ-Häftlinge und Zwangsarbeiter eingerichtet
- die im Jahr 2002 eingeweihte Erinnerungsspirale im Garten der Frauen als Gedenkort für Opfer und Gegnerinnen des NS-Regimes

Eine weitere Gedenkstätte befindet sich seit 1951 auf dem benachbarten jüdischen Friedhof Ilandkoppel, das Mahnmal für die ermordeten Hamburger Juden.

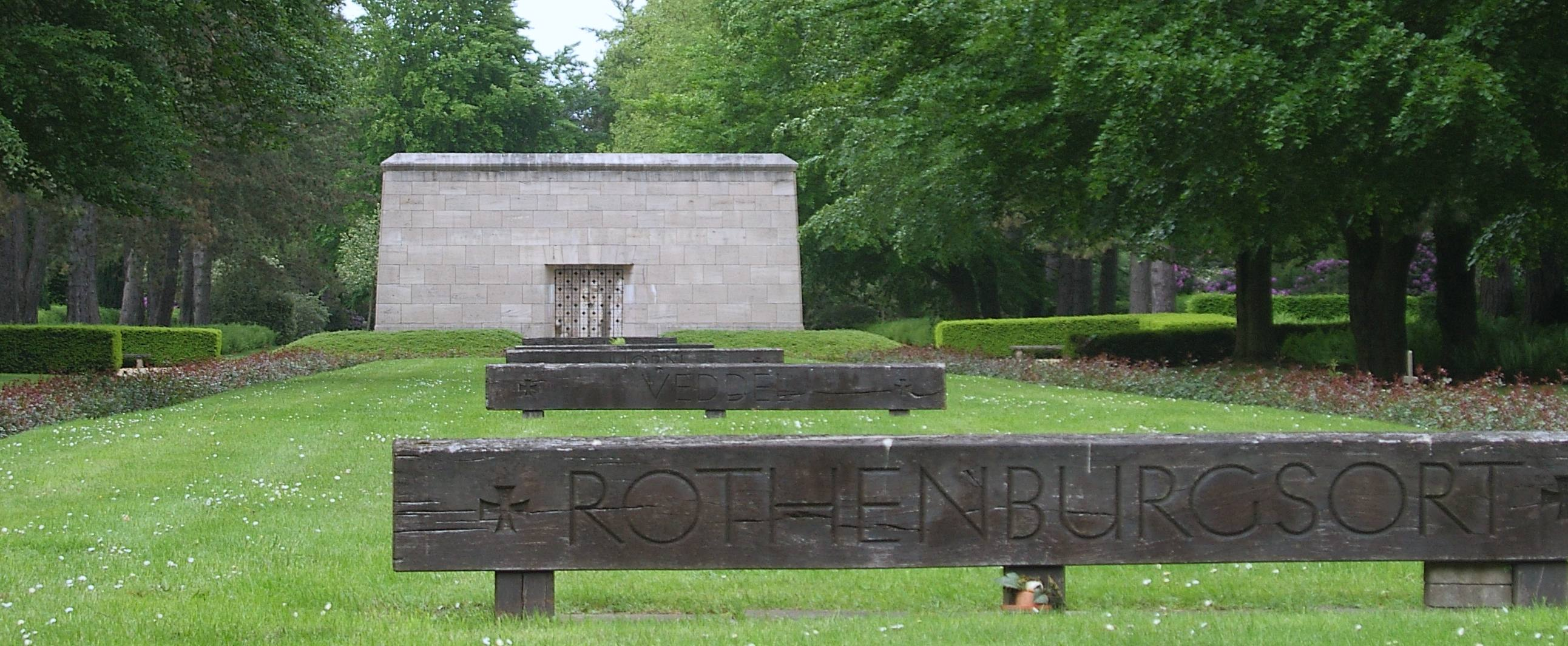
Sammelgrab der Opfer des Feuersturms
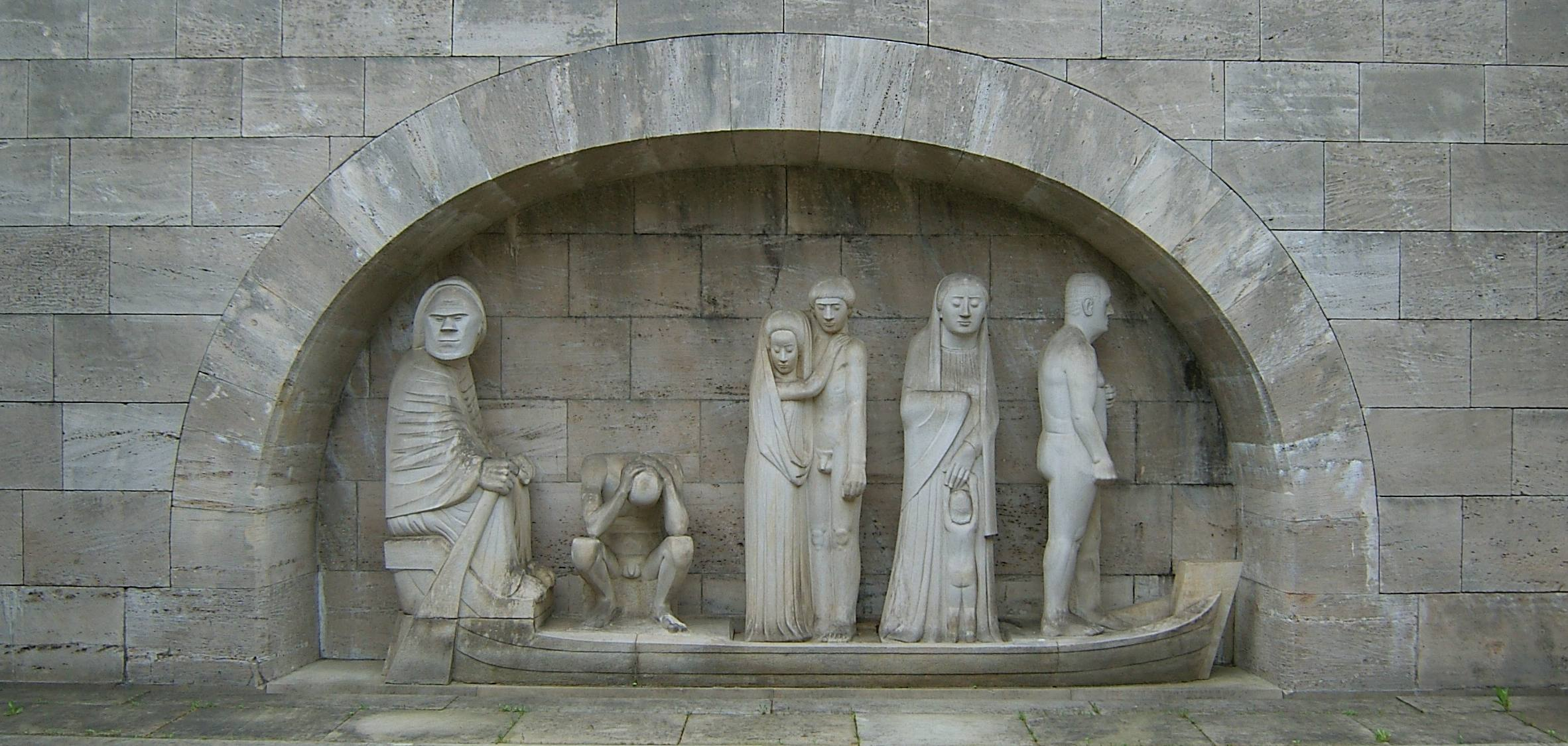
Mahnmal Fahrt über den Styx

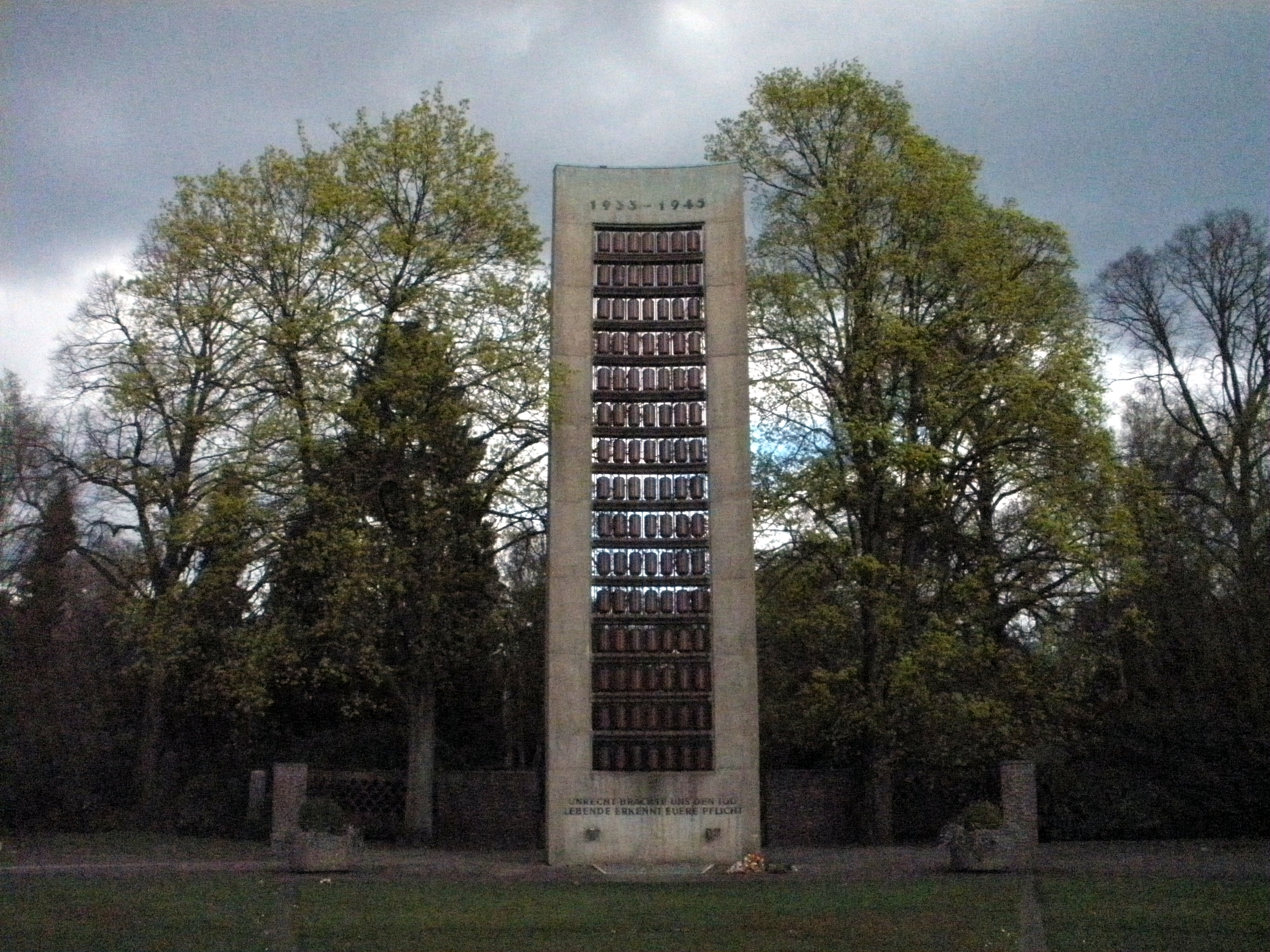
Stele für die Opfer nationalsozialistischer Verfolgung
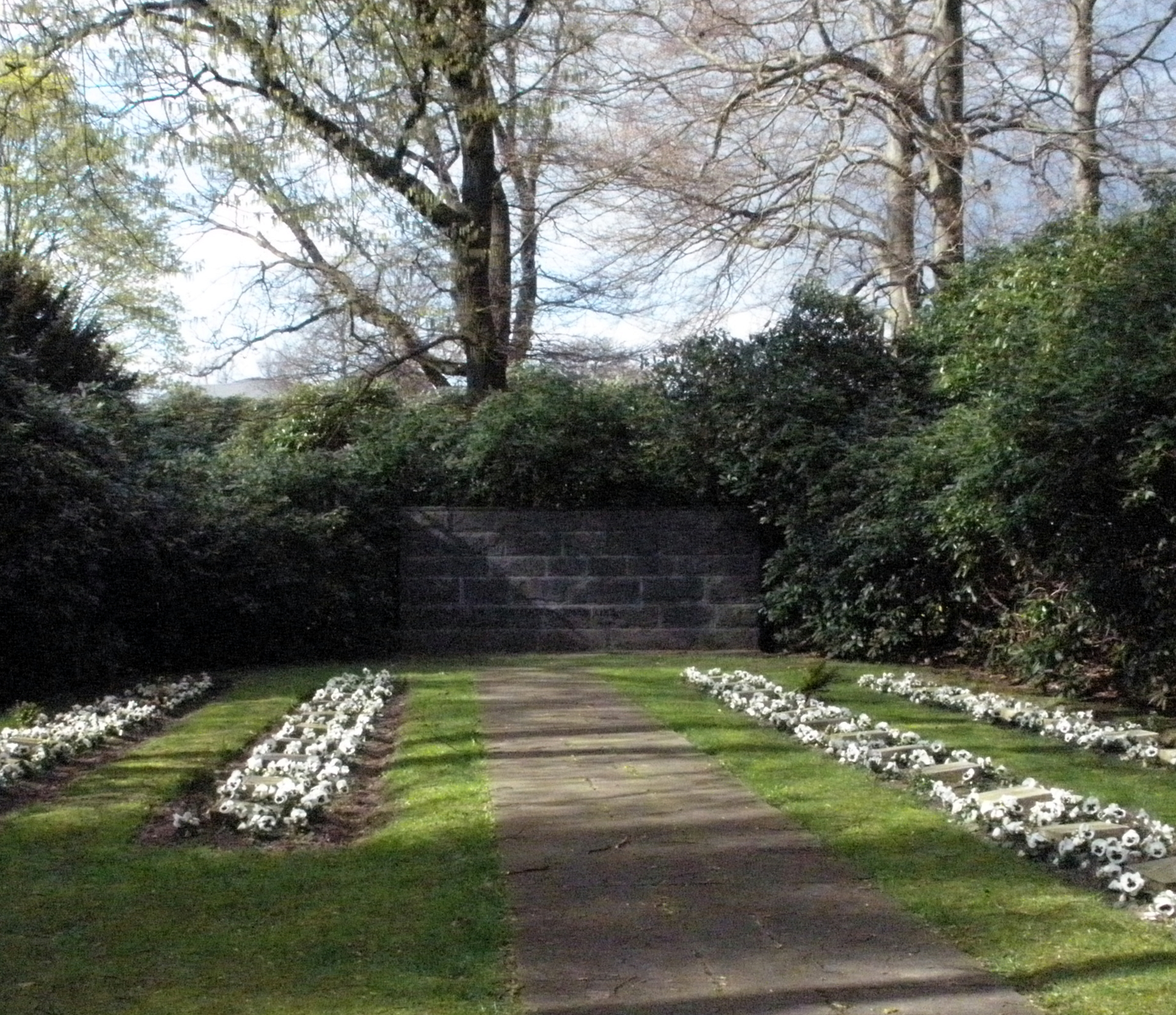
Ehrenhain Hamburger Widerstandskämpfer
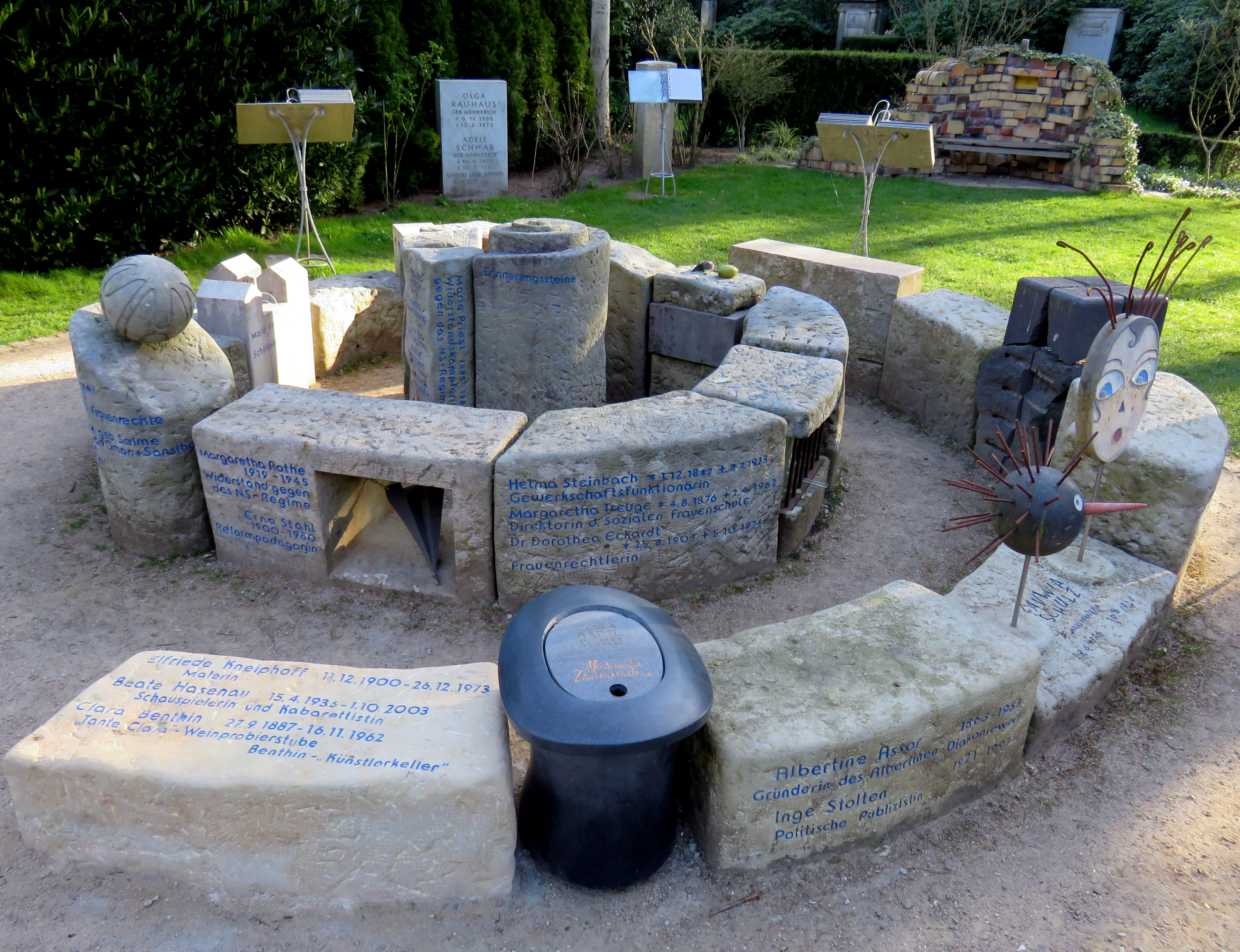
Erinnerungsspirale im Garten der Frauen (April 2020)

### Gedenkstätte für die Opfer nationalsozialistischer Verfolgung

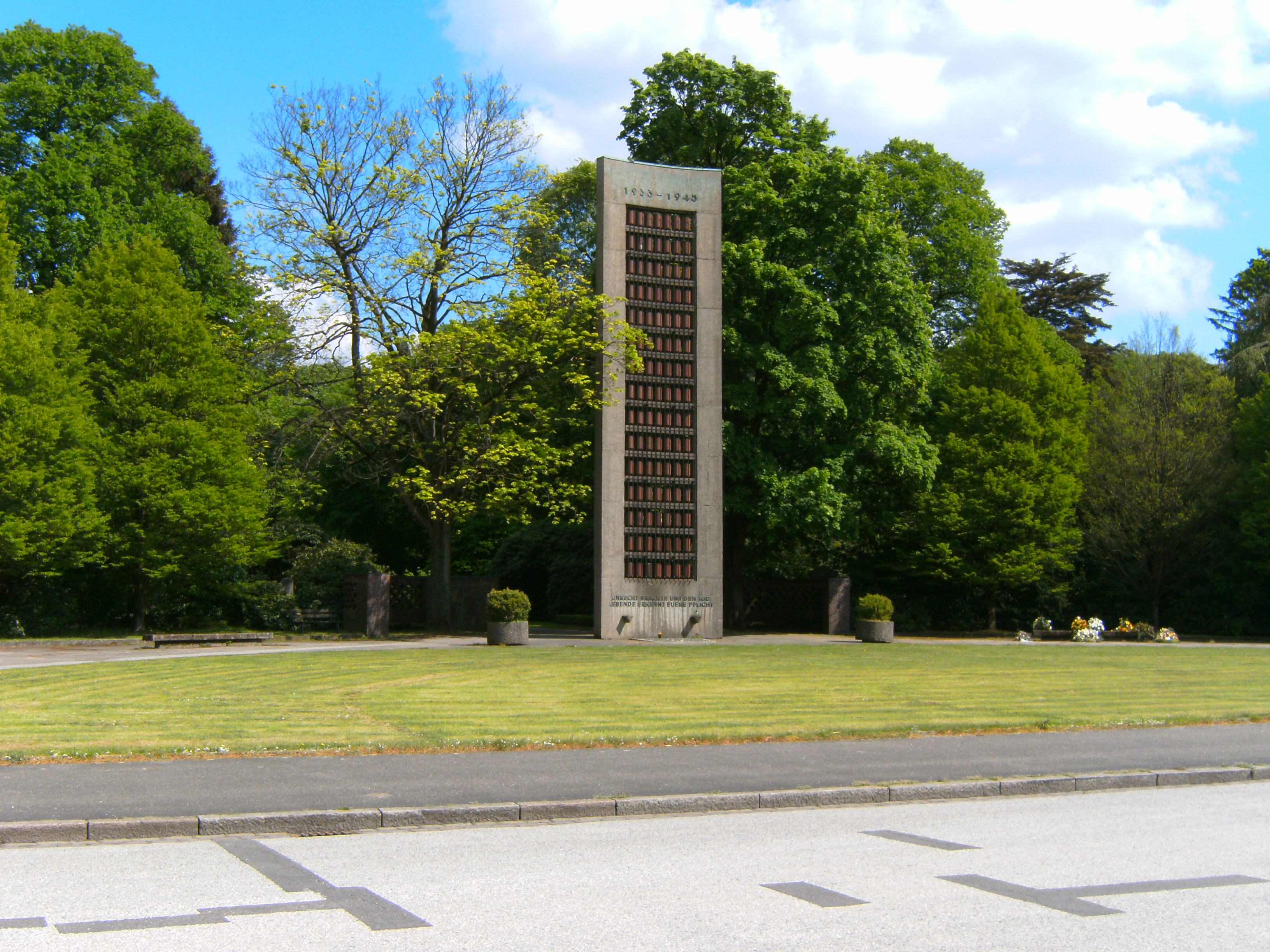
Friedhof Ohlsdorf, Hamburg, Mahnmal für die KZ-Opfer von 1933–1945

Gegenüber dem Neuen Krematorium liegt die Gedenkstätte für die Opfer nationalsozialistischer Verfolgung. Sie wurde 1949 als Mahnmal mit einer Stele und einer vor dem Denkmal liegenden Marmorplatte eingerichtet, graviert sind die Namen von 25 Konzentrationslagern. Auf dem Gräberfeld befindet sich in 105 ober- und 29 unterirdischen Urnengefäßen die Asche von Opfern und Erde aus deutschen Konzentrationslagern. Sie ist hervorgegangen aus der bereits im November 1945 während einer Trauerwoche eingeweihten Erinnerungsstätte.

### Internationale Kriegsgräberstätte
An der Sorbusallee ruhen etwa 3800 Menschen aus mehr als dreißig verschiedenen Ländern.

### Kriegsgräberstätte für die Bombenopfer des Zweiten Weltkriegs
Die Kriegsgräberstätte Bombenopfer Hamburg-Ohlsdorf umfasst das kreuzförmig angelegte Bombenopfer-Sammelgrab mit Mahnmal mit 36.918 Opfern und die Bombenopfer-Einzelgrabanlage mit 2282 Gräbern. Das Bombenopfer-Sammelgrab mit Opfern der Operation Gomorrha vom 25. Juli bis zum 3. August 1943 liegt in der Nähe der Kapelle 13 zwischen Eichenallee und Kirschenallee; die Einzelgrabanlage in der Nähe der Kapelle 10.
Im Jahr 1952 wurde im Mittelpunkt des Sammelgrabs ein Mahnmal von Gerhard Marcks eingeweiht, ein monumentaler quadratischer Sandsteinblock umschließt die Figurengruppe Fahrt über den Styx.

### Ehrenhain Hamburgischer Widerstandskämpfer
Rechts vom Haupteingang an der Bergstraße (→Lage) befindet sich seit dem 8. September 1946 der Ehrenhain Hamburger Widerstandskämpfer 1933–1945, die Begräbnisstätte für 55 hingerichtete oder an den Haftfolgen verstorbene Antifaschisten. Die 1953 von dem Hamburger Bildhauer Richard Steffen (1903–1964) geschaffene Bronzeplastik „Der Redner“ stand bis zu ihrem Diebstahl im März 2011 am Eingang des Ehrenhains. Auf der eingrenzenden Steinwand stehen die Worte des 1943 hingerichteten tschechischen Widerstandskämpfers Julius Fučík: „Menschen, wir hatten Euch lieb, seid wachsam“.

### Soldatengräber

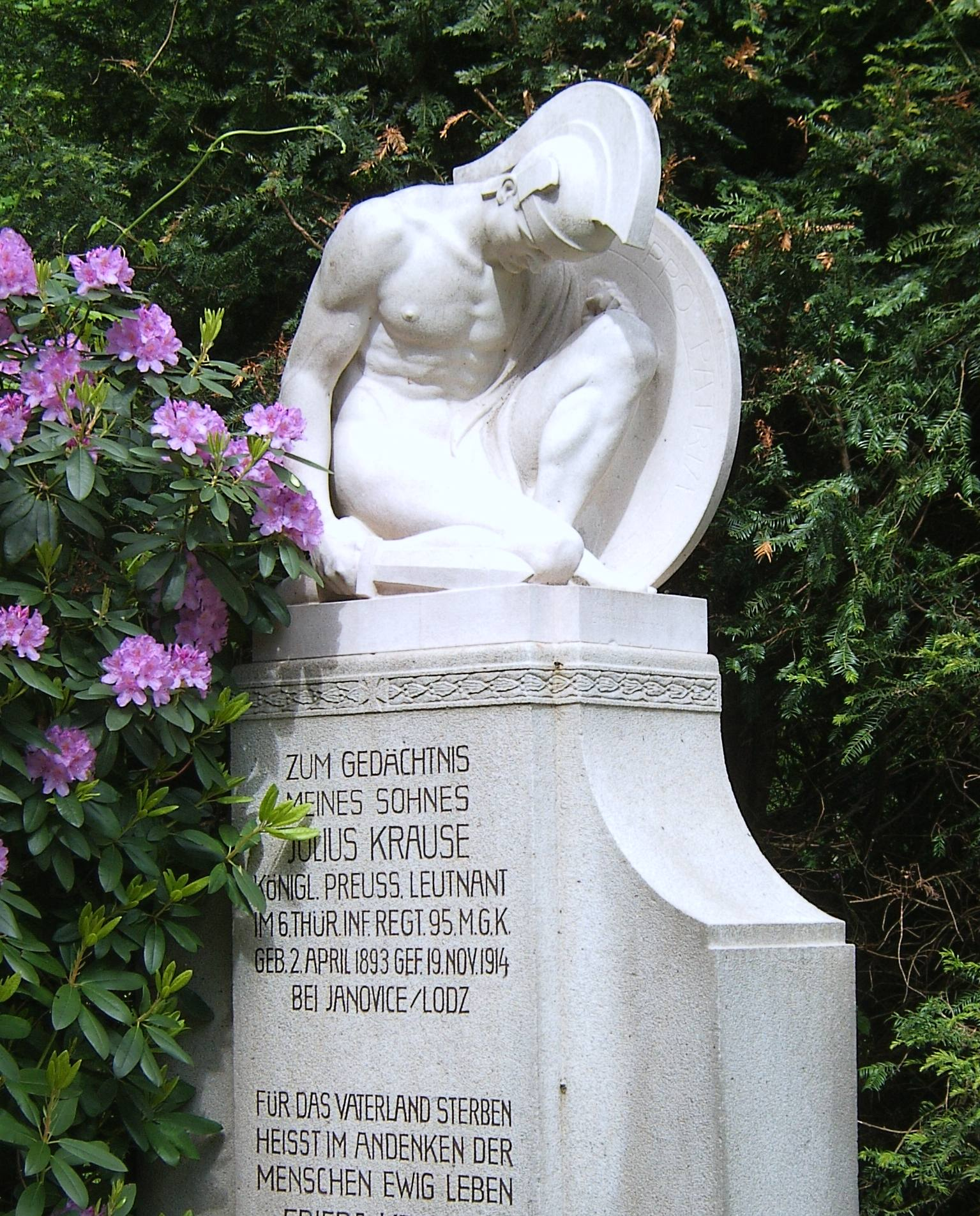
Gedenkstein Krause,
Gefallener des Ersten Weltkriegs

Auf dem Gelände befinden sich Soldatengräber mehrerer Nationen:
- Deutsche Kriegsgräberstätte Hamburg-Ohlsdorf mit Kriegsgräbern des Ersten und Zweiten Weltkriegs in der Nähe der Kapelle 9. Dort aufgenommen wurden auch Gräber von Deserteuren, die auf dem Gelände des Höltigbaums hingerichtet wurden. Ferner Gräber von acht Kindern (ursprünglich 150 Säuglingen) von Zwangsarbeiterinnen in Langenhorn.[64]
- Hamburg Cemetery mit britischen Soldatengräbern des Ersten und Zweiten Weltkriegs in der Nähe der Kapelle 12, betreut durch die Commonwealth War Graves Commission.
- Niederländische Kriegsgräberstätte Hamburg (niederländisch: Erebegraafsplaats Hamburg). In den niederländischen Kriegsgräbern ruhen 350 Niederländer, die in Hamburg und Umgebung starben. Ferner gibt es drei Gedenksteine mit den Namen von 99 toten Niederländern, deren Grabstätte nicht bekannt ist.[65]
- Polnische Kriegsgräberstätte Hamburg-Ohlsdorf (polnisch: Polska Kwatera Wojenna 1939–1945).
- Sowjetische Kriegsgräberstätte Hamburg-Ohlsdorf mit den Gräbern sowjetisch-russischer Kriegsgefangener in der Nähe der Kapelle 9 und den Gräbern der russischen Zwangsarbeiterinnen in der Nähe der Einfahrt Bramfeld in den Friedhof.

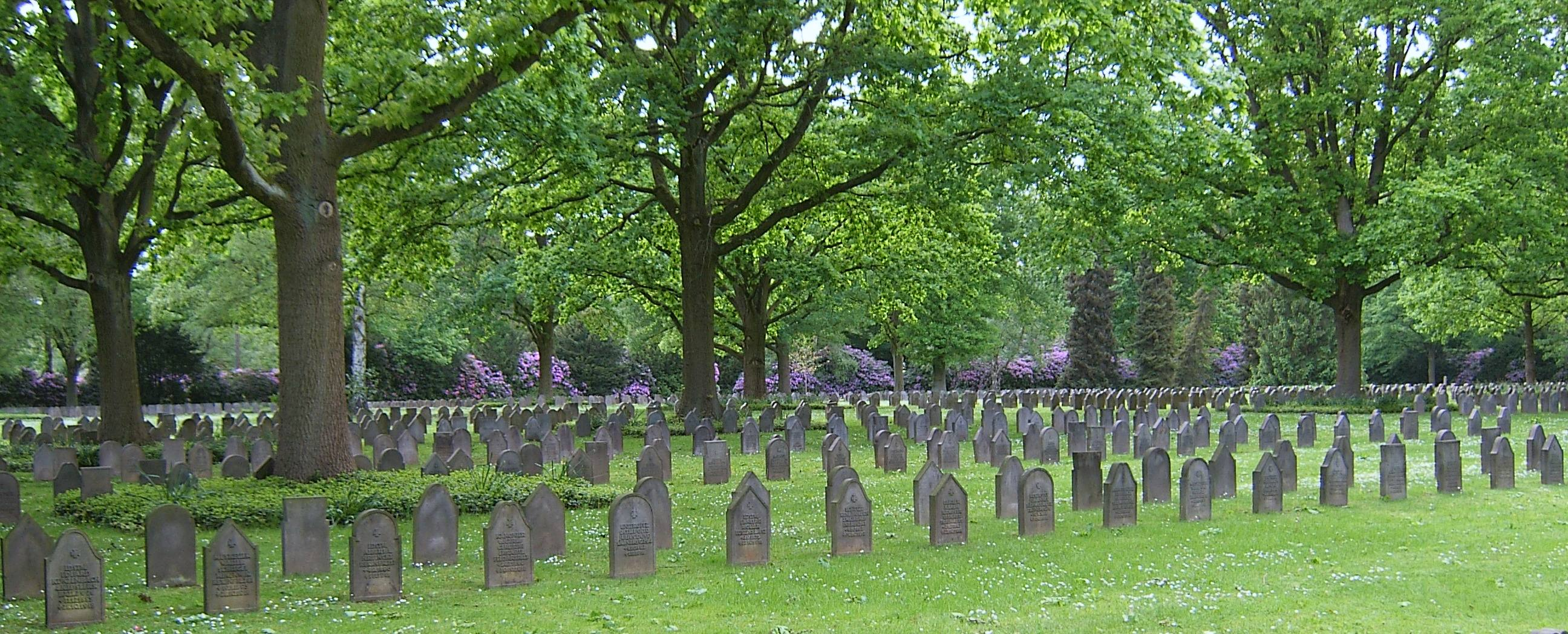
Soldatengräber des Ersten Weltkriegs
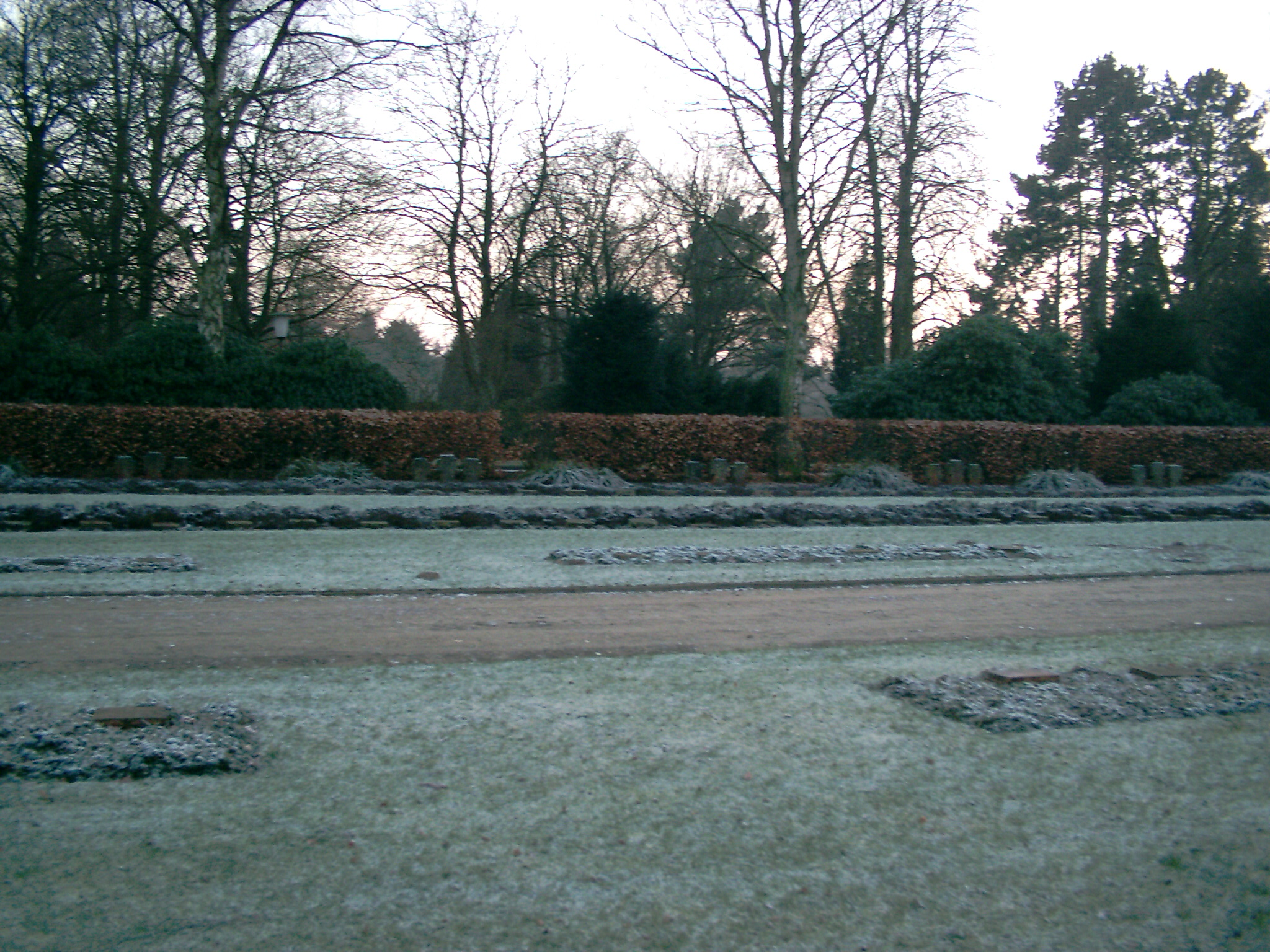
Soldatengräber des Zweiten Weltkriegs
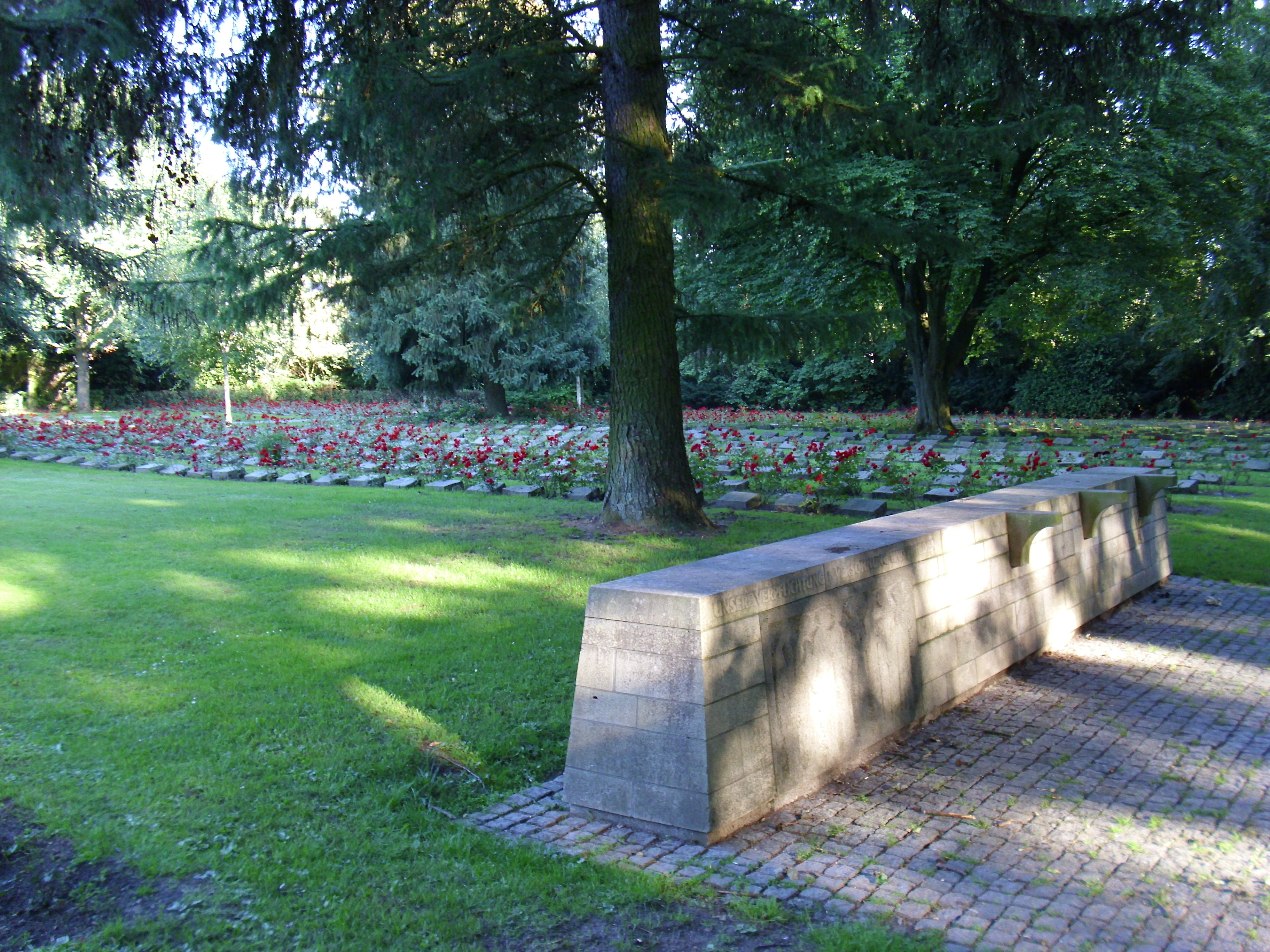
Internationale Kriegsgräber: Gedenkstätte verschiedener Nationen

## Gräber bekannter Persönlichkeiten
Auf dem Ohlsdorfer Friedhof sind eine Vielzahl internationaler, nationaler und Hamburger Persönlichkeiten bestattet. Für manche Gräber von Prominenten können keine Angehörigen mehr sorgen. Sie fallen der Vergessenheit anheim. Die Gräber der Ehrenbürger der Stadt Hamburg werden kostenlos zur Verfügung gestellt und werden, soweit Angehörige nicht dafür sorgen, geharkt und von Laub befreit.

## Gräber von Seeleuten und Opfern der See

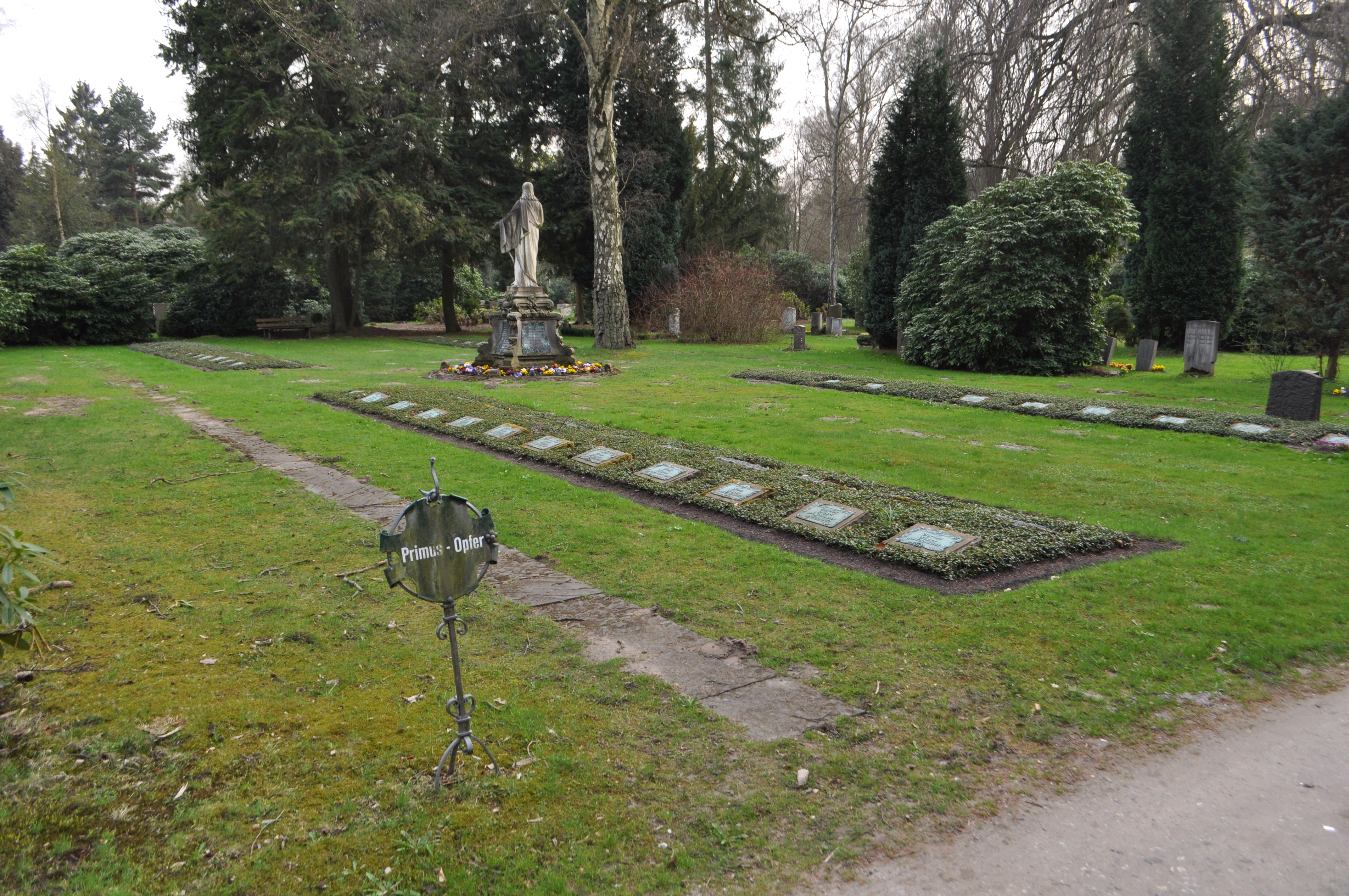
Grabstätte der Primus-Opfer

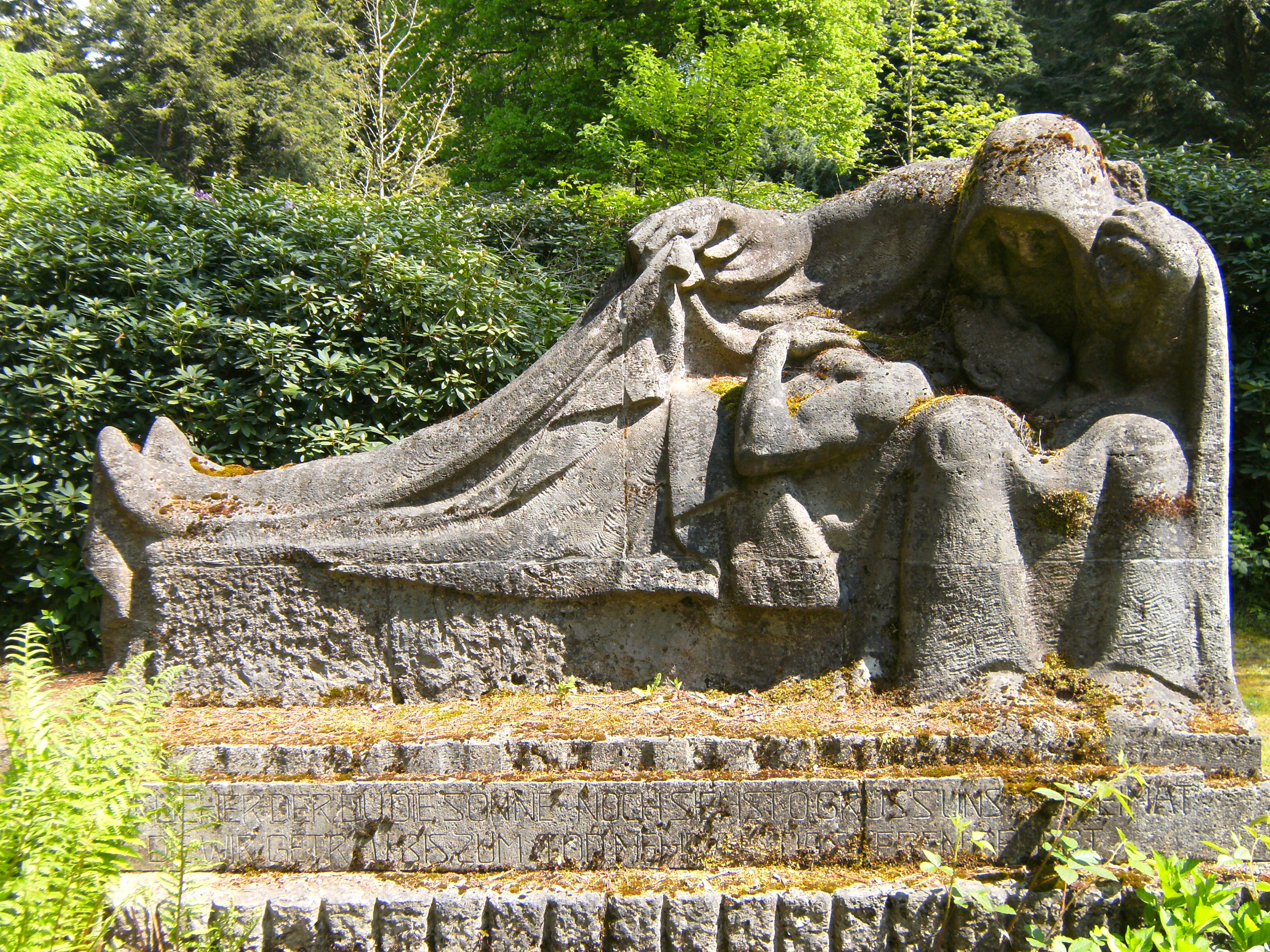
Denkmal: Während des Ersten Weltkrieges von Hamburger Schiffen verstorbene Seeleute

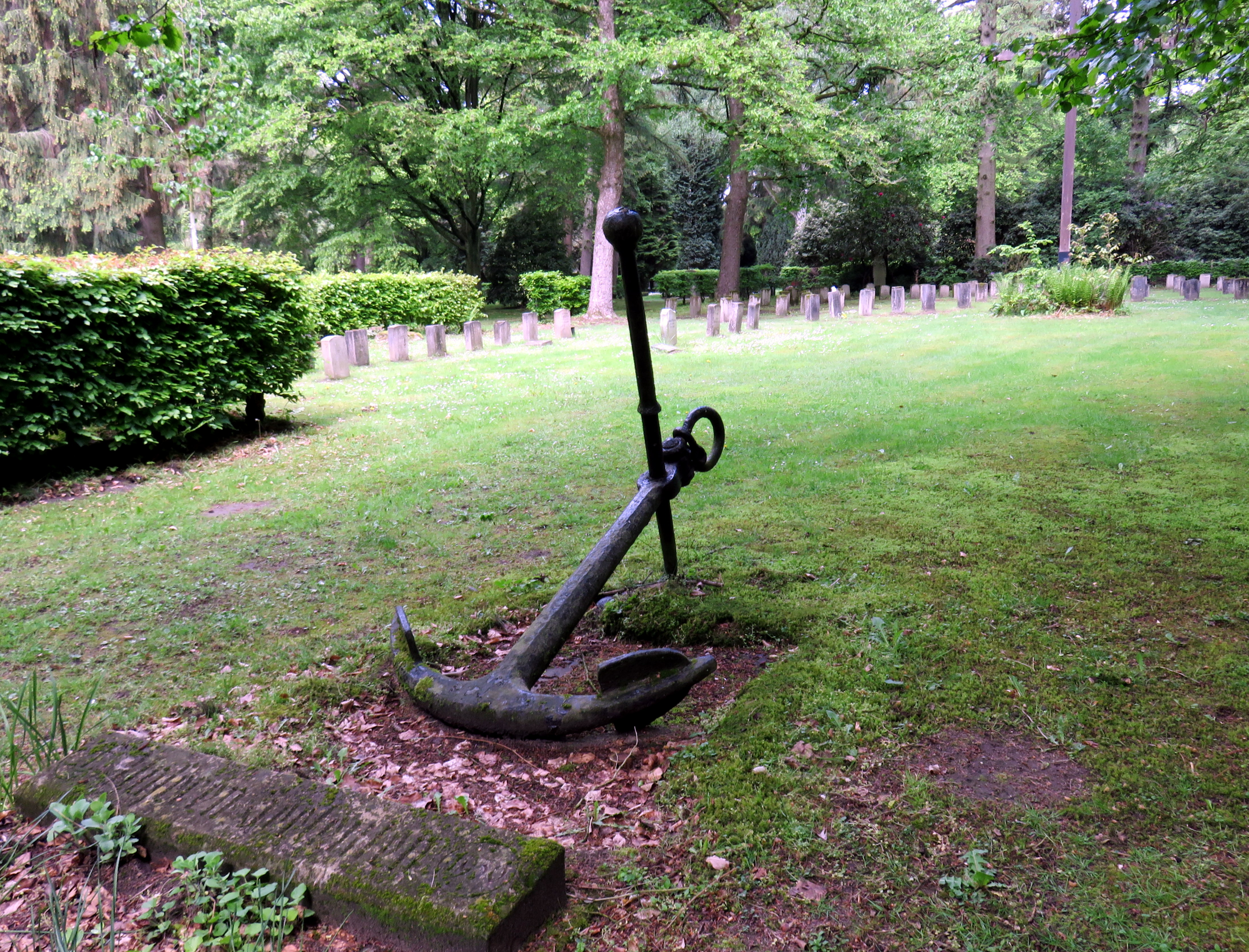
Gemeinschaftsgrabstätte „Seemannsfriedhof“ von 1923, Planquadrat Bi 58 (südwestlich Kapelle 12)

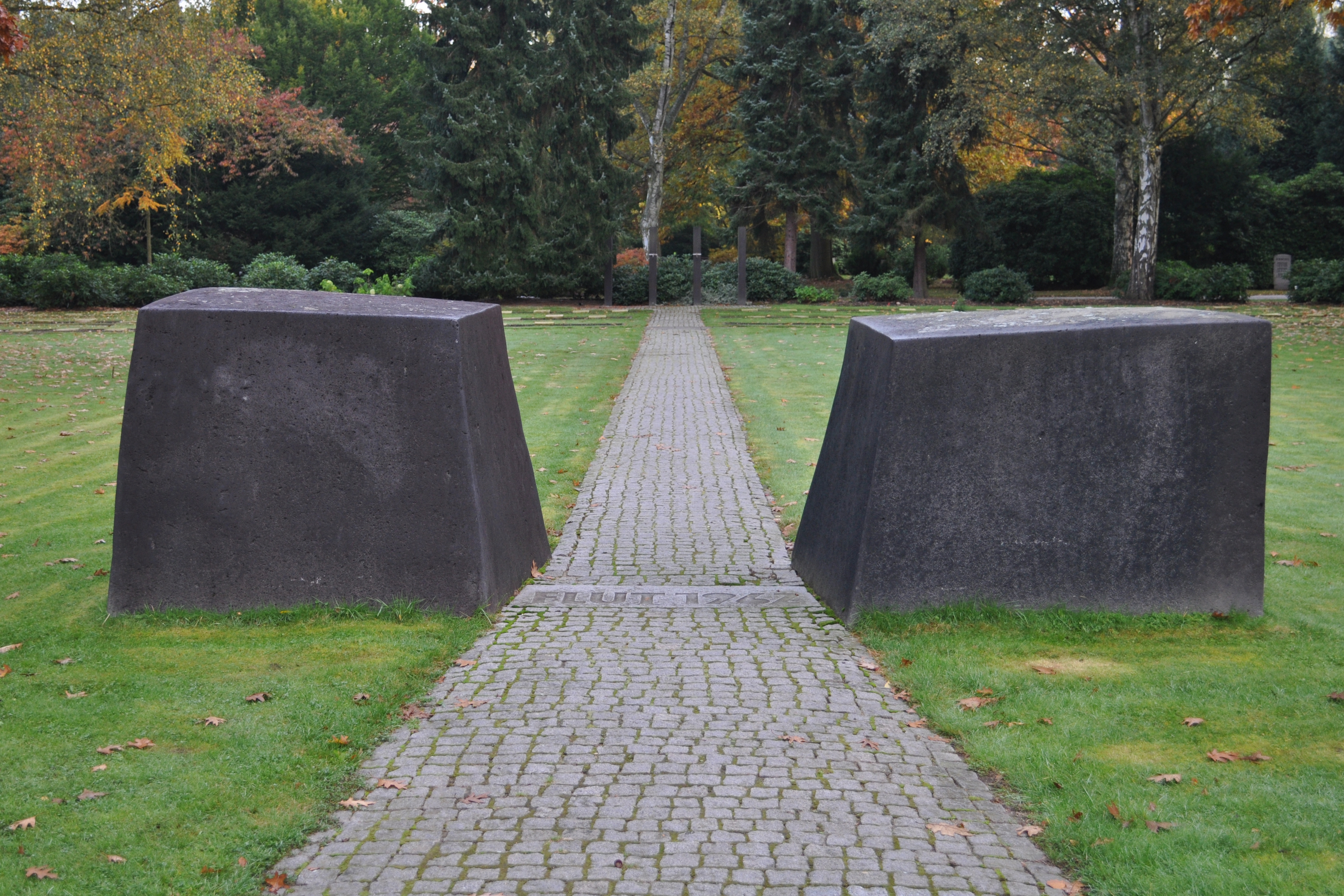
Mahnmal und Grabstätten der Sturmflutopfer von 1962

Auf dem Ohlsdorfer Friedhof gibt es durch Hamburgs maritime Verbindung mehrere Seemanns- und Flutopfergräber und -erinnerungsstätten. Darunter sind die Gemeinschaftsgräber der Seeleute von der „Casse der Stücke von Achten“, das Denkmal der während des Krieges von Hamburger Schiffen verstorbenen Seeleute, der Gedenkstein für die in Hamburg verstorbenen chinesischen Seeleute, das Grab des Kapitäns Bernhard Masson, das Grab des Felix Graf Luckner (Grablage AB 13),

### Grab der [elb-]aufwärts fahrenden Steuer- und Schifferleute
Im Ämtersteinmuseum befindet sich der Grabstein der „[elb-]aufwerts fahrenden Steuer- und Schifferleute“. Er stammt von den aufgelösten alten Hamburger Friedhöfen und zeigt ein Relief mit zwei gekreuzten Enterhaken, einer Krone und Totenkopf über zwei gekreuzten Knochen.

### Opfer des Untergangs der Primus
In der Nähe der Straßen Kapellenstraße und Mittelallee sind 78 Opfer des 1902 auf der Elbe untergegangenen Ausflugraddampfers Primus bestattet.

### Seeleute
Für die in Hamburger Krankenhäusern verstorbenen Seeleute gibt es die Gemeinschaftsgrabstätte „Unseren Seeleuten“, gekennzeichnet durch einen großen schwarzen Anker und ein großes Holzkreuz, Planquadrat Bi 58 (südwestlich Kapelle 12).

### Sturmflutopfer von 1962
Die Sturmflutopfer von 1962, die nicht identifiziert werden konnten, die keine Angehörigen mehr hatten und die gemeinschaftlich beigesetzt werden sollten, haben ihre Ruhestätte an der Verlängerung der Sorbusallee zwischen Kirschenallee und Inselkanal gefunden, Grablage Bq 62.(→Lage). Ergänzend erinnert seit Ende November 2012 ein Gedenkstein mit zwei Tafeln an die Namen der 221 Toten, die nicht in Ohlsdorf beigesetzt sind. Zwei Steinwände mit der Aufschrift Flut 1962 und vier steinerne Säulen kennzeichnen das Gemeinschaftsgrab.

## Gemeinschaftsgrabanlagen

### Paar-Grabstätten

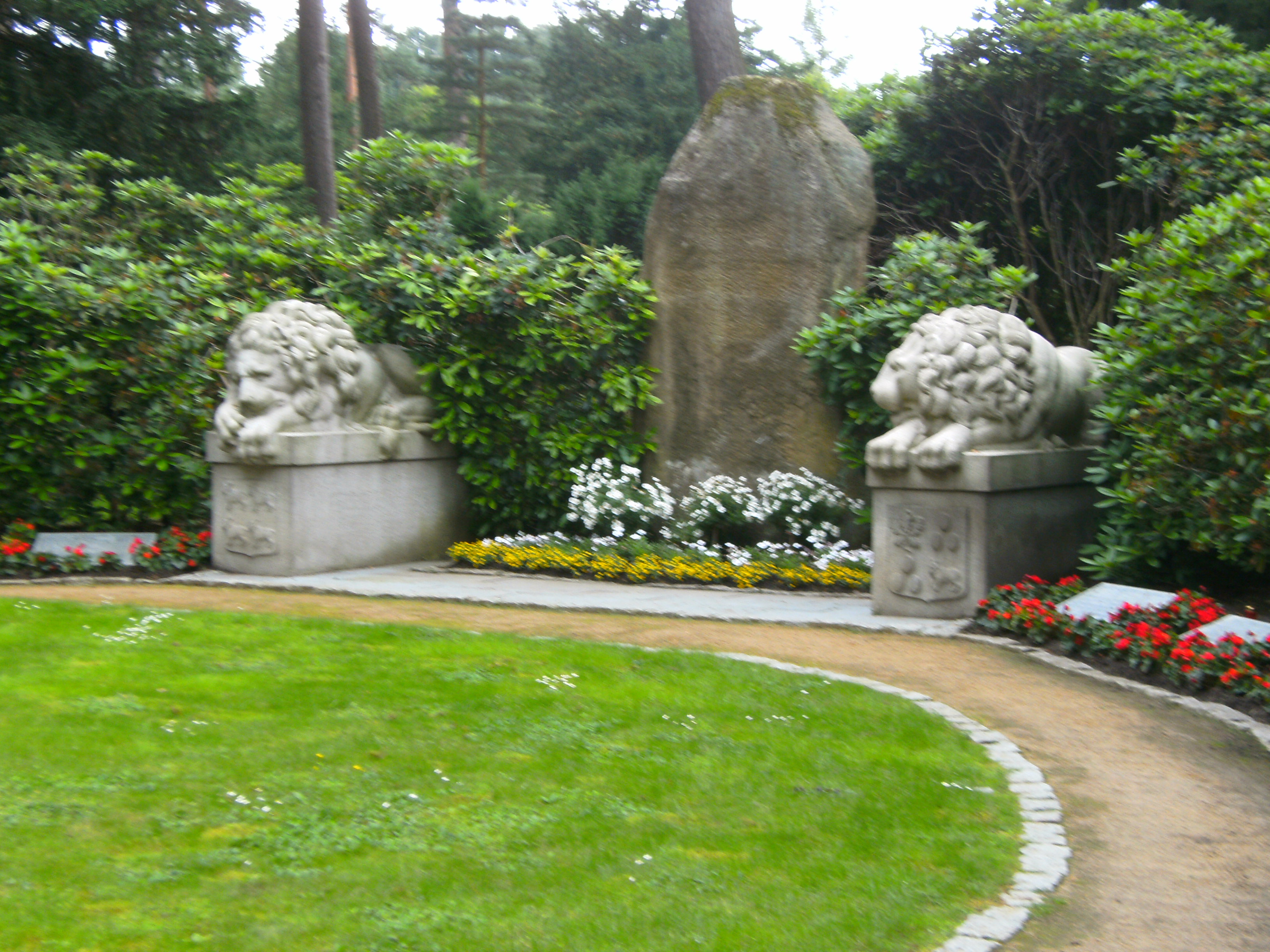
Löwengrabstätte, eine Paar-Grabstätte als Rasengrabstätte

Dies sind Zier-Gartenflächen mit Rasenflächen, auf denen keine Bepflanzungen, Grabschmuck oder Grabeinfassungen zugelassen sind. Für die Beisetzungen sind die Rasenflächen vorgesehen. Dort können sich Paare und Partner von Lebensgemeinschaften beisetzen lassen.

### Polizeigräber Revier Blutbuche

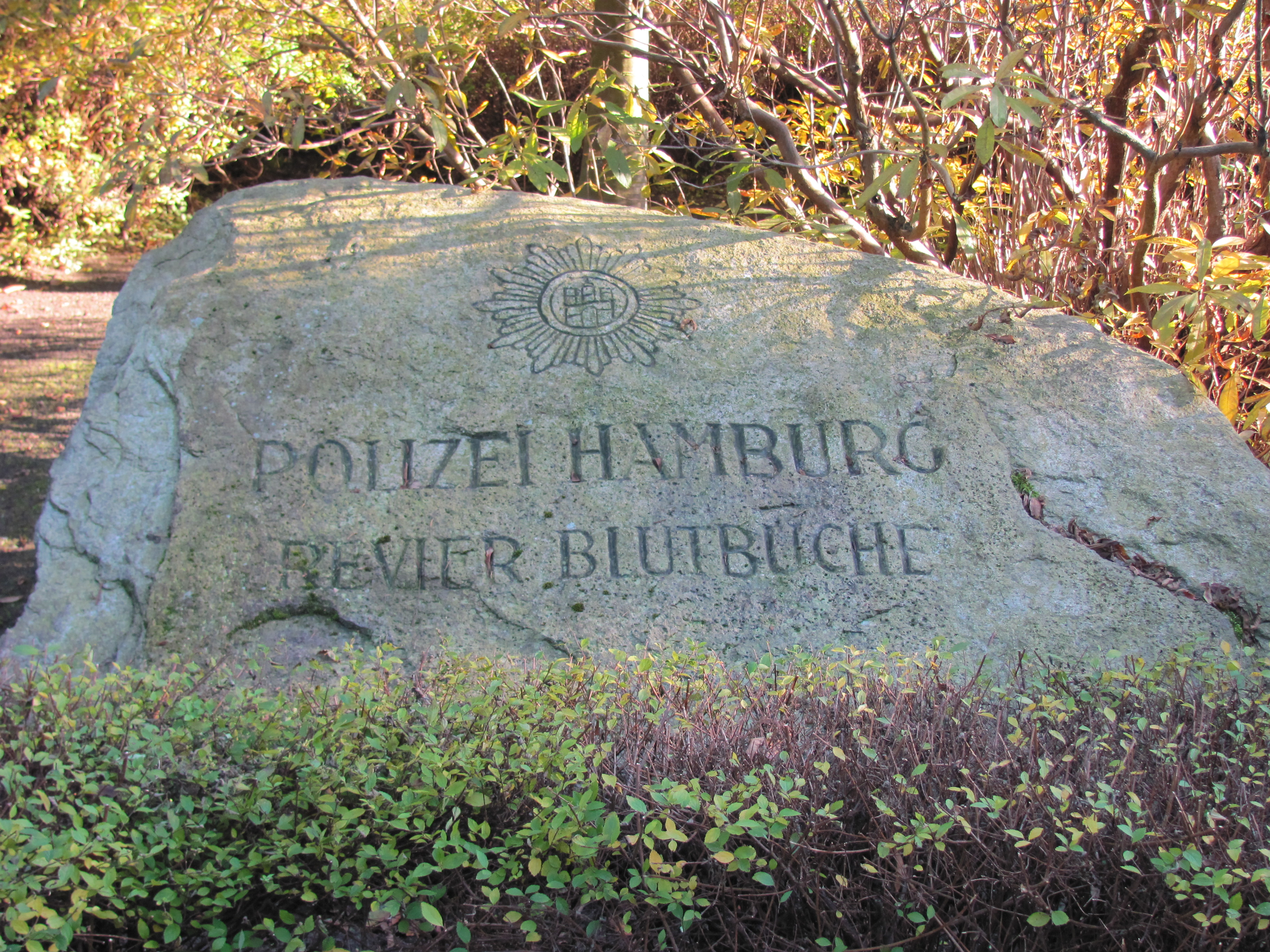
Stein im „Revier Blutbuche“ (Polizeigräber)

Die Ehrengrabstätte der Hamburgischen Polizei ist das Revier Blutbuche. Sie wurde ursprünglich 1923 von Richard Kuöhl nach einem Entwurf von Fritz Schumacher für 17 im Hamburger Aufstand gestorbene Polizeibeamte errichtet. Die Gedenkstätte dient der Ehrung von Polizisten, die im Dienst von Rechtsbrechern getötet wurden. Für im Dienst getötete Polizisten ist eine Trauerfeier im Michel und die Beisetzung im Revier Blutbuche vorgesehen. Jährlich gedenken hier am Volkstrauertag Polizisten ihrer im Dienst getöteten Kollegen.

### Gemeinschaftsgrabstätte für Mensch und Tier
Diese Gemeinschaftsgrabstätte mit 750 Quadratmeter Fläche besteht seit dem 1. März 2020 und liegt im Bereich Sorbusallee/Eichenallee. Eine Grabstätte kann mehrere verstorbene Menschen im Sarg oder in der Urne sowie als Grabbeigabe mehrere verstorbene Haustiere in Urnen aufnehmen. Es sind Grabstätten für 20 Särge und 940 Urnen vorgesehen. Die Haustiere werden in einem Tierkrematorium eingeäschert. Besuche der Grabstätten mit lebenden Haustieren sind auf dem Ohlsdorfer Friedhof nicht zugelassen. Davon ausgenommen sind Blindenhunde als Begleiter von Blinden.

### Gedenkplatz für nicht beerdigte Kinder
Für die Eltern totgeborener Kinder wurde ein Gedenkplatz geschaffen, der durch eine abstrakte weiße Marmorskulptur auf Sockel der Schweizer Bildhauerin Beatrice Charen markiert wird. Diese Skulptur wurde im Oktober 2012 von Unbekannten teilweise zerstört.

### Bahaitum
Hinter der Kapelle 13 befindet sich eine Grabstätte mit Gräbern, die dem Bahaitum angehören. Dies ging aus dem Islam hervor, und die Angehörigen glauben an den Bahāʾullāh. Hierbei finden sich auf den Gräbern baumähnliche Zeichen und häufig auch Gesichter der Verstorbenen.

### Opfer der Revolutionsjahre 1918 bis 1920
Gegenüber dem Friedhofsmuseum befindet sich die Grabanlage für die im Zuge der Novemberrevolution, der Sülzeunruhen oder in der Abwehr des Kapp-Putsch getöteten Menschen. Die Anlage besteht aus einem Gräberfeld und einem Denkmal, bestehend aus einem massiven Block mit der Inschrift DEN GEFALLENEN // DER REVOLUTIONS // JAHRE 1918-1920, der auf zwei Säulen mit Reliefen ruht, die jeweils eine auf dem Kopf stehende Fackel vor einem Kranz zeigen. Das Denkmal wurde am 5. November 1920 eingeweiht und war im Jahr 1922 das Ziel von Sprengstoffanschlägen der extrem rechten Organisation Consul. Im Nationalsozialismus wurde das Denkmal 1933 abgetragen und dessen Bestandteile in der Kapelle 12 versteckt. Im August 1945 wurde das Denkmal wieder errichtet.

## Weitere Massengräber
- Opfer der Cholera von 1892 (siehe Bildergalerie „Denkmäler und freie Skulpturen“)

## Besondere (freie) Trauerbereiche
Unabhängig von Bestattungsart- und -ort für Besucher aller Kulturkreise eingerichtete Orte zum stillen Trauern, teils mit der Möglichkeit des spontanen individuellen Gedenkens:
- „Krebserinnerungsbaum“ – mit dem Einbinden von bereitliegenden bunten Bändchen in eine Magnolie, Mittelallee in Höhe der Schranke und in unmittelbarer Nähe der Skulptur „Grablegung Jesu“ (BM 38)
- „Gedanken an Dich“ (Fensterrahmen–Symbol) – mit der Möglichkeit von Gravuren, südlich Stiller Weg, oberhalb eines Nordteich-Ausläufers (AA 16-17)
- „Trauerhaltestelle“ – mit bereitstehender bunter Kreide zum Malen und Formulieren von Gedanken, Mittelallee westlich T-Teich (Y 46)

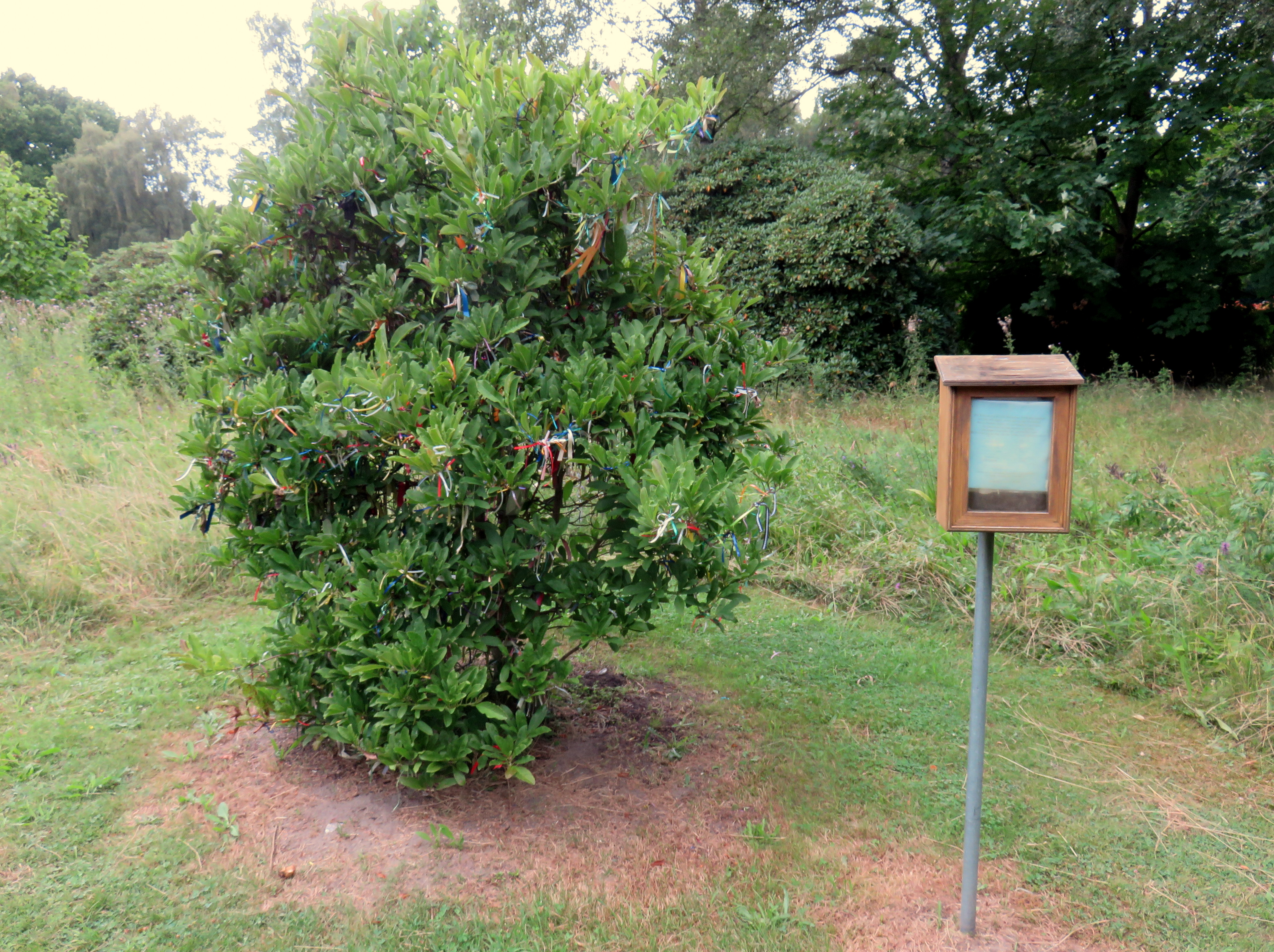
„Krebserinnerungsbaum“
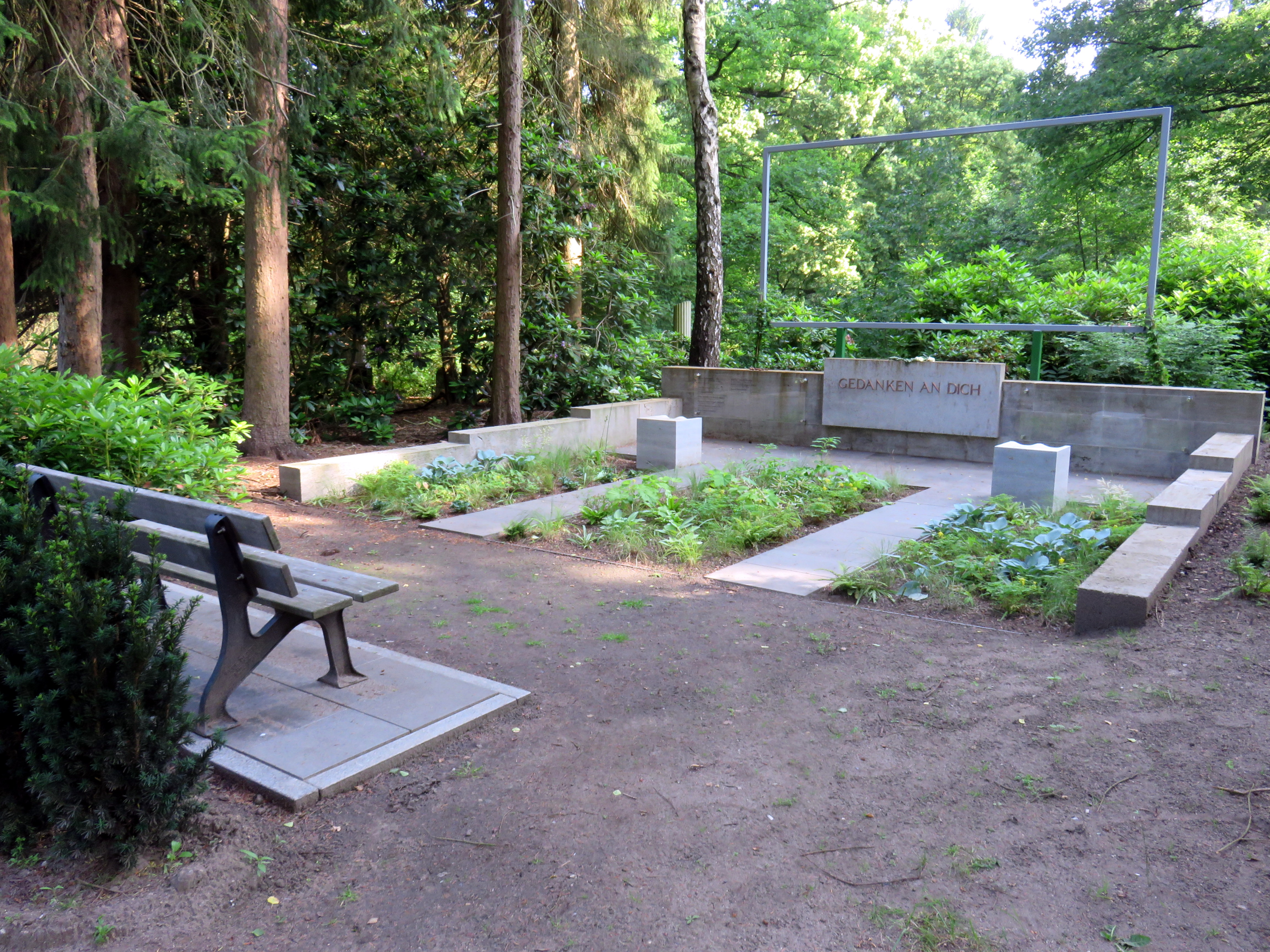
„Gedanken an Dich“
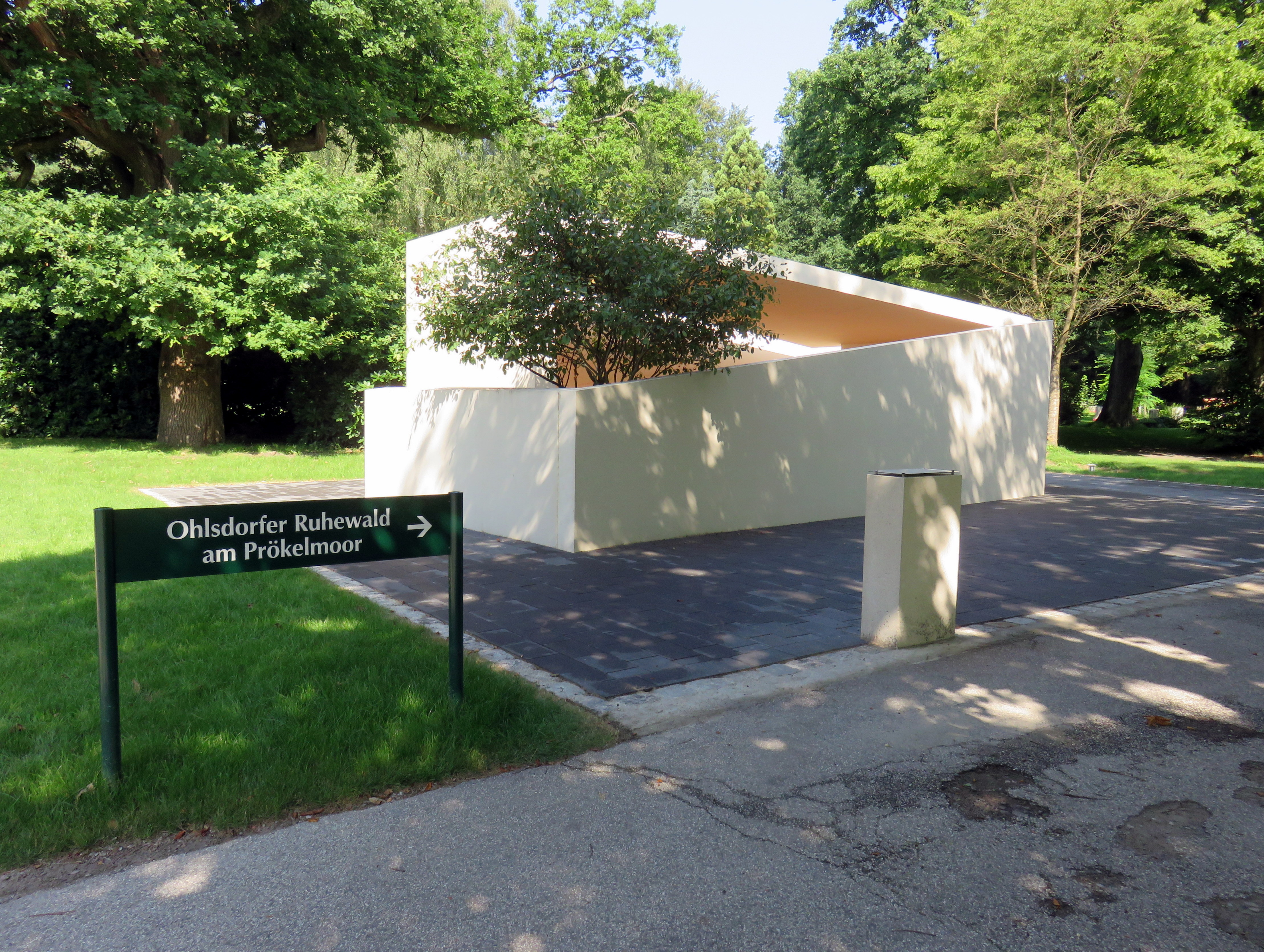
„Trauerhaltestelle“
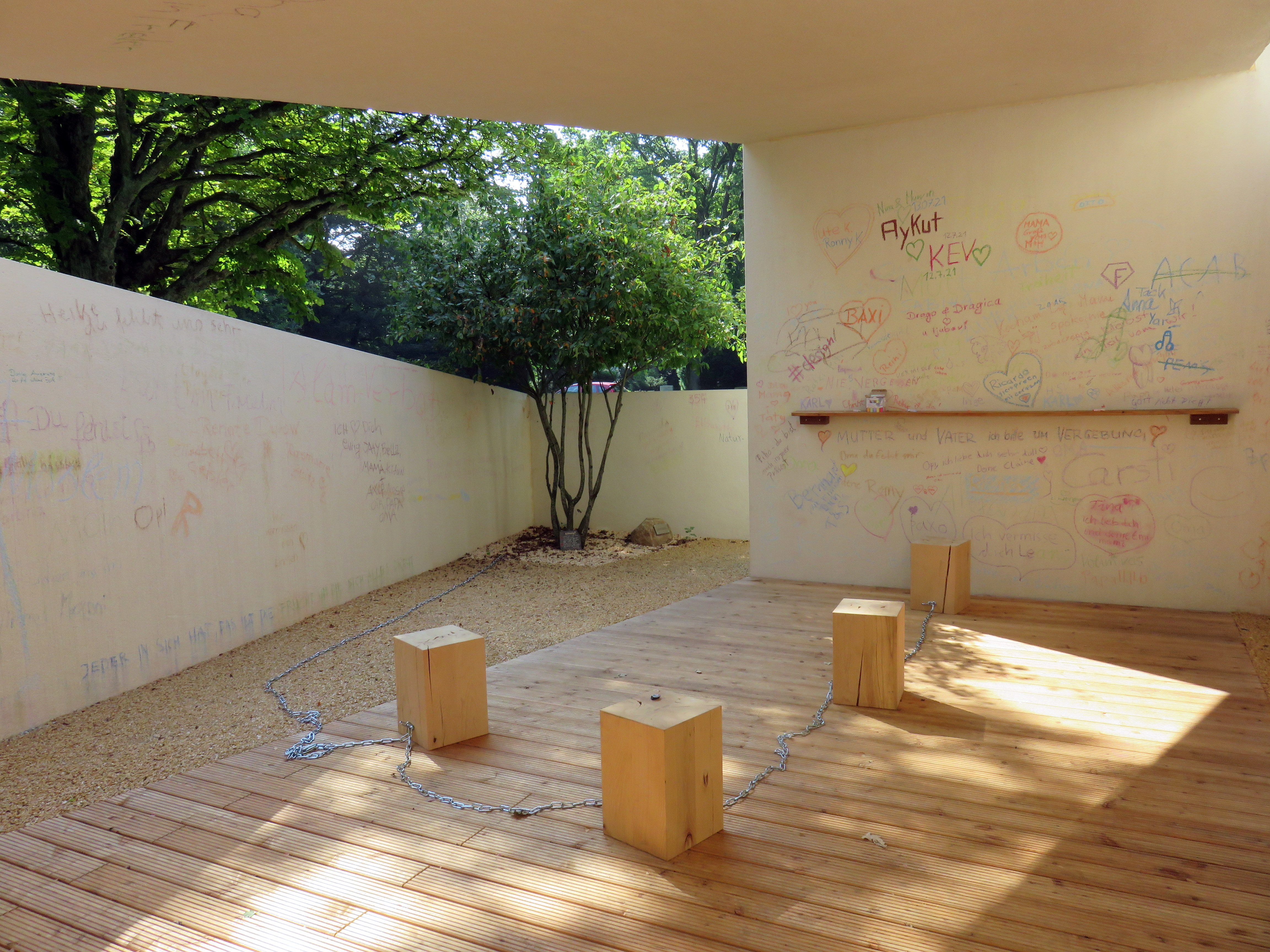
„Trauerhaltestelle“

## Denkmäler und freie Skulpturen

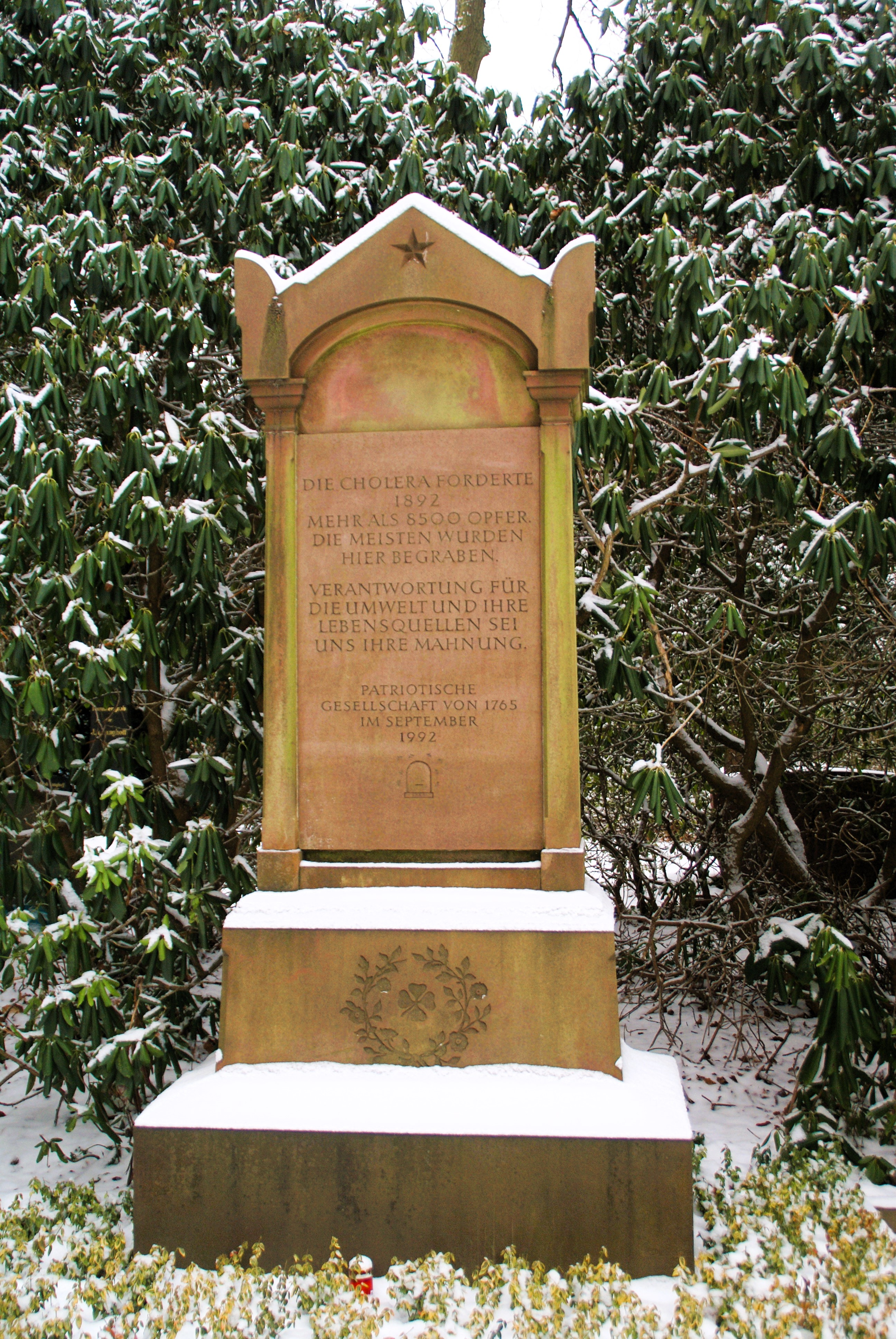
Denkmal für über 6500 Opfer der Choleraepidemie von 1892
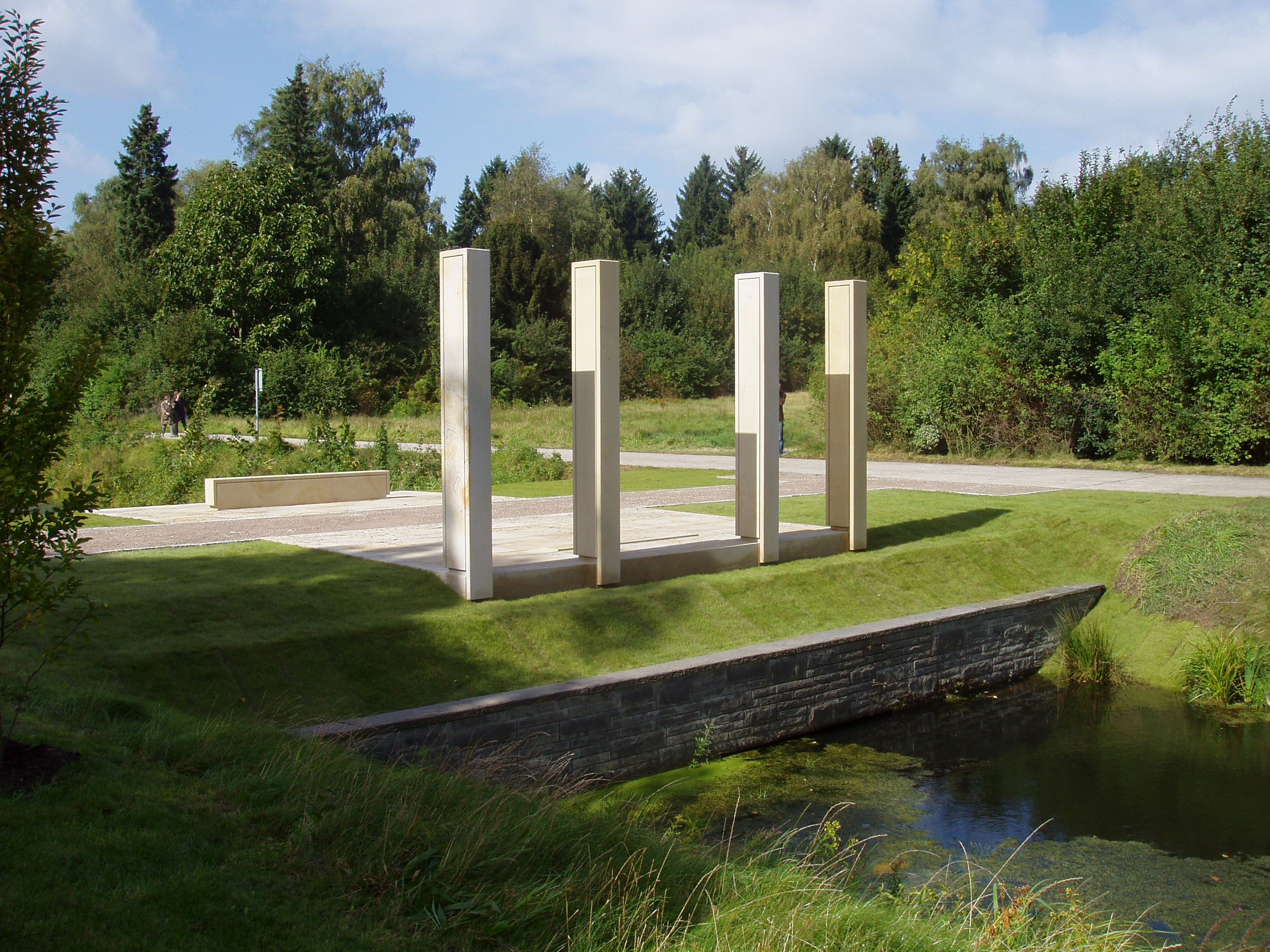
Linne-Denkmal
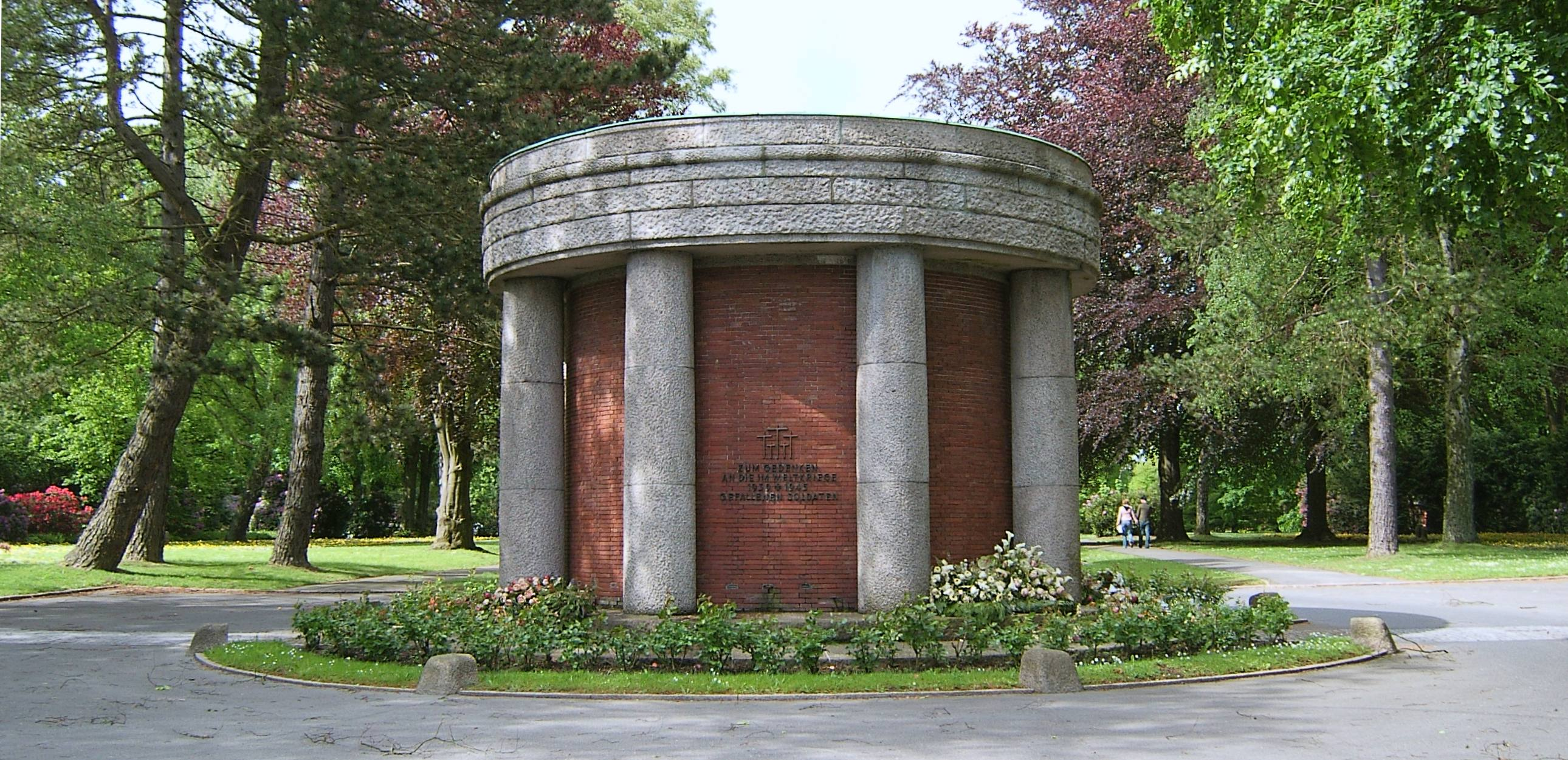
Denkmal zum Ersten und Zweiten Weltkrieg bei Kapelle 9
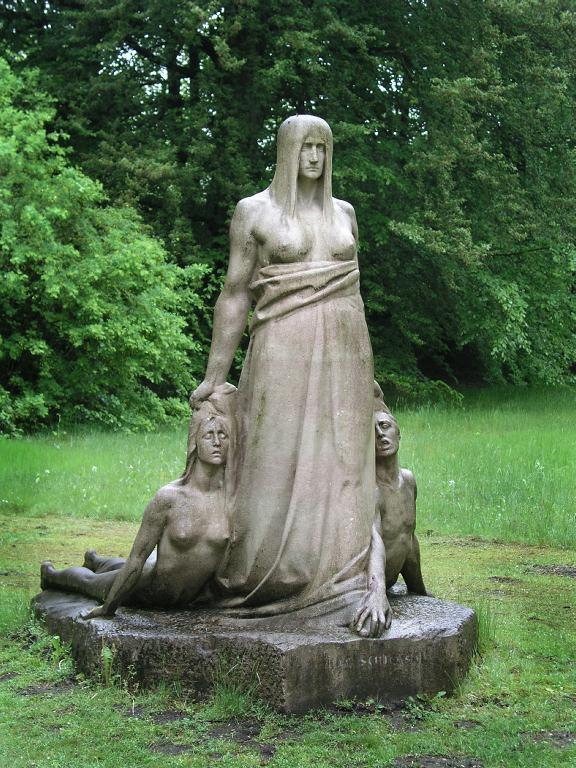
Skulptur „Schicksal“ von Hugo Lederer (1905)
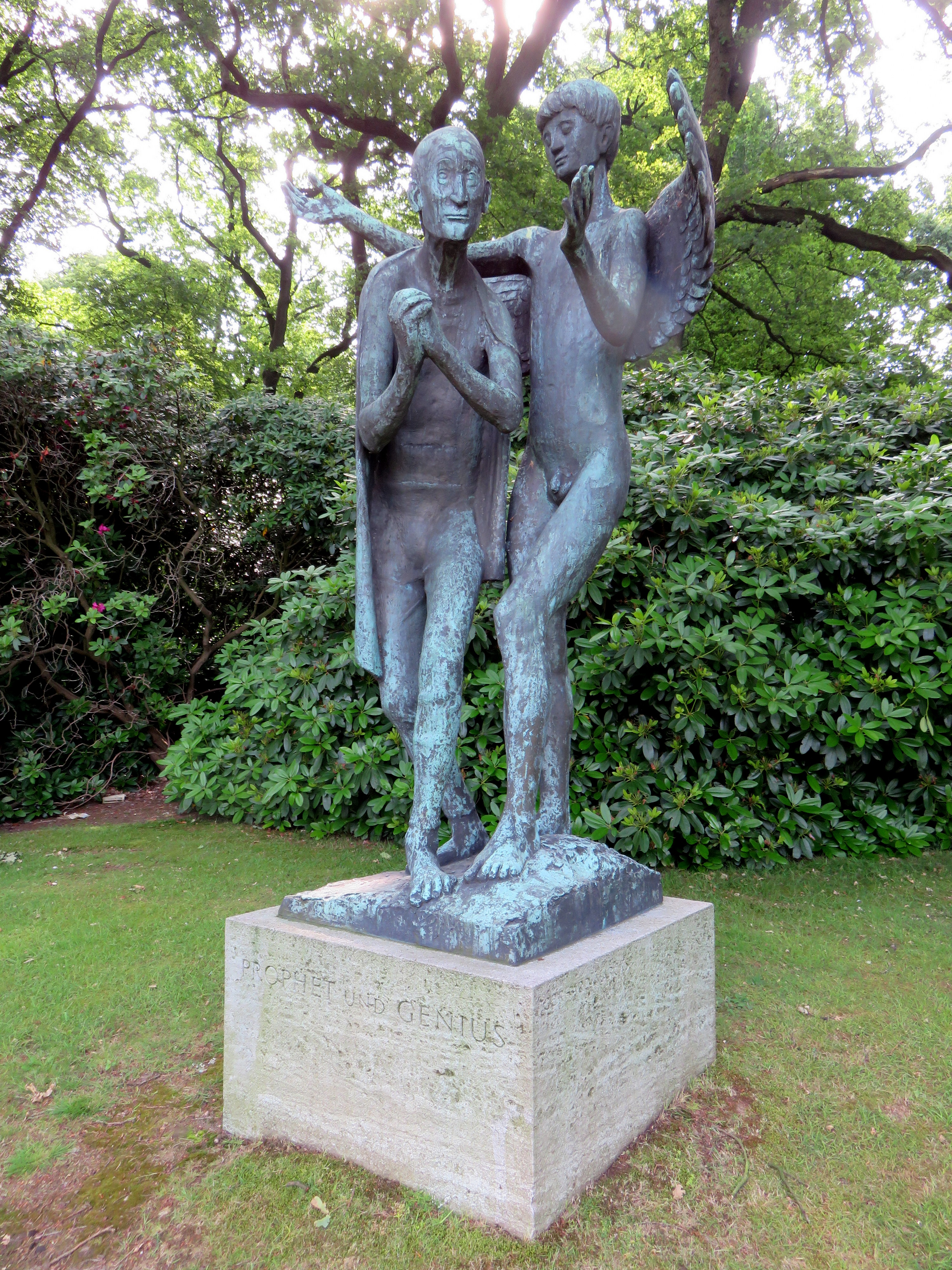
„Prophet und Genius“ von Gerhard Marcks (1961)

## Friedhofsmuseum

Aus dem Museumsarchiv: Grabbrief von 1904 (Detail)

Das „Museum Friedhof Ohlsdorf“ besteht seit 1996.
Träger ist das Unternehmen Hamburger Friedhöfe AöR, die ehrenamtliche Betreuung obliegt dem Förderkreis Ohlsdorfer Friedhof e. V. In einem kleinen historischen Gebäude nahe dem Haupteingang wird auf 60 m² Fläche die Vielfalt der hamburgischen Friedhofs- und Bestattungskultur gezeigt. Außerdem finden Sonderausstellungen mit wechselnden Themen zur Friedhofs- und Trauerkultur statt. Das Museum dient auch als Auskunftsstelle für kulturell interessierte Friedhofsbesucher. Dazu steht ein Archiv des Förderkreises zur Verfügung. Es umfasst:
- eine Präsenzbibliothek mit etwa 700 Titeln von Büchern, Broschüren und Zeitschriften. Sie sind in einer Datenbank erfasst und nach Themenbereichen und Autoren sortiert
- eine Kartei über bildende Künstler, die auf dem Ohlsdorfer Friedhof wirkten
- eine Sammlung von Zeitungsausschnitten und Abbildungen zu Leben und Wirken bekannter Persönlichkeiten, die auf dem Ohlsdorfer Friedhof bestattet wurden. Die Sammlung datiert z. T. zurück bis in die Anfänge des 20. Jahrhunderts
- eine Sammlung von Aktenauszügen, Fachaufsätzen, Gesetzestexten, Pressemeldungen, Zeitungsausschnitten und dergleichen

In unmittelbarer Umgebung des Museums befinden sich zwei Areale mit beispielhaften Grabmalen aus der Anfangszeit des Friedhofs (rechts) sowie aus der ersten Hälfte des 20. Jahrhunderts (links).

## Führungen über den Friedhof
Folgende Führungen finden auf dem Friedhof statt:
- Vogelkundliche Wanderungen durch den Nabu
- Märchenspaziergänge über den Friedhof mit Märchen zum Thema Tod
- Literarische Friedhofswanderung mit dem Besuch anmutiger Frauenskulpturen

## Bildergalerie

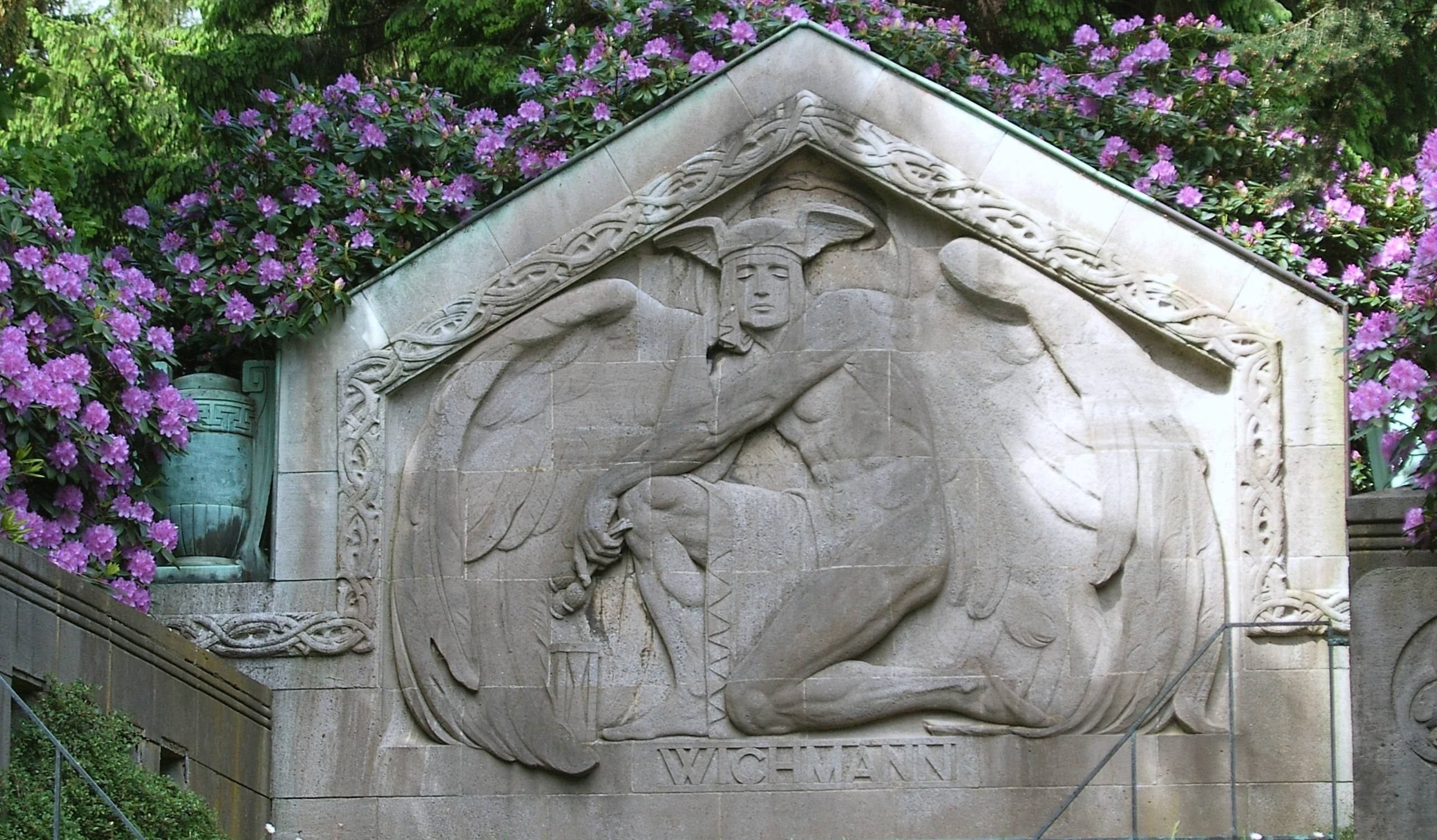
Grab Wichmann
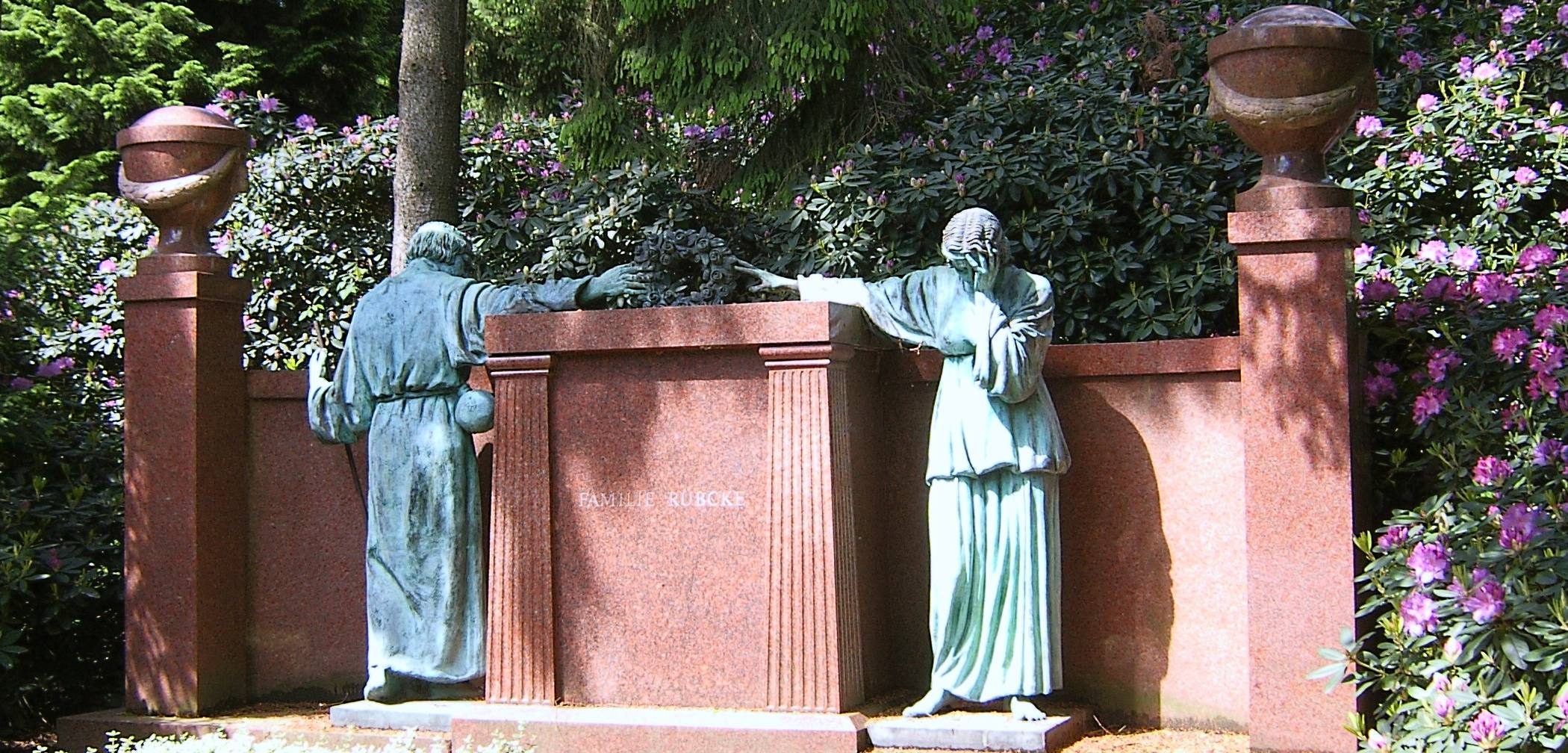
Grab Rübcke
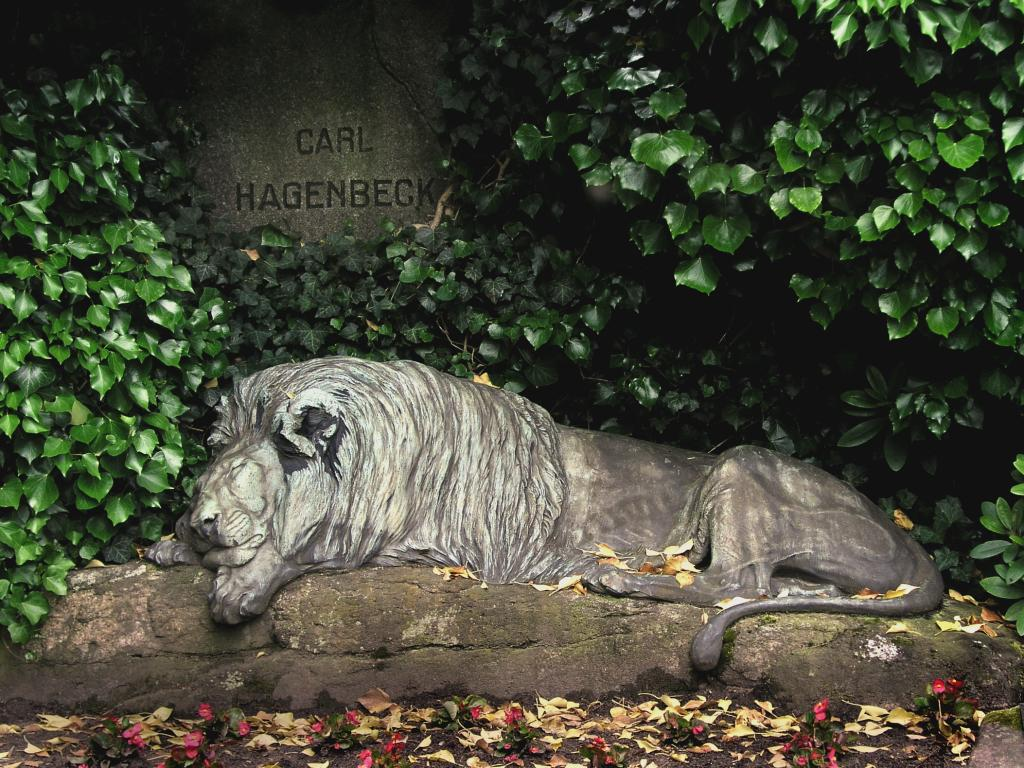
Grab Hagenbeck Bronzeplastik des Löwen „Triest“ (im Januar 2014 gestohlen und im März 2021 durch eine Replik ersetzt[87])
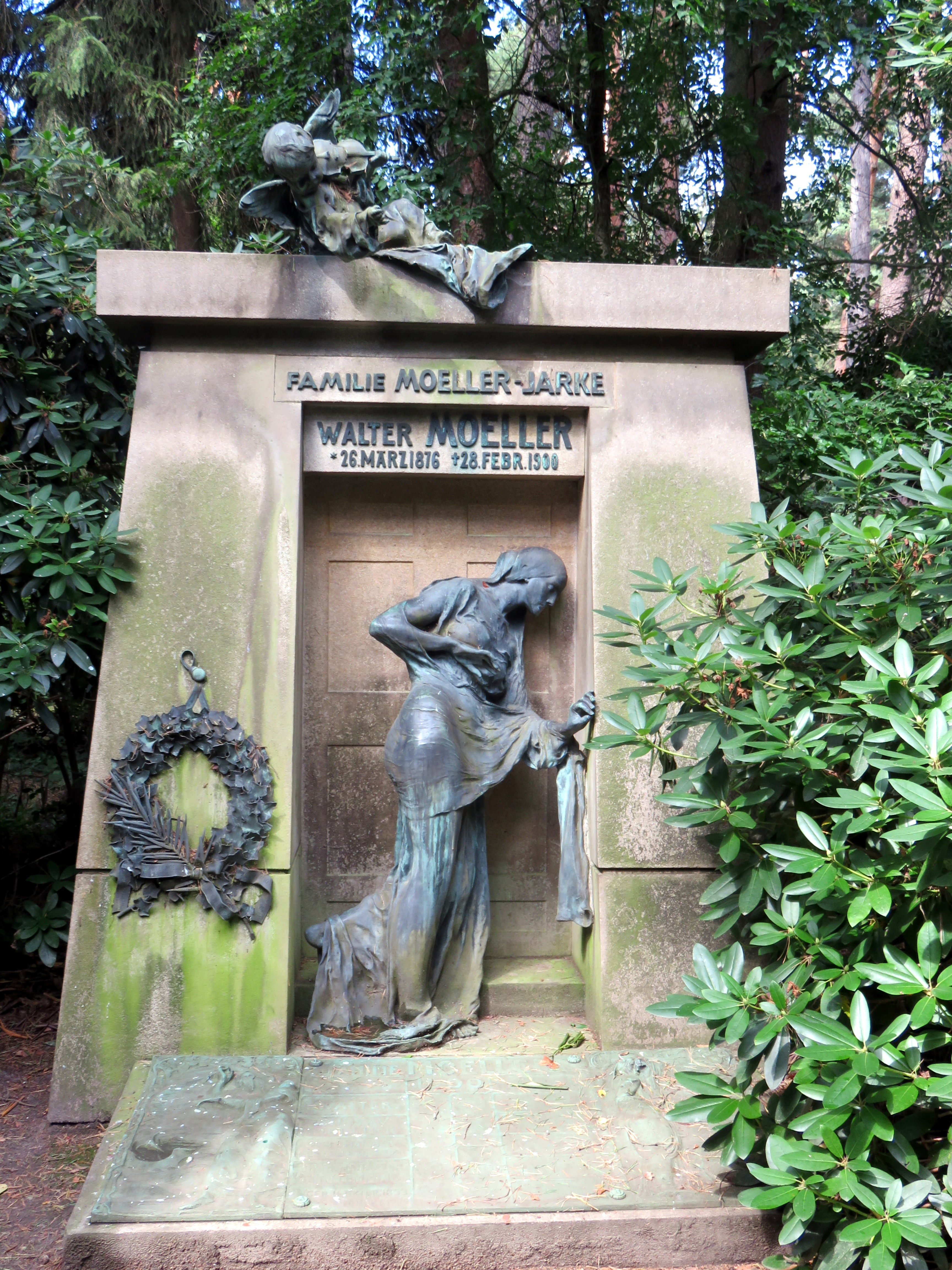
Grab Moeller-Jarke von Ernst Barlach (1901)
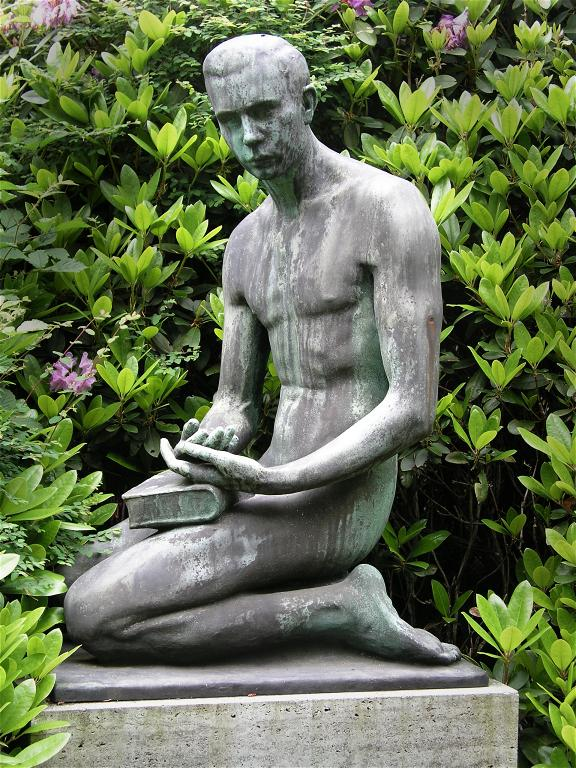
Grab Blohm-Never Jüngling mit Buch (1935)
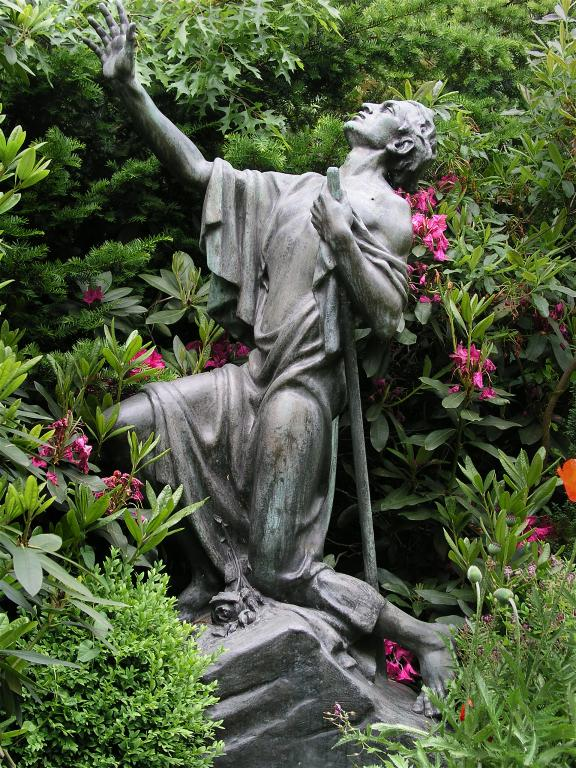
Grab Büsching-Höft Flehender Jüngling von Arthur Bock (1929)
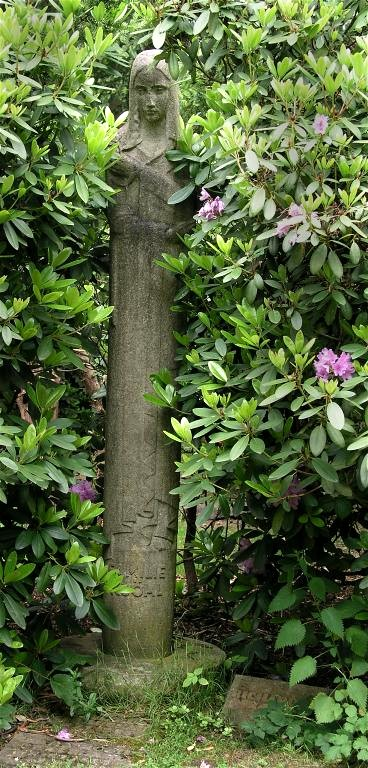
Grab des Bildhauers Richard Kuöhl Eigenes Werk: Mariensäule (1931)
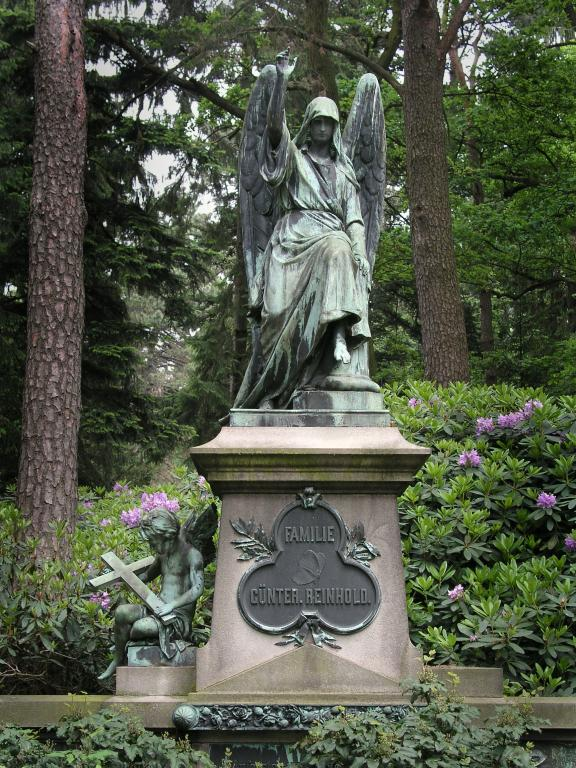
Grab Reinhold Hammonia mit Stadtkrone und Wappen (1898)
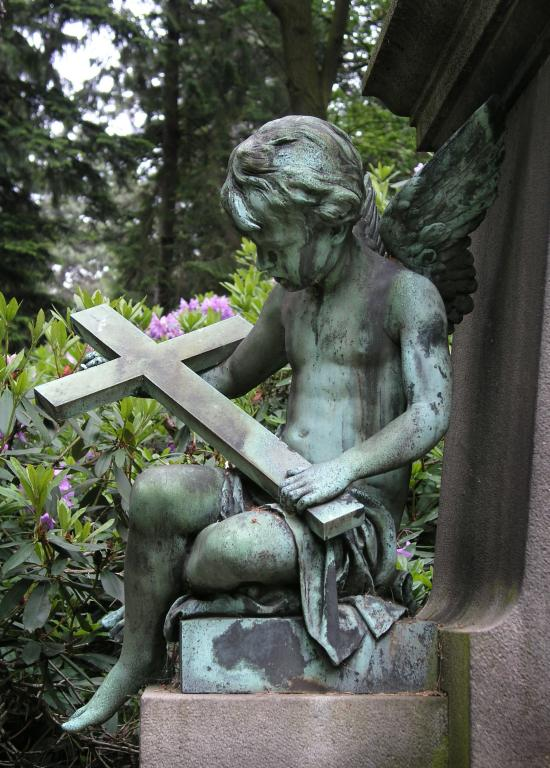
Grab Reinhold Bronzeengel links am Grab
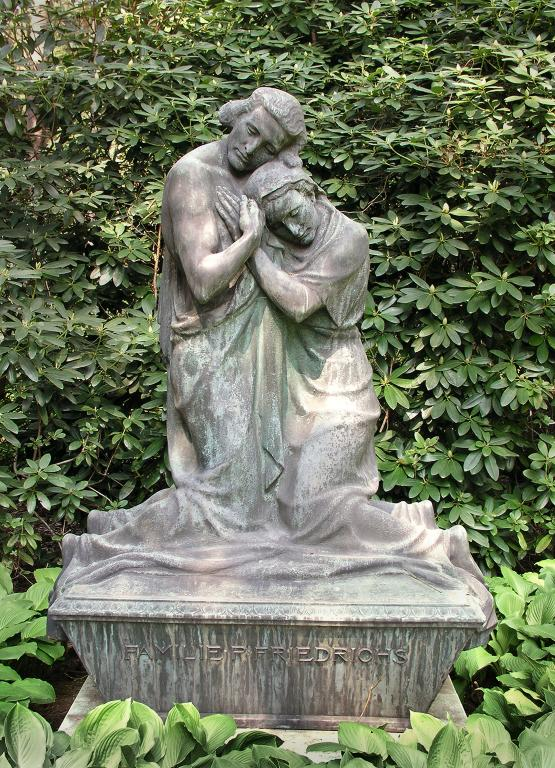
Grab Familie Friedrichs Skulptur von Arthur Bock (1930er Jahre)
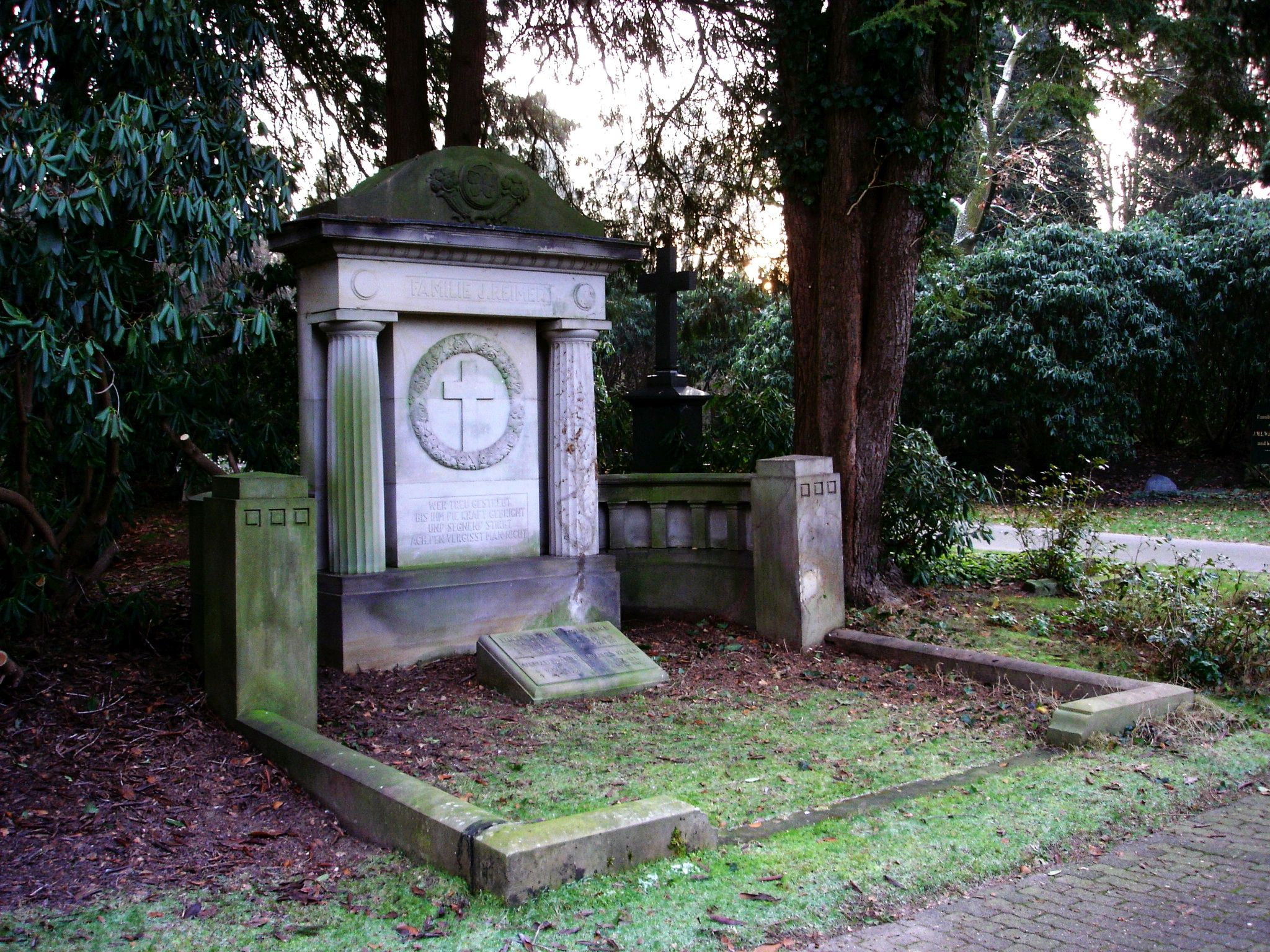
Grab von Johann Reimer (Entwurf Martin Haller, 1918)

## Natur

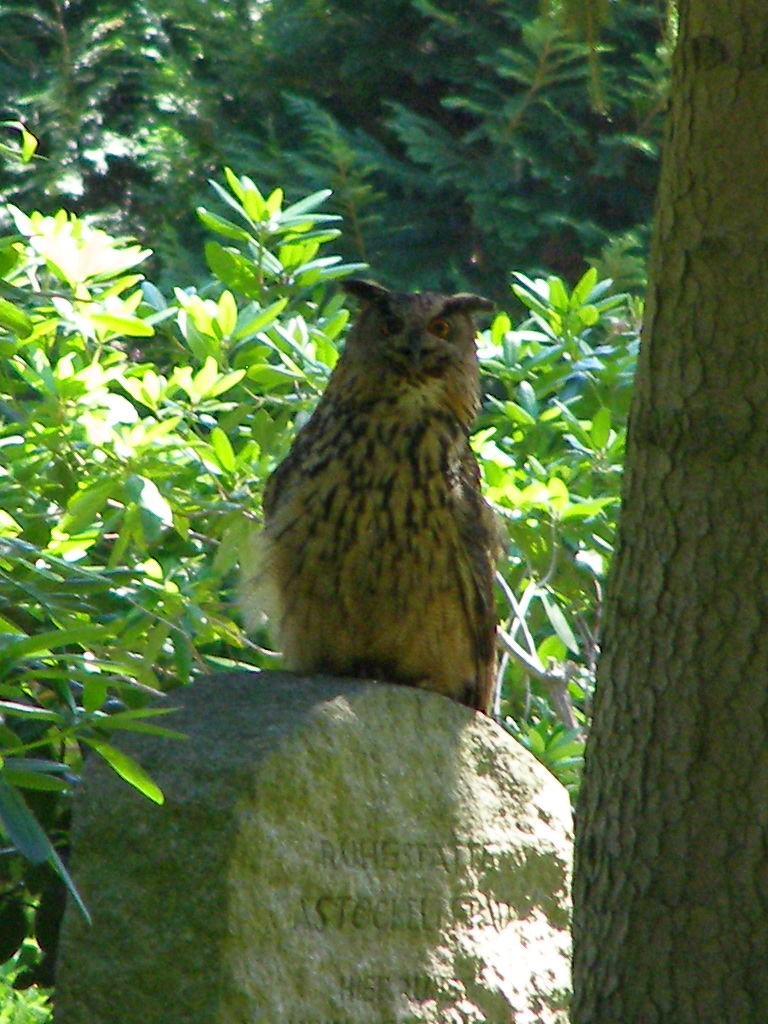
Uhu

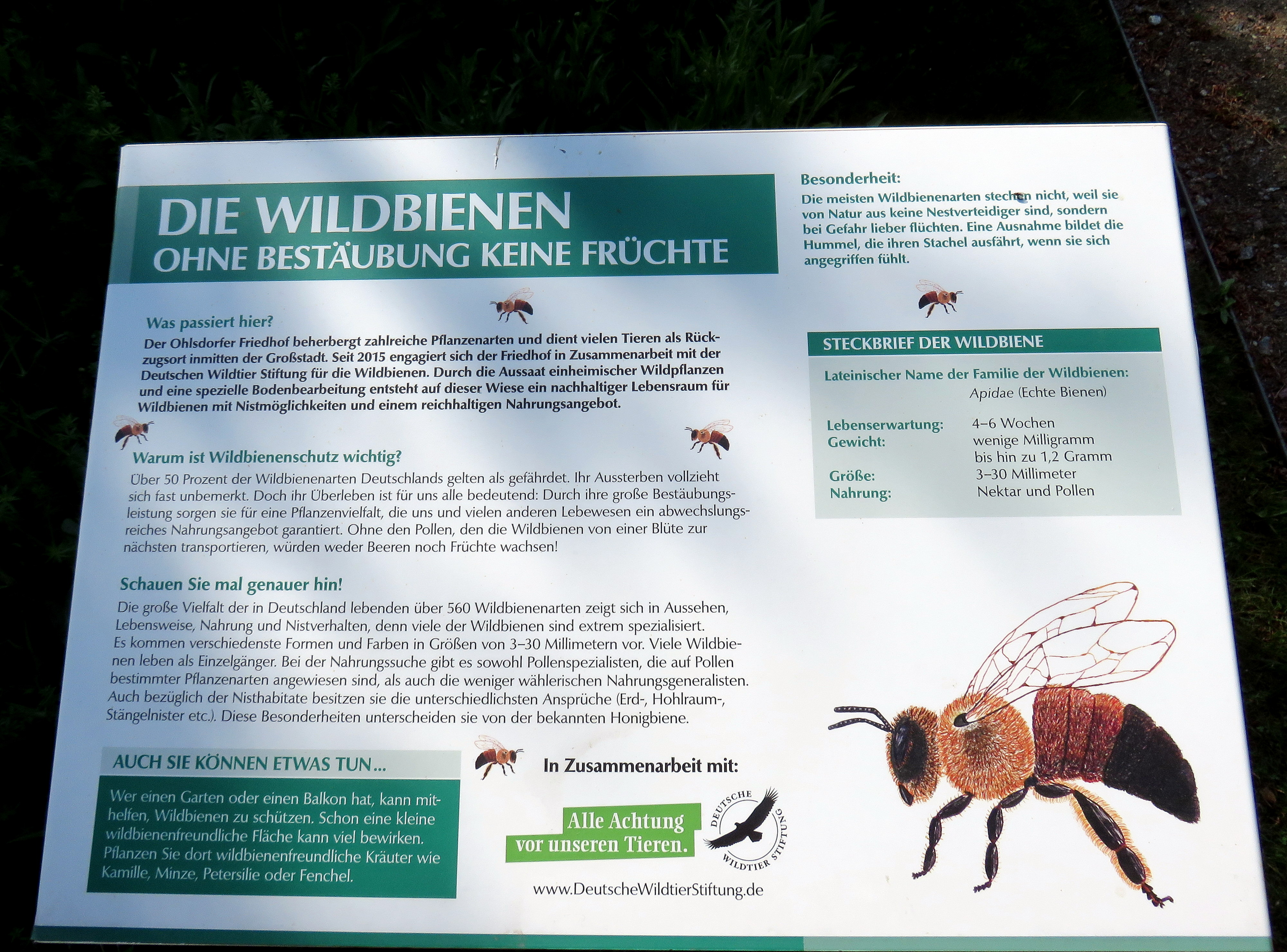
Wildbienen-Projekt der Deutschen Wildtier-Stiftung am Rande des Rosengartens

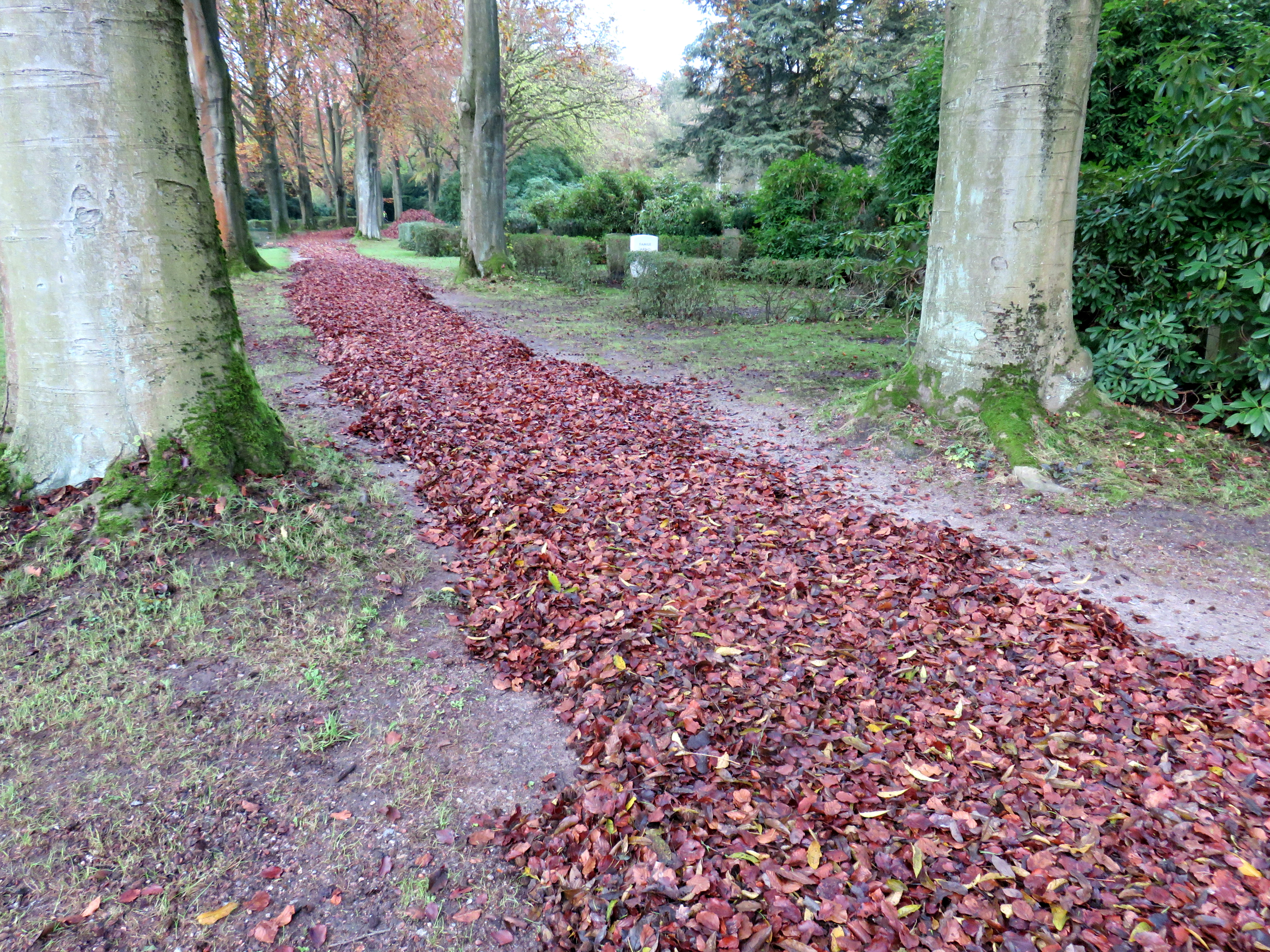
„Biomasse“ Herbstlaub

Der Parkfriedhof wird naturnah gepflegt. Er wird von Besuchern als Naherholungsgebiet und Landschaftsgarten der Stille, Ruhe und Gelassenheit sowie als ursprünglich, natürlich, schön, fröhlich, harmonisch bezeichnet. Auf Pflanzengift und Insektizide wird verzichtet.

### Pflanzen
Das fast vier Quadratkilometer große Areal beheimatet etwa 36.000 Bäume und 15 Teiche. Bei der Anlage des Friedhofs wurden viele Bäume aus den Wallhecken der vorangegangenen landwirtschaftlichen Weidenutzung erhalten und stehen dort bis heute. Diese Bäume wachsen oftmals mehrstämmig, da sie vor der Friedhofsnutzung regelmäßig auf Stock gesetzt worden waren. Es gibt 36.000 weiße, weinrote, violette und orangenfarbene Rhododendren. Sie blühen Anfang Juni.

### Tiere
Die Friedhofsverwaltung arbeitet mit Nabu, BUND und Umweltbehörde zusammen.
Durch den halbwegs naturnahen Charakter der Parkanlage und wegen seiner relativen Abgeschiedenheit vom Großstadtbetrieb fühlen sich dort viele Wildtierarten wohl, darunter Eichhörnchen, Hasen, Igel, Marder, Rehe, Füchse, vermutlich ausgesetzte Sumpfschildkröten, Waschbären. Hier leben 284 Arten von Schmetterlingen, Wildbienen und Fledermäuse.
Es kommen 57 Vogelarten vor. In Städten allgemein seltene und daher hervorzuhebende Vogelarten sind Baumfalke, Buntspecht, Eisvogel, Graugans, Grünspecht, Kormoran, Mönchsgrasmücke, Rotkehlchen und Uhu. Es wurde ein Lehrpfad zu Vögeln und Fledermäusen mit 13 Informationstafeln angelegt.

### Biomasse-Recycling
An Biomasse fallen auf dem Ohlsdorfer Friedhof pro Jahr an:
- ca. 60 m³ Holzhackschnitzel aus Baum- und Strauchschnitt
- ca. 5500 m³ Laub
- ca. 1400 m³ krautige Pflanzenbestandteile sowie Rasenschnitt[94]

Etwa 40 % der Holzhackschnitzel werden verbrannt, etwa 10 % des entfernten Laubes wird als Mulchmaterial an anderer Stelle wieder aufgebracht, der überwiegende Rest wird vor Ort kompostiert. Die krautigen Pflanzenteile sowie der Rasenschnitt haben ein besonders hohes Potenzial zur regenerativen Energieerzeugung mithilfe von Vergärungstechnologien. Die Grünabfälle werden kompostiert und als Dünger wieder verwendet.

## Grabstein-Recycling
Die nach Laufzeitende frei werdenden Grabsteine und Steinumrandungen der Gräber bestehen vorwiegend aus Marmor oder Granit. Sie werden gebrochen und zu Kies vermahlen. Jährlich werden etwa 1000 bis 6000 Steine recycelt. Sie werden zur Befestigung der Straßen und Wege weiter verwendet.
Bereits für den Bau der Stützmauer unterhalb der Straße Mittelallee zwischen den Planquadraten S 33 und W 37, die sogenannte „Klagemauer“, wurden alte Grabmale verwendet – sie begrenzt die etwa 1921 angelegten Grabfelder des ehemaligen Musterfriedhofs.
Um entscheiden zu können, welche Steine stattdessen erhaltungswürdig sind, wurden im Februar 2017 zwischen Förderkreis, Friedhofsverwaltung und Denkmalschutzamt konkrete Auswahlkriterien neu erarbeitet: Gerettet werden konnten in der Vergangenheit für den Außenbereich des Friedhofsmuseums beispielsweise drei historische Grabsteine, darunter das für Agnes Piel von Bildhauer Oskar Witt.

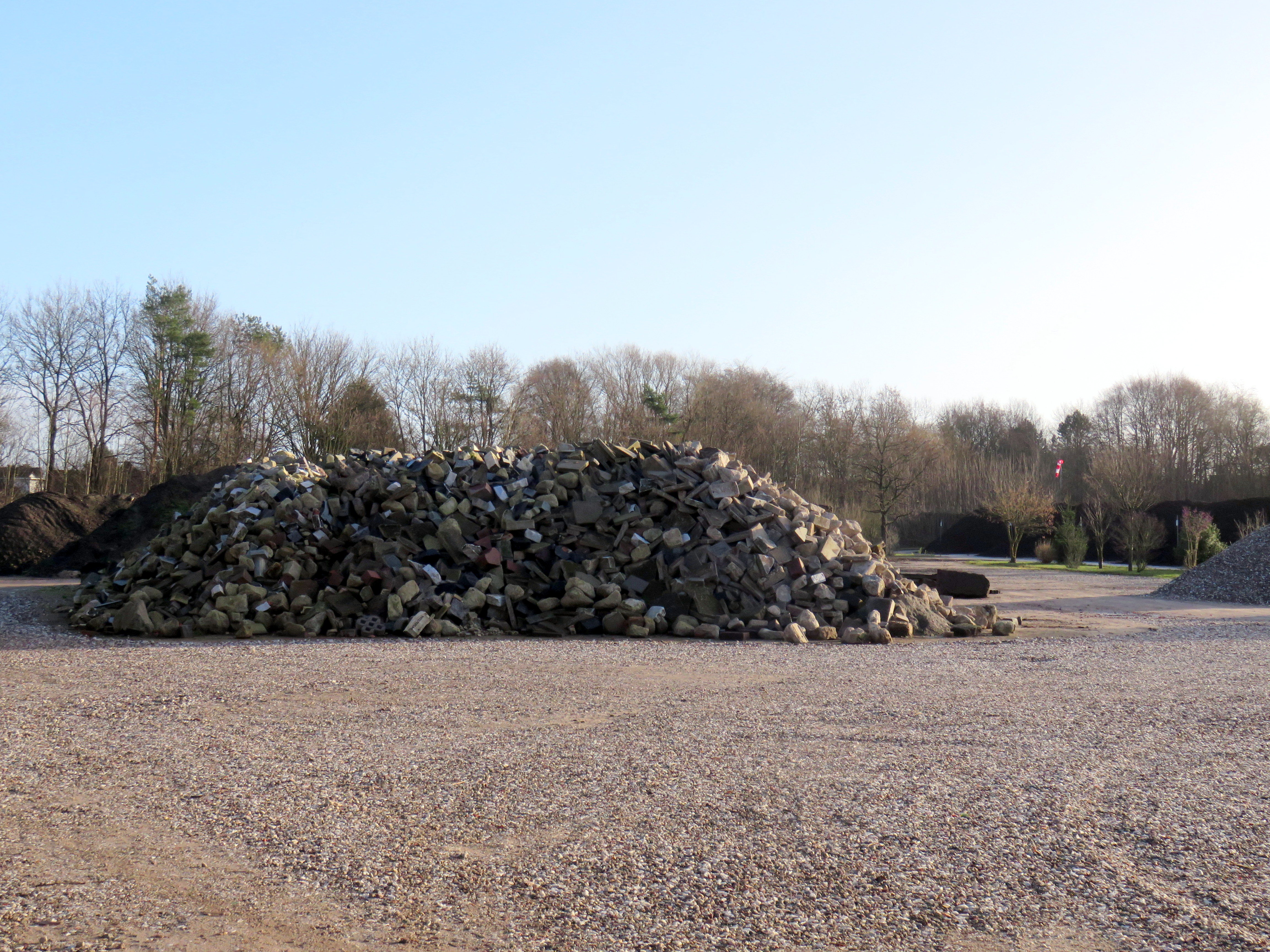
Grabstein Bruch/Kies
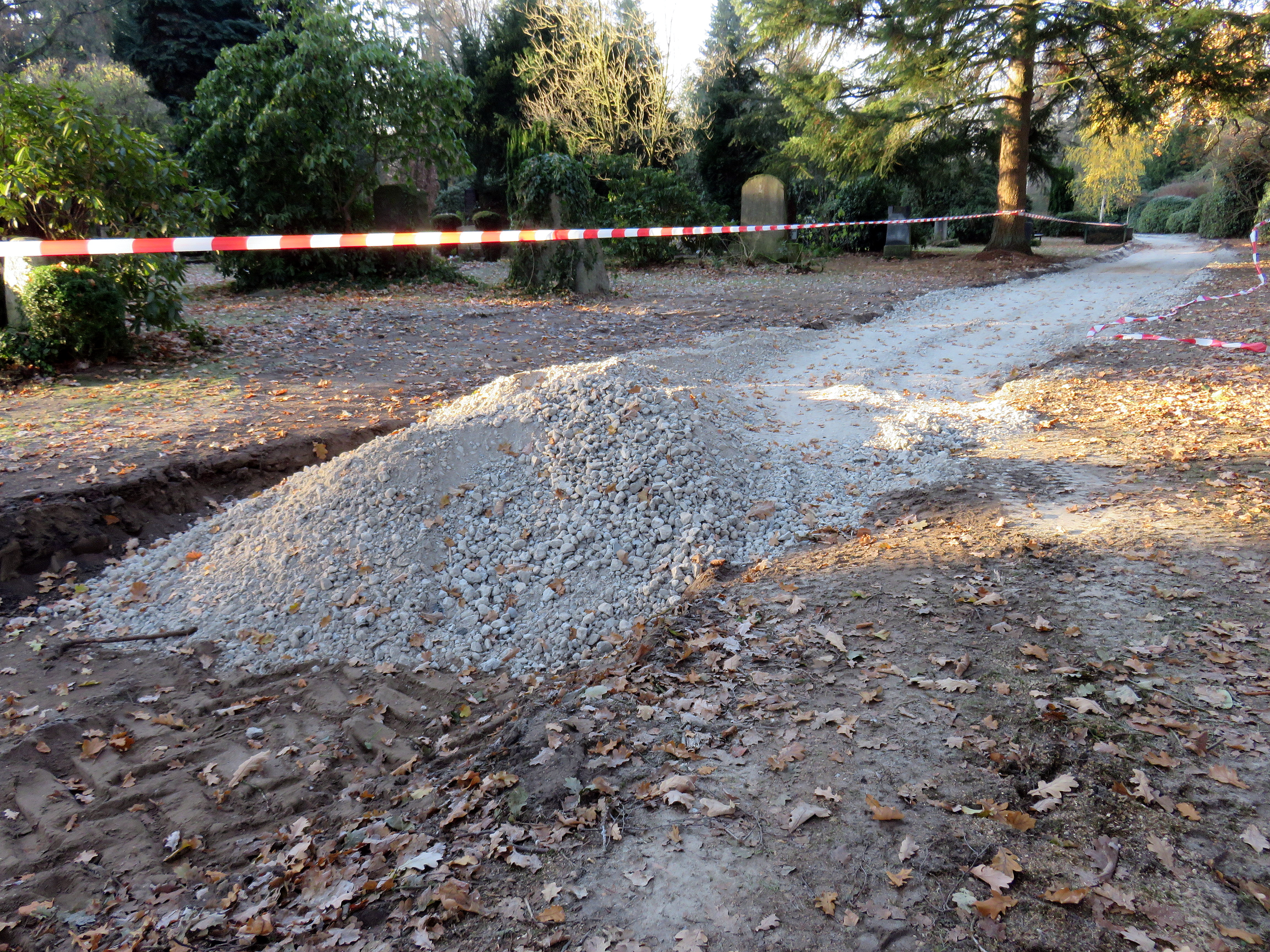
Wegebefestigung
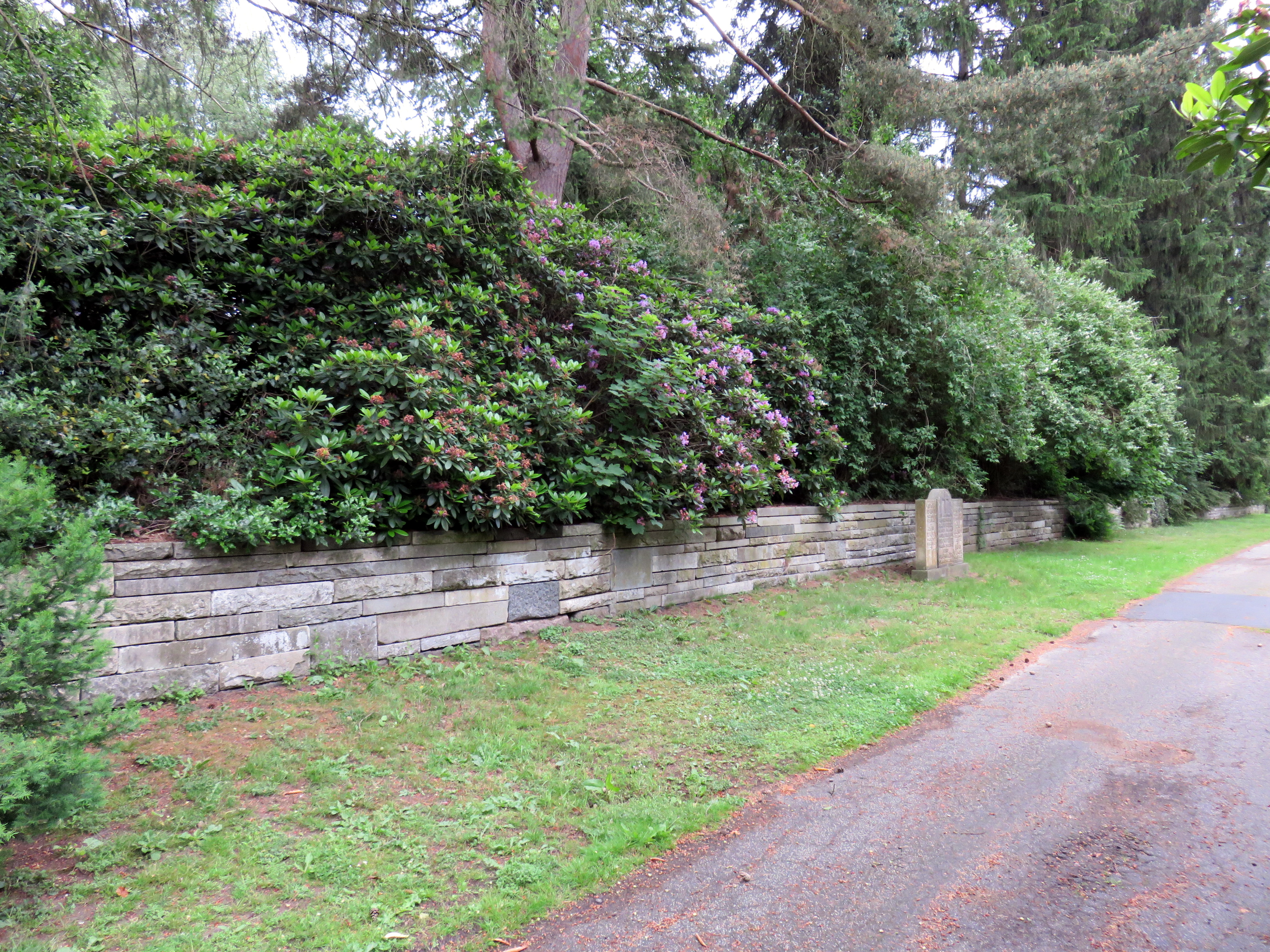
„Klagemauer“
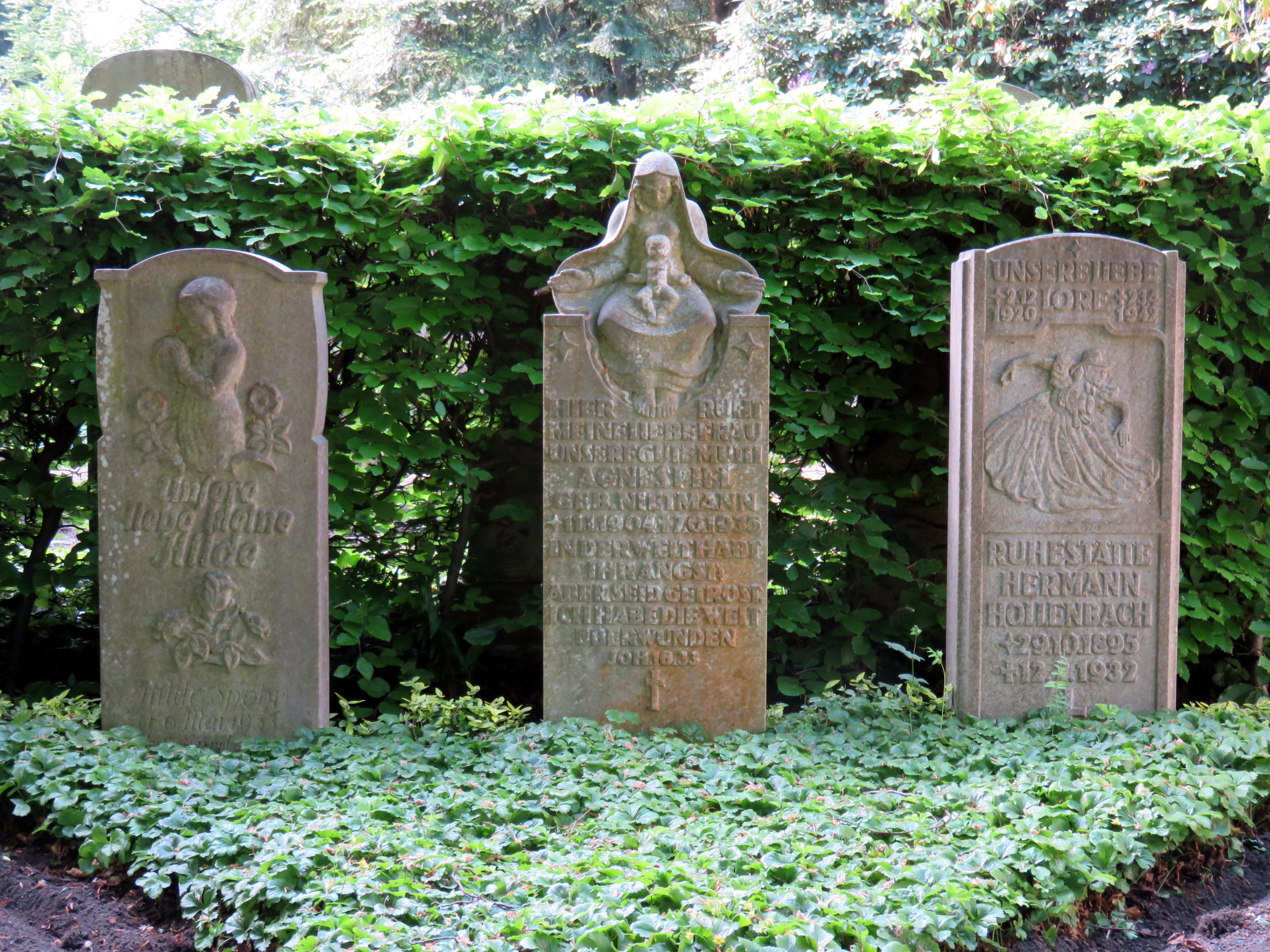
Gerettete Steine am Museum

## Verschwundene Grabmäler
In den Jahren 1998 bis 2004 gab es einige Metalldiebstähle auf dem Friedhof. Jedoch nicht alle Grabsteine bzw. Skulpturen „verschwinden“ durch Diebstahl: Nach dem Ablauf einer Grabstelle wird das darauf befindliche Grabmal – je nach Beschluss – entweder geschreddert oder vom Friedhof an geheimem Ort in Obhut genommen, bis ein neuer Standort gefunden ist. Mögliche Plätze einer vorübergehenden Aufbewahrung sind der Garten der Frauen, im Umfeld des Friedhofsmuseums, in einer der neuen Urnen-Anlagen, durch gemeinschaftliche „Inszenierung“ in landschaftlich sehr besonderen, überschaubaren Friedhofsbereichen wie T-Teich, Linné-Denkmal und Prökelmoorteich. Dazu wurde ein eigens für witterungsempfindliche Grabmäler geschützter Aufstellungsbereich in einer der nicht mehr genutzten Kapellen vorgeschlagen oder die Unterbringung in einem geeigneten externen Museum. Auch Umsetzungen innerhalb des Ohlsdorfer Friedhofs selbst oder nach anderen Friedhöfen kommen vor: beispielsweise wurde 1997 die Skulpturengruppe der Grabstätte Scholtz (Arthur Bock, 1928) von Planquadrat AA 15 (am Weg zur Nordteich-Brücke) nach Nienstedten verlegt. Auffindungsschwierigkeiten können sich durch Namenswechsel auf dem Grabstein ergeben, beispielsweise bei einem „Patenschaftsgrab“; manchmal verweist eine auf dessen Rückseite angebrachte kleine Plakette auf den Vorinhaber. Das eine oder andere Grabmal scheint hinter dichter Vegetation zu verschwinden – bis es durch Maßnahmen, oftmals mit Unterstützung des Fördervereins, wieder sichtbar gemacht wird.

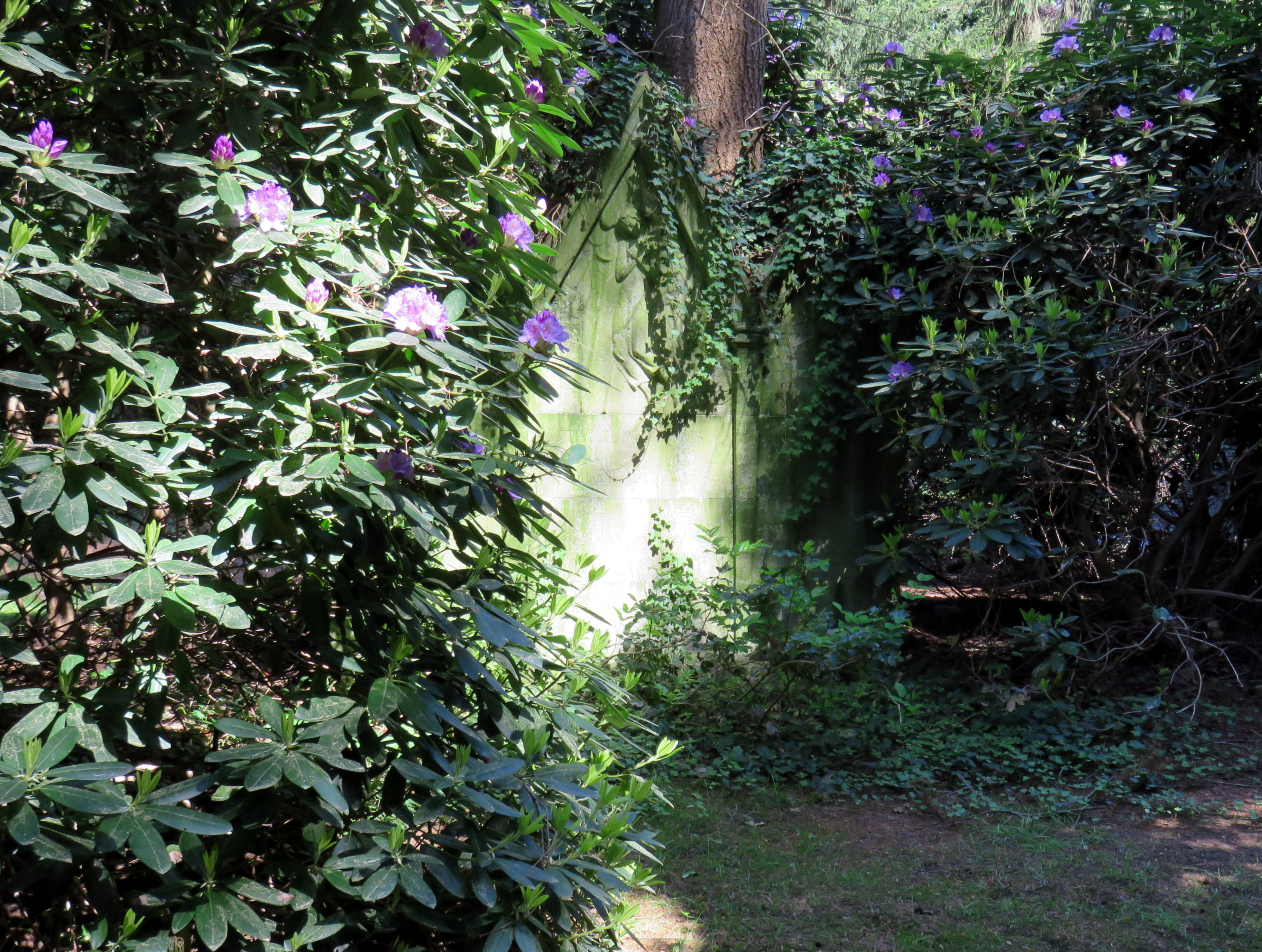
Mai 2018
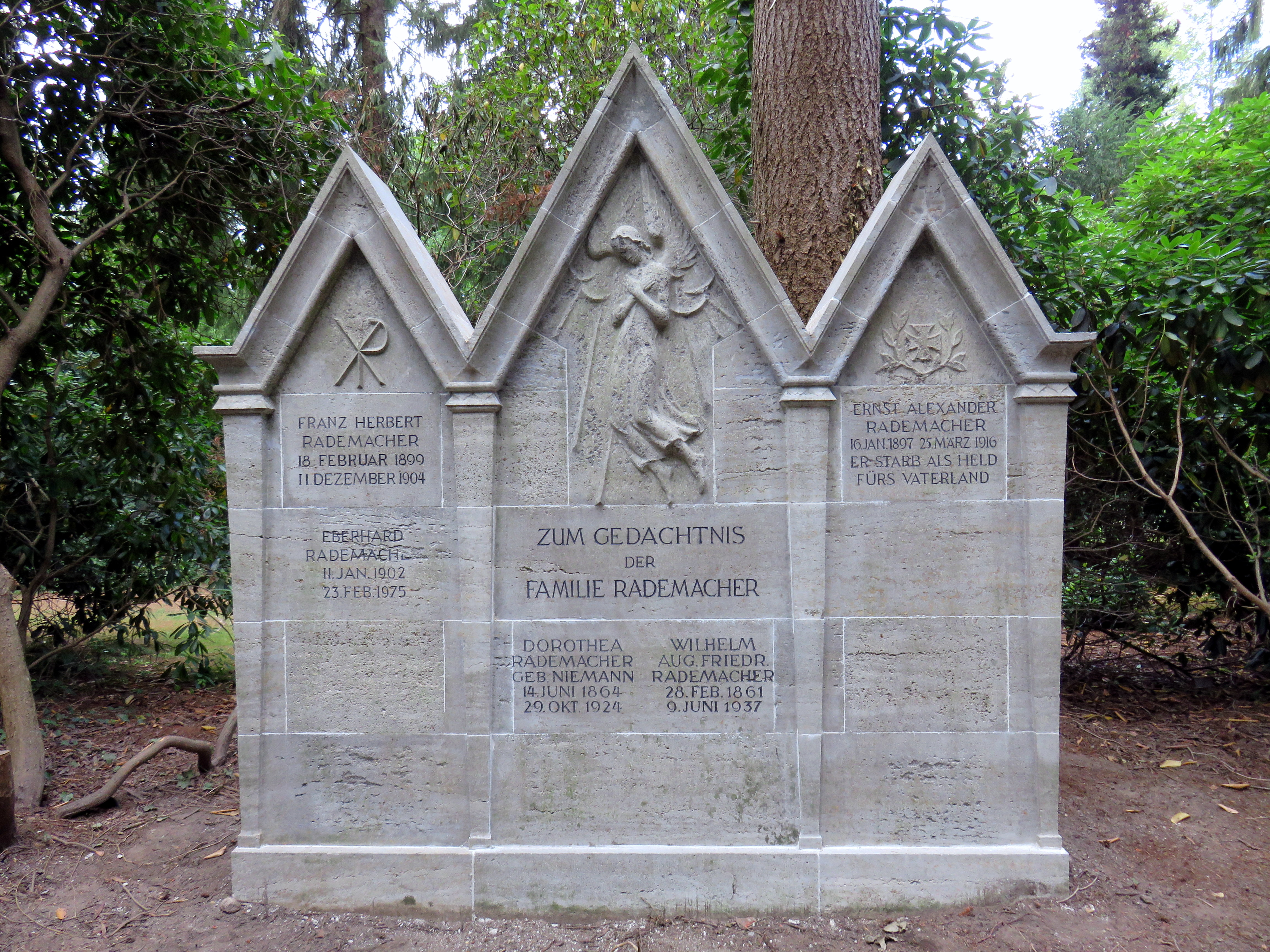
Juli 2018

## Auszeichnungen
- Die Friedhofskultur in Deutschland wurde im März 2020 von der UNESCO als Immaterielles Weltkulturerbe ausgezeichnet. Der Ohlsdorfer Friedhof gilt als ein herausragendes Beispiel für diese jahrhundertelang gewachsene Kultur.[108][109]

## Verschiedenes
- Die Hamburger Band Kettcar erzählt in ihrem Song Zurück aus Ohlsdorf die Geschichte einer Beerdigung auf dem Ohlsdorfer Friedhof.
- In der Folge „Der verschwundene Engel“ aus der Serie Die Pfefferkörner spielt ein Teil der Handlung auf dem Ohlsdorfer Friedhof.

## Filme (Auswahl)
- Im Wald der Engel. Ohlsdorf – der größte Parkfriedhof der Welt. Dokumentarfilm, Deutschland, 2014, 58:34 Min., Buch und Regie: Holger Vogt-Baumgarten, Produktion: NDR, Reihe: die nordstory, Erstsendung: 21. November 2014 bei NDR Fernsehen, Inhaltsangabe, (Memento vom 25. November 2021 im Internet Archive), Internet-Video von NDR Hamburg. Mit dem Ornithologen Uwe Westphal, dem Harfenisten und Märchenerzähler Jörn-Uwe Wulf, der Friedhofsgärtnerin Anne Kirch, dem Bestatter Werner Knüppel, dem Busfahrer Detlef Gutknecht u. a.
- Der Friedhofsclub. Dokumentarfilm, Deutschland, 2014, 30 Min., Buch und Regie: Dörte Schipper, Produktion: NDR, Reihe: die reportage, Erstsendung: 29. August 2014 bei NDR Fernsehen, Inhaltsangabe von ARD.
- Der Friedhof lebt! Ohlsdorf – ein Naturparadies. Dokumentarfilm, Deutschland, 2013, 30 Min., Buch und Regie: Holger Vogt, Produktion: NDR, Reihe: NaturNah, Erstsendung: 8. Oktober 2013 bei NDR Fernsehen, Inhaltsangabe von ARD.
- Herr Blümke und seine Engel. Der Friedhofsgärtner von Ohlsdorf. Dokumentarfilm, Deutschland, 2010, 30 Min., Buch und Regie: Sabine Engel, Produktion: NDR, Erstsendung: 4. November 2010 bei NDR Fernsehen, Inhaltsangabe von ARD.

## Friedhofspläne
- Friedhofsplan Ohlsdorf (PDF; 663 kB)
- Detaillierter Rasterplan des Friedhofs (PDF; 1,6 MB)
- Buslinien im Friedhof Ohlsdorf (PDF; 29 kB)
- Interaktive Karte (benötigt JavaScript)